# 高専ロボコンの変遷
高専ロボコンはテーマが毎回異なるのが特徴の一つである。テーマだけではなく競技ルールや大会運営もテーマと大会の発展、高等専門学校の事情に伴って変化してきた。

## 大会規模

### 参加校数と参加チーム数
第1回、第2回大会までは参加を希望した高専の内、書類審査を通過した高専が出場した。第3回大会「ニュートロンスター」から参加校数を全国の高専に広げ、地区大会はなかったが、全国大会本選の前に予選が行われた。第4回大会から地区大会が開始され、1校から1チームから1校2チームの参加になった。第4回「ホットタワー」と第5回「ミステリーサークル」のチーム数が参加校数の2倍ではないのは、旧熊野高専（現近畿大学高専）が1チームのみの参加だったからである。何らかの事情により1チームのみの参加の高専やキャンパスが稀ある。
第6回大会から第16回大会まで同じ参加校数と参加チーム数で推移したが、第17回大会以降は沖縄高専の開校、高専の合併や廃止により参加校数とチーム数が増減した。2006年第19回大会の「ふるさと自慢特急便」から都立産業技術高専が出場しているが、旧都立工業高専の品川キャンパスとして2チーム、旧都立航空高専の荒川キャンパスとして2チームが出場しており、1校から4チームも出場している。2009年の第22回大会以降は以下の高専が合併して1校2キャンパスから4チームが出場することとなった。
- 仙台高専
  - 広瀬キャンパス（旧仙台電波高専）
  - 名取キャンパス（旧宮城高専）
- 富山高専
  - 本郷キャンパス（旧富山高専）
  - 射水キャンパス（旧富山商船高専）
- 香川高専
  - 高松キャンパス（旧高松高専）
  - 詫間キャンパス（旧詫間電波高専）
- 熊本高専
  - 熊本キャンパス（旧熊本電波高専）
  - 八代キャンパス（旧八代高専）

第33回大会では、新型コロナウイルス感染症流行の影響を加味し、出場の有無は各校の判断に委ねられ、各高専またはキャンパスから最大4チームが地区大会に参加できた。
全国大会のエキシビジョン試合に参加する機会が与えられることがあるため、参加校数と参加チーム数が若干増加する大会がある。
| 回数 | 開催年 | 大会名                              | 総参加校数 | キャンパス | 総参加チーム数 | 全国大会参加校数 | 全国大会参加チーム数 | 特記事項                                                                                        |
| ---- | ------ | ----------------------------------- | ---------- | ---------- | -------------- | ---------------- | -------------------- | ----------------------------------------------------------------------------------------------- |
| 1    | 1988   | 乾電池カー・スピードレース          | 12         | 12         | 同左           | 同左             | 同左                 | 書類応募24校、大会直前棄権1校                                                                   |
| 2    | 1989   | オクトパスフットボール              | 20         | 20         | 同左           | 同左             | 同左                 | 書類応募53校                                                                                    |
| 3    | 1990   | ニュートロンスター                  | 62         | 62         | 62             | 32(62)           | 32(62)               | 桐蔭高専最初にして最後の参加、トーナメントの前に予選が行われた                                  |
| 4    | 1991   | ホットタワー                        | 62+1       | 62+1       | 123+1          | 31+1             | 31+1                 | 札幌市立高専参加開始。スラバヤ電子ポリテクニックが全国大会に特別参加。旧熊野高専は1チーム参加。 |
| 5    | 1992   | ミステリーサークル                  | 62+1       | 62+1       | 123+1          | 31+1             | 31+1                 | スラバヤ電子ポリテクニックが全国大会に特別参加。旧熊野高専は1チーム参加。                       |
| 6    | 1993   | ステップダンス                      | 62         | 62         | 124            | 24               | 24                   |                                                                                                 |
| 7    | 1994   | スペースフライヤー                  | 62         | 62         | 123            | 24               | 24                   | 旧富山商船高専（現富山高専射水キャンパス）は1チーム参加                                         |
| 省略 |        |                                     |            |            |                |                  |                      |                                                                                                 |
| 11   | 1998   | 生命上陸                            | 62         | 62         | 122            | 24               | 24                   | 旧詫間電波高専（現香川高専詫間キャンパス）と宇部高専は1チーム参加                               |
| 12   | 1999   | Jump To The Future                  | 62         | 62         | 124            | 24               | 24                   |                                                                                                 |
| 13   | 2000   | ミレニアムメッセージ                | 62         | 62         | 124            | 24               | 24                   |                                                                                                 |
| 14   | 2001   | Happy Birthday 39                   | 62         | 62         | 124            | 24               | 24                   |                                                                                                 |
| 15   | 2002   | プロジェクトBOX                     | 62         | 62         | 124            | 24               | 24                   |                                                                                                 |
| 16   | 2003   | 鼎                                  | 62         | 62         | 123            | 24+1             | 24+2                 | エキシビジョンに1校2チーム追加。札幌市立高専は1チーム参加（棄権）                               |
| 17   | 2004   | マーズラッシュ                      | 63         | 63         | 126            | 25               | 25                   | 沖縄高専が参加開始                                                                              |
| 18   | 2005   | 大運動会                            | 63         | 63         | 126            | 25               | 25                   | 札幌市立高専最後の参加                                                                          |
| 19   | 2006   | ふるさと自慢特急便                  | 61         | 62         | 124            | 25               | 25                   | 旧都立高専2校が都立産業技術高専として参加開始                                                   |
| 20   | 2007   | 風林火山 ロボット騎馬戦             | 61         | 62         | 124            | 25               | 25                   |                                                                                                 |
| 21   | 2008   | ROBO－EVOLUTION 生命大進化          | 61         | 62         | 124            | 25+1             | 25+2                 | エキシビジョンに1校2チーム追加                                                                  |
| 22   | 2009   | DANCIN' COUPLE                      | 57         | 62         | 124            | 25               | 25                   | 8校が同県内で合併し4校に                                                                        |
| 23   | 2010   | 激走! ロボ力車                      | 57         | 62         | 124            | 25               | 25                   |                                                                                                 |
| 省略 |        |                                     |            |            |                |                  |                      |                                                                                                 |
| 27   | 2014   | 出前迅速                            | 57         | 62         | 124            | 25               | 25                   |                                                                                                 |
| 28   | 2015   | 輪花繚乱                            | 57         | 62         | 124            | 25               | 25+2                 | 全国大会に出場する競技委員会推薦チーム枠の設定開始、エキシビジョンに2チーム追加                 |
| 29   | 2016   | ロボット・ニューフロンティア        | 57         | 62         | 124            | 25               | 25                   |                                                                                                 |
| 30   | 2017   | 大江戸ロボット忍法帳                | 57         | 62         | 124            | 25               | 26                   | 競技委員会推薦チームが初めて選出(1チーム)                                                       |
| 31   | 2018   | Bottle-Flip Cafe                    | 57         | 62         | 124            | 25               | 25                   |                                                                                                 |
| 32   | 2019   | らん♪ RUN Laundry                   | 57         | 62         | 124            | 25               | 26                   | 競技委員会推薦チームの選出あり(1チーム)                                                         |
| 33   | 2020   | はぴ☆ロボ自慢                       | 53         | 58         | 146            | 26               | 28                   | 競技委員会推薦チームの選出あり(3チーム)                                                         |
| 34   | 2021   | 超絶機巧(すごロボ)                  | 56         | 61         | 116            | 25               | 26                   | 競技委員会推薦チームの選出あり(1チーム)                                                         |
| 35   | 2022   | ミラクル☆フライ～空へ舞いあがれ！～ | 57         | 62         | 124            | 25+1             | 25+2                 | エキシビジョンに2チーム追加                                                                     |
| 36   | 2023   | もぎもぎ！フルーツＧＯラウンド      | 57         | 62         | 124            | 27               | 27                   | 四国地区からの全国大会出場枠が2から3に増枠、競技委員会推薦チームの選出あり(1チーム)             |
| 37   | 2024   | ロボたちの帰還                      | 57         | 62         | 124            | 26+2             | 26+2                 | エキシビジョンに2チーム追加                                                                     |

注意：エキシビジョン参加校・チーム数は上記の表の限りではない。

### 全国大会出場枠
第3回「ニュートロンスター」まで地区大会はなかったが、第3回大会では全国大会の前に予選が行われ、全国の高専62校から31校に絞られた。
第4回「ホットタワー」から、トーナメントを勝ち上がった優勝校の一つのチームと、審査員の推薦を受けた一つ以上のチームが全国大会に進出する。地区大会に1校または1キャンパスから2チーム出場できるが、全国大会へ出場できるのは1校または1キャンパスから1チームとしているため、優勝校と同じ高専・キャンパスのチームが推薦されることはない。都立産業技術高専のように合併途中にある高専はキャンパス毎に2チーム出場可能であり、優勝したチームがなければキャンパス毎に推薦が可能である。例えば、出場枠が3枠の場合は、地区大会優勝チームで1枠、他の2枠を審査員に推薦された互いに異なる高専またはキャンパスのチームに割り当てる。
各地区からの全国出場枠の割合を、大会毎にみていくと若干の差がある。第4回「ホットタワー」および第5回「ミステリーサークル」では全国大会に進出できる校数は31校であった。北海道地区は最高の割合60%、東北地区は57%の高専が全国大会に進めるのに対して、九州地区は44%と最低の割合であり、この時期は九州地区が全国一の激戦区であった。第6回「ステップダンス」から全国大会に進出できる校数は24校に減少し、第16回「鼎」まで続いた。第6回の東海・北陸地区は出場チームに比べて全国出場できる枠が4つしかないためにテレビ番組中に全国一の激戦区と紹介されていたが、第7回で九州地区の枠を一つ減らし、その分を東海・北陸地区に割り当て、沖縄高専が加わるまでその配分が続いた。西日本の殆どの地区は東海・北陸地区ほどの試合数はないものの、殆どの地区の割合は33%であり、西日本の殆どの地区が激戦区となっていた。
第8回「ドリームタワー」から、地理上、学校の事情、そして大会運営の側面から、東海・北陸地区大会に出場していた旧熊野高専（近畿大学高専）が近畿地区大会出場に変更となり、地区の差と東西の差が若干縮小された。第17回「マーズラッシュ」から沖縄高専の参加が始まり、全国出場枠は25校に増え、九州地区大会の全国大会出場枠が3から4に増えたことから、18回「大運動会」までの二つの大会は最も差が少なく各地区の全国大会出場枠が配分された。
第19回「ふるさと自慢特急便」から札幌市立高専の参加がなくなったため、再び北海道地区が最高の割合50%となり、出場枠の割合最低が長く続く四国地区と16%強の差が続いている。
四国地区大会は、6回連続地区大会優勝および12回連続全国大会出場を果たしている香川高専詫間キャンパス（旧詫間電波高専）が一つの枠を占有し、残りの一枠を他の高専・キャンパスの10チームで争うと言っても過言ではないほど熾烈を極めてきた。第36回からは3枠に増枠された。
第28回大会以降、地区大会当日に全国大会へ出場する機会が与えられなかったチームの中から、地区大会において素晴らしいパフォーマンスを発揮した全国大会出場にふさわしい数チームを競技委員会が選出し、競技委員会推薦チームとして全国大会に出場できる制度が始まった。
該当チームがいないと判断した時は選出されないとしており、選出された回と選出がなかった回がある。
全国大会へ出場できるのは1校または1キャンパスから1チームとされているが、競技委員会推薦チームに選出されたことで2チーム出場することがある。
第33回大会と第34回大会では、新型コロナウイルス感染症流行の影響を加味し、出場の有無が各校の判断に委ねられたため、地区大会に出場していない高専がある。
| 回数 | 開催年 | 大会名                              | 北海道 | 東北 | 関東・甲信越 | 東海・北陸 | 近畿 | 中国 | 四国 | 九州沖縄 | 推薦      | 特記事項                                      |
| ---- | ------ | ----------------------------------- | ------ | ---- | ------------ | ---------- | ---- | ---- | ---- | -------- | --------- | --------------------------------------------- |
| 4    | 1991   | ホットタワー                        | 3/5    | 4/7  | 5/10         | 5/11       | 3/6  | 4/8  | 3/6  | 4/9      |           |                                               |
| 5    | 1992   | ミステリーサークル                  | 3/5    | 4/7  | 5/10         | 5/11       | 3/6  | 4/8  | 3/6  | 4/9      |           |                                               |
| 6    | 1993   | ステップダンス                      | 2/5    | 3/7  | 4/10         | 4/11       | 2/6  | 3/8  | 2/6  | 4/9      |           |                                               |
| 7    | 1994   | スペースフライヤー                  | 2/5    | 3/7  | 4/10         | 5/11       | 2/6  | 3/8  | 2/6  | 3/9      |           |                                               |
| 8    | 1995   | ドリームタワー                      | 2/5    | 3/7  | 4/10         | 4/10       | 3/7  | 3/8  | 2/6  | 3/9      |           | 旧熊野高専が東海・北陸から近畿へ              |
| 省略 |        |                                     |        |      |              |            |      |      |      |          |           |                                               |
| 16   | 2003   | 鼎                                  | 2/5    | 3/7  | 4/10         | 4/10       | 3/7  | 3/8  | 2/6  | 3/9      |           |                                               |
| 17   | 2004   | マーズラッシュ                      | 2/5    | 3/7  | 4/10         | 4/10       | 3/7  | 3/8  | 2/6  | 4/10     |           | 沖縄高専参加開始                              |
| 18   | 2005   | 大運動会                            | 2/5    | 3/7  | 4/10         | 4/10       | 3/7  | 3/8  | 2/6  | 4/10     |           | 札幌市立高専最後の参加                        |
| 19   | 2006   | ふるさと自慢特急便                  | 2/4    | 3/7  | 4/10         | 4/10       | 3/7  | 3/8  | 2/6  | 4/10     |           | 旧都立高専2校が都立産業技術高専として参加開始 |
| 省略 |        |                                     |        |      |              |            |      |      |      |          |           |                                               |
| 27   | 2014   | 出前迅速                            | 2/4    | 3/7  | 4/10         | 4/10       | 3/7  | 3/8  | 2/6  | 4/10     |           |                                               |
| 28   | 2015   | 輪花繚乱                            | 2/4    | 3/7  | 4/10         | 4/10       | 3/7  | 3/8  | 2/6  | 4/10     | (0〜1)/62 | 競技委員会推薦チーム枠の設定開始              |
| 29   | 2016   | ロボット・ ニューフロンティア       | 2/4    | 3/7  | 4/10         | 4/10       | 3/7  | 3/8  | 2/6  | 4/10     | (0〜1)/62 |                                               |
| 30   | 2017   | 大江戸ロボット忍法帳                | 2/4    | 3/7  | 4/10         | 4/10       | 3/7  | 3/8  | 2/6  | 4/10     | (0〜1)/62 | 競技委員会推薦チームが初めて選出              |
| 31   | 2018   | Bottle-Flip Cafe                    | 2/4    | 3/7  | 4/10         | 4/10       | 3/7  | 3/8  | 2/6  | 4/10     | (0〜1)/62 |                                               |
| 32   | 2019   | らん♪ RUN Laundry                   | 2/4    | 3/7  | 4/10         | 4/10       | 3/7  | 3/8  | 2/6  | 4/10     | (0〜1)/62 |                                               |
| 33   | 2020   | はぴ☆ロボ自慢                       | 2/2    | 3/7  | 4/10         | 4/9        | 3/7  | 3/8  | 2/5  | 4/10     | (0〜3)/58 |                                               |
| 34   | 2021   | 超絶機巧(すごロボ)                  | 2/4    | 3/7  | 4/10         | 4/9        | 3/7  | 3/8  | 2/6  | 4/10     | (0〜3)/61 |                                               |
| 35   | 2022   | ミラクル☆フライ～空へ舞いあがれ！～ | 2/4    | 3/7  | 4/10         | 4/10       | 3/7  | 3/8  | 2/6  | 4/10     | (0〜1)/62 |                                               |
| 36   | 2023   | もぎもぎ！フルーツＧＯラウンド      | 2/4    | 3/7  | 4/10         | 4/10       | 3/7  | 3/8  | 3/6  | 4/10     | (0〜1)/62 | 四国地区からの全国大会出場枠が2から3に増枠    |
| 37   | 2024   | ロボたちの帰還                      | 2/4    | 3/7  | 4/10         | 4/10       | 3/7  | 3/8  | 3/6  | 4/10     | (0〜1)/62 |                                               |

上表の「推薦」の列は競技委員会推薦チーム枠。
| 回数 | 開催年 | 大会名                              | 北海道 | 東北 | 関東・甲信越 | 東海・北陸 | 近畿 | 中国 | 四国 | 九州沖縄 | 最高最低差 | 特記事項                                      |
| ---- | ------ | ----------------------------------- | ------ | ---- | ------------ | ---------- | ---- | ---- | ---- | -------- | ---------- | --------------------------------------------- |
| 4    | 1991   | ホットタワー                        | 60     | 57   | 50           | 45         | 50   | 50   | 50   | 44       | 16         |                                               |
| 5    | 1992   | ミステリーサークル                  | 60     | 57   | 50           | 45         | 50   | 50   | 50   | 44       | 16         |                                               |
| 6    | 1993   | ステップダンス                      | 40     | 43   | 40           | 36         | 33   | 38   | 33   | 44       | 11         |                                               |
| 7    | 1994   | スペースフライヤー                  | 40     | 43   | 40           | 45         | 33   | 38   | 33   | 33       | 12         |                                               |
| 8    | 1995   | ドリームタワー                      | 40     | 43   | 40           | 40         | 43   | 38   | 33   | 33       | 10         | 旧熊野高専が東海・北陸から近畿へ              |
| 省略 |        |                                     |        |      |              |            |      |      |      |          |            |                                               |
| 16   | 2003   | 鼎                                  | 40     | 43   | 40           | 40         | 43   | 38   | 33   | 33       | 10         |                                               |
| 17   | 2004   | マーズラッシュ                      | 40     | 43   | 40           | 40         | 43   | 38   | 33   | 40       | 10         | 沖縄高専参加開始                              |
| 18   | 2005   | 大運動会                            | 40     | 43   | 40           | 40         | 43   | 38   | 33   | 40       | 10         | 札幌市立高専最後の参加                        |
| 19   | 2006   | ふるさと自慢特急便                  | 50     | 43   | 40           | 40         | 43   | 38   | 33   | 40       | 17         | 旧都立高専2校が都立産業技術高専として参加開始 |
| 省略 |        |                                     |        |      |              |            |      |      |      |          |            |                                               |
| 28   | 2015   | 輪花繚乱                            | 50     | 43   | 40           | 40         | 43   | 38   | 33   | 40       | 17         | 競技委員会推薦チーム枠の設定開始              |
| 29   | 2016   | ロボット・ ニューフロンティア       | 50     | 43   | 40           | 40         | 43   | 38   | 33   | 40       | 17         |                                               |
| 30   | 2017   | 大江戸ロボット忍法帳                | 50     | 43   | 40           | 40         | 43   | 38   | 33   | 40       | 17         |                                               |
| 31   | 2018   | Bottle-Flip Cafe                    | 50     | 43   | 40           | 40         | 43   | 38   | 33   | 40       | 17         |                                               |
| 32   | 2019   | らん♪ RUN Laundry                   | 50     | 43   | 40           | 40         | 43   | 38   | 33   | 40       | 17         |                                               |
| 33   | 2020   | はぴ☆ロボ自慢                       | 100    | 43   | 40           | 44         | 43   | 38   | 40   | 40       | 62         |                                               |
| 34   | 2021   | 超絶機巧(すごロボ)                  | 50     | 43   | 40           | 44         | 43   | 38   | 33   | 40       | 17         |                                               |
| 35   | 2022   | ミラクル☆フライ～空へ舞いあがれ！～ | 50     | 43   | 40           | 40         | 43   | 38   | 33   | 40       | 17         |                                               |
| 36   | 2023   | もぎもぎ！フルーツＧＯラウンド      | 50     | 43   | 40           | 40         | 43   | 38   | 50   | 40       | 12         | 四国地区からの全国大会出場枠が2から3に増枠    |
| 37   | 2024   | ロボたちの帰還                      | 50     | 43   | 40           | 40         | 43   | 38   | 50   | 40       | 12         |                                               |

### 対戦形式
第1回大会から最新大会までチーム単位で一対一のトーナメント方式による優勝争いが地区大会・全国大会ともに続いているが、全国大会では単独または一対一形式の予選が行われることがあった。第1回「乾電池カー・スピードレース」は決勝トーナメント進出を懸けてチーム単独で予選競技が行われ、上位4チームが決勝トーナメントに進出した。第3回「ニュートロンスター」では事実上の1回戦ともいうべき一対一形式で予選が行われたが、審査員によって選ばれたチームが決勝に進んだため、試合勝者であるにも関わらず敗退したチームがあった。その後、第4回「ホットタワー」から第20回「風林火山 ロボット騎馬戦」まで全国大会に予選はなかったが、第21回で復活し、一対一の対戦形式または単独で予選が行われ、予選タイム上位8チームが決勝トーナメントに進出した。第22回でも対戦形式で予選が行われたが、予選の勝敗は関係なく予選得点の上位8チームが決勝トーナメントに進出した。第23回以降は再度全国大会での予選はなくなった。また、勝者であるにも関わらず上位進出できないルールは第3回,第21回,第22回以外では行われていない。
第4回「ホットタワー」から地区大会が行われ、4回戦または5回戦のトーナメントが組まれてきたが、第19回「ふるさと自慢特急便」から札幌市立高専の参加がなくなったため、北海道地区のトーナメントは3回戦となり、北海道地区優勝チームは他地区の優勝チームより一試合少なく全国大会に進出可能である。
第20回「風林火山 ロボット騎馬戦」でロボットの耐久性についての公平性を考慮されたため、第6回「ステップダンス」から続いていた全国大会の二回戦から登場する地区大会優勝校のシード権は無くなり、トーナメントの階数も前回の「ふるさと自慢特急便」の6回戦から5回戦に変更された。第23回からシード権が復活したが、トーナメント運営の都合上、ある一つの地区の優勝チームだけシード権が与えられず、1回戦からの登場となった。第25回及び第26回では、再度シード権が無くなったが、第27回では再びシード権が復活した。
第25回及び第26回では、1回戦または2回戦敗れたロボット・チームの中から、来場者の投票により最多得票を得たロボット・チームを準々決勝のワイルドカードとして進出させる方式が採用された。ワイルドカードは第27回では採用されなかったが、第28回以降に復活しており、来場者の投票ではなく審査員の推薦で決めている。
第1回大会から最新大会まで、第33回と第34回を除き、全国大会では準決勝以上があるトーナメント方式が行われてきた。
| 回数 | 開催年 | 大会名                              | 地区大会     | 全国大会 | 全国大会予選 | 特記事項 |
| ---- | ------ | ----------------------------------- | ------------ | -------- | ------------ | --- |
| 1    | 1988   | 乾電池カー・スピードレース          | なし         | 2回戦    | あり         | 予選で12チームから4チームが決勝へ進出                                                                        |
| 2    | 1989   | オクトパスフットボール              | なし         | 5回戦    | なし         | 書類選考で選ばれた20チームによるトーナメント                                                                 |
| 3    | 1990   | ニュートロンスター                  | なし         | 5回戦    | あり         | 予選で62チームから31チームが決勝へ進出                                                                       |
| 4    | 1991   | ホットタワー                        | 4または5回戦 | 5回戦    | なし         | |
| 省略 |        |                                     |              |          |              | |
| 16   | 2003   | 鼎                                  | 4または5回戦 | 5回戦    | なし         | |
| 17   | 2004   | マーズラッシュ                      | 4または5回戦 | 6回戦    | なし         | 沖縄高専が参加開始                                                                                           |
| 18   | 2005   | 大運動会                            | 4または5回戦 | 6回戦    | なし         | 札幌市立高専最後の参加                                                                                       |
| 19   | 2006   | ふるさと自慢特急便                  | 3から5回戦   | 6回戦    | なし         | 旧都立高専2校が都立産業技術高専として参加開始                                                                |
| 20   | 2007   | 風林火山 ロボット騎馬戦             | 3から5回戦   | 5回戦    | なし         | |
| 21   | 2008   | ROBO－EVOLUTION 生命大進化          | 3から5回戦   | 3回戦    | あり         | 全国大会予選で25チームから8チームが決勝へ進出                                                                |
| 22   | 2009   | DANCIN' COUPLE                      | 3から5回戦   | 3回戦    | あり         | 全国大会予選（この回は「ファーストステージ」）で25チームから得点の高い上位8チームが決勝へ進出                |
| 23   | 2010   | 激走! ロボ力車                      | 3から5回戦   | 5回戦    | なし         | 全国大会で、ある一つの地区の優勝チームだけシード権は与えられず、1回戦から登場                                |
| 24   | 2011   | ロボ・ボウル                        | 3から5回戦   | 5回戦    | なし         | 全国大会で、ある一つの地区の優勝チームだけシード権は与えられず、1回戦から登場                                |
| 25   | 2012   | ベスト・ペット                      | 3から5回戦   | 5回戦    | なし         | 全国大会で、1，2回戦までの敗者の中から来場者投票得票数最多のチームをワイルドカードとして準々決勝に進出させる |
| 26   | 2013   | Shall We Jump?                      | 3から5回戦   | 5回戦    | なし         | 全国大会で、1，2回戦までの敗者の中から来場者投票得票数最多のチームをワイルドカードとして準々決勝に進出させる |
| 27   | 2014   | 出前迅速                            | 3から5回戦   | 5回戦    | なし         | 全国大会で、ある一つの地区の優勝チームだけシード権は与えられず、1回戦から登場                                |
| 28   | 2015   | 輪花繚乱                            | 3から5回戦   | 5回戦    | なし         | 全国大会で、1，2回戦までの敗者から審査員推薦で1チームをワイルドカードとして準々決勝に進出させる              |
| 29   | 2016   | ロボット・ニューフロンティア        | 3から5回戦   | 5回戦    | なし         | 全国大会で、1，2回戦までの敗者から審査員推薦で1チームをワイルドカードとして準々決勝に進出させる              |
| 30   | 2017   | 大江戸ロボット忍法帳                | 3から5回戦   | 5回戦    | なし         | 全国大会で、1，2回戦までの敗者から審査員推薦で1チームをワイルドカードとして準々決勝に進出させる              |
| 31   | 2018   | Bottle-Flip Cafe                    | 4から5回戦   | 5回戦    | なし         | 全国大会で、1，2回戦までの敗者から審査員推薦で1チームをワイルドカードとして準々決勝に進出させる              |
| 32   | 2019   | らん♪ RUN Laundry                   | 4から5回戦   | 5回戦    | なし         | 全国大会で、1，2回戦までの敗者から審査員推薦で1チームをワイルドカードとして準々決勝に進出させる              |
| 33   | 2020   | はぴ☆ロボ自慢                       | 2回戦        | 2回戦    | あり         | 予選の上位4～6チームが決勝へ進出                                                                             |
| 34   | 2021   | 超絶機巧(すごロボ)                  | 1回戦        | 1回戦    | なし         | 各チーム1回の単独パフォーマンス                                                                              |
| 35   | 2022   | ミラクル☆フライ～空へ舞いあがれ！～ | 4から5回戦   | 5回戦    | なし         | 全国大会で、1，2回戦までの敗者から審査員推薦で1チームをワイルドカードとして準々決勝に進出させる              |
| 36   | 2023   | もぎもぎ！フルーツＧＯラウンド      | 4から5回戦   | 5回戦    | なし         | 全国大会で、1，2回戦までの敗者から審査員推薦で1チームをワイルドカードとして準々決勝に進出させる              |
| 37   | 2024   | ロボたちの帰還                      | 4から5回戦   | 5回戦    | なし         | 全国大会で、1，2回戦までの敗者から審査員推薦で1チームをワイルドカードとして準々決勝に進出させる              |

#### 試合数
地区大会・全国大会ともに、参加チームはその実力を以って試合に臨まなくてはならないが、トーナメント一回戦および二回戦シードチームの組み合わせはくじ引きで行われる。
地区大会の試合数はほぼ115試合以上と大きな変化はないが、全国大会は第1回から第5回までとここ最近の大会でに試合総数やトーナメント階数の増減があった。全国大会の試合数は第6回以降23または24試合で定まっていたが、第21回と第22回は全国大会の予選が復活し、試合数が減った。
第17回「マーズラッシュ」から第19回「ふるさと自慢特急便」まで、優勝を目指した場合、地区大会と全国大会あわせて最多で11試合に臨まなければいけないチームがあり、シードなどにより最小で7試合で済むチームとは4試合の差があった。この3大会は、ロボコン史上最も多い試合数の大会となっている。しかし、第20回の地区大会優勝校の全国大会シード権終了、第21回以降の全国大会での予選復活のため、最近の大会ではチームごとの試合数の差は少なくなった。第23回で再び地区優勝校のシード権が復活したが、25チームが参加するため、8地区のシード権を持つチームのうち7チームだけが実際にシードされ、残りの1チームが1回戦からトーナメントに臨まなくてはならない。
第25回及び第26回では、1回戦と2回戦で初戦を終えたロボット・チームの中から、来場者の投票により最多得票を得たロボット・チームを準々決勝のワイルドカードとして進出させる方式が採用されたため、1試合増えて、25試合が行われた。
第27回では、ワイルドカードが採用されなかったため、24試合に減った。
第28回では、関東甲信越地区大会決勝で、勝敗が審査員の判定に委ねられるところを、拮抗した白熱の試合展開であったことから審査委員長の鶴の一声で再試合となった。
第28回以降、全国大会に出場する競技委員会推薦チーム枠が設定され、選出された回では全国大会の試合数が1試合増えている。
第31回以降の地区大会では予選リーグと決勝トーナメントの複合形式が採用されている。1グループ3～4チームで1チーム2試合の予選リーグを行い、各グループの上位1チーム(北海道地区は上位2チーム)が決勝トーナメントに進出する。
| 回数 | 開催年 | 大会名                              | 地区大会 | 地区大会 | 地区大会 | 全国大会  | 全国大会 | 全国大会 | 特記事項                                                                                                 |
| 回数 | 開催年 | 大会名                              | 総試合数 | 最多     | 最少     | 総試合数  | 最多     | 最少     | 特記事項                                                                                                 |
| ---- | ------ | ----------------------------------- | -------- | -------- | -------- | --------- | -------- | -------- | --- |
| 1    | 1988   | 乾電池カー・スピードレース          |          |          |          | 15(+3)    | 4        | 3        | 予選は単独で走行、予選3位が3チームあったためその3チームで再びタイムトライアル                            |
| 2    | 1989   | オクトパスフットボール              |          |          |          | 19(+1)    | 4        | 3        | 準決勝で再試合                                                                                           |
| 3    | 1990   | ニュートロンスター                  |          |          |          | 31+30(+1) | 6        | 5        | 全国大会で予選、決勝で再試合                                                                             |
| 4    | 1991   | ホットタワー                        | 115      | 5        | 3        | 31(+1)    | 5        | 5        | 決勝で再試合                                                                                             |
| 5    | 1992   | ミステリーサークル                  | 115      | 5        | 3        | 31        | 5        | 5        | |
| 6    | 1993   | ステップダンス                      | 116      | 5        | 3        | 23        | 5        | 4        | 地区大会優勝校が全国大会でシード権を持つことが始まる                                                     |
| 省略 |        |                                     |          |          |          |           |          |          | |
| 16   | 2003   | 鼎                                  | 116      | 5        | 3        | 23        | 5        | 4        | |
| 17   | 2004   | マーズラッシュ                      | 118      | 5        | 3        | 24        | 6        | 4        | |
| 18   | 2005   | 大運動会                            | 118      | 5        | 3        | 24        | 6        | 4        | |
| 19   | 2006   | ふるさと自慢特急便                  | 116      | 5        | 3        | 24        | 6        | 4        | |
| 20   | 2007   | 風林火山 ロボット騎馬戦             | 116      | 5        | 3        | 24        | 5        | 4        | 地区大会優勝校の全国大会シード権終了                                                                     |
| 21   | 2008   | ROBO－EVOLUTION 生命大進化          | 116      | 5        | 3        | 13+7      | 4        | 4        | 全国大会で予選が復活                                                                                     |
| 22   | 2009   | DANCIN' COUPLE                      | 116      | 5        | 3        | 13+7      | 4        | 4        | |
| 23   | 2010   | 激走! ロボ力車                      | 116      | 5        | 3        | 24        | 5        | 4        | 地区大会優勝校の全国大会シード権が復活                                                                   |
| 24   | 2011   | ロボ・ボウル                        | 116      | 5        | 3        | 24        | 5        | 4        | |
| 25   | 2012   | ベスト・ペット                      | 116      | 5        | 3        | 25(+1)    | 5        | 4        | 全国大会でワイルドカード採用により1試合増加、全国大会決勝で再試合                                        |
| 26   | 2013   | Shall We Jump?                      | 116      | 5        | 3        | 25        | 5        | 4        | 全国大会でワイルドカード採用により1試合増加                                                              |
| 27   | 2014   | 出前迅速                            | 116      | 5        | 3        | 24        | 5        | 4        | |
| 28   | 2015   | 輪花繚乱                            | 116(+1)  | 5        | 3        | 25        | 5        | 4        | 関東甲信越地区決勝で再試合。全国大会でワイルドカード採用。                                               |
| 29   | 2016   | ロボット・ニューフロンティア        | 116      | 5        | 3        | 25(+1)    | 5        | 4        | 全国大会でワイルドカード採用。全国大会決勝で再試合。                                                     |
| 30   | 2017   | 大江戸ロボット忍法帳                | 116      | 5        | 3        | 26        | 5        | 4        | 全国大会は競技委員会推薦チーム枠(1チーム)により1試合増加。全国大会でワイルドカード採用。                 |
| 31   | 2018   | Bottle-Flip Cafe                    | 151      | 5        | 4        | 25        | 5        | 4        | 地区大会で予選。全国大会でワイルドカード採用。                                                           |
| 32   | 2019   | らん♪ RUN Laundry                   | 151      | 5        | 4        | 26        | 5        | 4        | 地区大会で予選。全国大会は競技委員会推薦チーム枠(1チーム)により1試合増加。全国大会でワイルドカード採用。 |
| 33   | 2020   | はぴ☆ロボ自慢                       | 188      | 2        | 2        | 34        | 2        | 2        | 予選、決勝ともに単独でパフォーマンス。                                                                   |
| 34   | 2021   | 超絶機巧(すごロボ)                  | 116      | 1        | 1        | 26        | 1        | 1        | 各チーム1回の単独パフォーマンス。                                                                        |
| 35   | 2022   | ミラクル☆フライ～空へ舞いあがれ！～ | 151      | 5        | 4        | 25        | 5        | 4        | 地区大会で予選。全国大会でワイルドカード採用。                                                           |
| 36   | 2023   | もぎもぎ！フルーツＧＯラウンド      | 151      | 5        | 4        | 27        | 5        | 4        | 地区大会で予選。全国大会は競技委員会推薦チーム枠(1チーム)により1試合増加。全国大会でワイルドカード採用。 |
| 37   | 2024   | ロボたちの帰還                      | 151      | 5        | 4        | 26        | 5        | 4        | 地区大会で予選。全国大会でワイルドカード採用。                                                           |

### 運営組織と協賛企業
番組のための大会であるため、大会運営をNHKエンタープライズが担い、番組撮影をNHKが担う。また、各高専および高等専門学校連合会が高専ロボコンを主催している。また文部科学省や日本機械学会、日本ロボット学会、電気学会などが後援している。特別協賛は、第3回から第14回大会までNECが、第15回大会から本田技研工業が担当し、現在に至っている。協賛企業は、電気事業連合会、マブチモーター株式会社、株式会社 安川電機、東京エレクトロン FE株式会社など、電力供給会社、モーター製作会社、産業ロボット製作会社の企業が協賛している。
高専ロボコンで初めて全国の高専が一堂に会した1990年第3回「ニュートロンスター」から2001年第14回「Happy Birthday 39」までNECが協賛していた。
NECと入れ替わるようにして本田技研工業が特別協賛企業になり、現在に至っている。入れ替わり当時、本田技研工業は世界初の二足歩行ロボットASIMOを完成させており、またサブプライム問題が表面化するまでは日本・北米大陸での自動車販売が好調なこともあって資金的な余裕があり、第三期F1撤退後の連結利益も黒字となり、ロボットコンテストの特別協賛企業（メインスポンサー）として大会を支援し続けている。全国大会のみならず、地区大会においてもASIMOを登場させていた。また、2008年第21回大会の「ROBO－EVOLUTION 生命大進化」では、ASIMOが試合に参加し、対戦相手の岐阜高専Zinのチームメンバーのみならず会場も興奮させた（ASIMOは反則により失格）。因みに、NECも第5回大会「ミステリーサークル」でルールに則ったロボットを製作し、全国大会で披露している。
協力会社のロンシール工業は、競技フィールドの床材などに利用される素材を提供しており、大会を床から支える企業として参加している。
2010年1月には学校関係者、NHK関係者、清水東工大名誉教授が初めて一堂に会した高専ロボコンフォーラムが開催された。高専ロボコンの現状と課題が示され、発展についての意見交換が行われた。
| 回 | 年   | 大会名                              | 主催                                                                                         | 後援                                                         | 特別協賛             | 協賛 | 特別協力                                                        | 協力 |
| -- | ---- | ----------------------------------- | -------------------------------------------------------------------------------------------- | ------------------------------------------------------------ | -------------------- | --- | --------------------------------------------------------------- | --- |
| 1  | 1988 | 乾電池カー・スピードレース          |                                                                                              |                                                              |                      | |                                                                 | |
| 2  | 1989 | オクトパスフットボール              | ロボットコンテスト実行委員会（NHK、NHKエンタープライズ、国公私立高等専門学校協会連絡協議会） | 文部省                                                       |                      | 電気事業連合会 |                                                                 | |
| 3  | 1990 | ニュートロンスター                  | ロボットコンテスト実行委員会（NHK、NHKエンタープライズ、国公私立高等専門学校協会連絡協議会） | 文部省                                                       | NEC                  | |                                                                 | |
| 4  | 1991 | ホットタワー                        | ロボットコンテスト実行委員会（NHK、NHKエンタープライズ、高等専門学校協会連合会）             | 文部省                                                       | NEC                  | |                                                                 | |
| 5  | 1992 | ミステリーサークル                  | ロボットコンテスト実行委員会（NHK、NHKエンタープライズ、高等専門学校協会連合会）             | 文部省                                                       | NEC                  | |                                                                 | |
| 6  | 1993 | ステップダンス                      | ロボットコンテスト実行委員会（NHK、NHKエンタープライズ、高等専門学校協会連合会）             | 文部省                                                       | NEC                  | |                                                                 | |
| 7  | 1994 | スペースフライヤー                  | ロボットコンテスト実行委員会（NHK、NHKエンタープライズ、高等専門学校協会連合会）             | 文部省                                                       | NEC                  | |                                                                 | |
| 8  | 1995 | ドリームタワー                      | ロボットコンテスト実行委員会（NHK、NHKエンタープライズ21、高等専門学校協会連合会）           | 文部省                                                       | NEC                  | |                                                                 | |
| 9  | 1996 | テクノカウボーイ                    | ロボットコンテスト実行委員会（NHK、NHKエンタープライズ21、高等専門学校協会連合会）           | 文部省                                                       | NEC                  | |                                                                 | |
| 10 | 1997 | 花開蝶来                            | ロボットコンテスト実行委員会（NHK、NHKエンタープライズ21、高等専門学校協会連合会）           | 文部省                                                       | NEC                  | |                                                                 | |
| 11 | 1998 | 生命上陸                            | ロボットコンテスト実行委員会（NHK、NHKエンタープライズ21、高等専門学校協会連合会）           | 文部省                                                       | NEC                  | |                                                                 | |
| 12 | 1999 | Jump To The Future                  | ロボットコンテスト実行委員会（NHK、NHKエンタープライズ21、高等専門学校協会連合会）           | 文部省                                                       | NEC                  | 電気事業連合会、財団法人省エネルギーセンター |                                                                 | |
| 13 | 2000 | ミレニアムメッセージ                | 高等専門学校協会連合会、NHK、NHKエンタープライズ21                                           | 文部省、日本ロボット学会                                     | NEC                  | 電気事業連合会 |                                                                 | NEC生産技術研究所 |
| 14 | 2001 | Happy Birthday 39                   | 高等専門学校協会連合会、NHK、NHKエンタープライズ21                                           | 文部科学省、日本機械学会、日本ロボット学会                   | NEC                  | 電気事業連合会 |                                                                 | |
| 15 | 2002 | プロジェクトBOX                     | 高等専門学校協会連合会、NHK、NHKエンタープライズ21                                           | 文部科学省、日本機械学会、日本ロボット学会                   | 本田技研工業株式会社 | 電気事業連合会、マブチモーター株式会社、ソリッドワークス・ジャパン株式会社                                                                              |                                                                 | |
| 16 | 2003 | 鼎                                  | 高等専門学校協会連合会、NHK、NHKエンタープライズ21                                           | 文部科学省、日本機械学会、日本ロボット学会                   | 本田技研工業株式会社 | 電気事業連合会、マブチモーター株式会社、ソリッドワークス・ジャパン株式会社                                                                              |                                                                 | ロンシール工業株式会社                                                                                                   |
| 17 | 2004 | マーズラッシュ                      | 高等専門学校連合会、NHK、NHKエンタープライズ21                                               | 文部科学省、日本機械学会、日本ロボット学会                   | 本田技研工業株式会社 | 電気事業連合会、マブチモーター株式会社、ソリッドワークス・ジャパン株式会社                                                                              |                                                                 | ロンシール工業株式会社                                                                                                   |
| 18 | 2005 | 大運動会                            | 高等専門学校連合会、NHK、NHKエンタープライズ                                                 | 文部科学省、日本機械学会、日本ロボット学会                   | 本田技研工業株式会社 | 電気事業連合会、マブチモーター株式会社、ソリッドワークス・ジャパン株式会社、株式会社 安川電機                                                           |                                                                 | ロンシール工業株式会社                                                                                                   |
| 19 | 2006 | ふるさと自慢特急便                  | 高等専門学校連合会、NHK、NHKエンタープライズ                                                 | 文部科学省、日本機械学会、日本ロボット学会                   | 本田技研工業株式会社 | 電気事業連合会、マブチモーター株式会社、ソリッドワークス・ジャパン株式会社、株式会社 安川電機                                                           |                                                                 | ロンシール工業株式会社                                                                                                   |
| 20 | 2007 | 風林火山 ロボット騎馬戦             | 高等専門学校連合会、NHK、NHKエンタープライズ                                                 | 文部科学省、日本機械学会、日本ロボット学会                   | 本田技研工業株式会社 | 電気事業連合会、マブチモーター株式会社、株式会社 安川電機、東京エレクトロン ＦＥ株式会社                                                                |                                                                 | ロンシール工業株式会社                                                                                                   |
| 21 | 2008 | ROBO－EVOLUTION 生命大進化          | 高等専門学校連合会、NHK、NHKエンタープライズ                                                 | 文部科学省、日本機械学会、日本ロボット学会、電気学会         | 本田技研工業株式会社 | 電気事業連合会、マブチモーター株式会社、株式会社 安川電機、東京エレクトロン ＦＥ株式会社                                                                |                                                                 | ロンシール工業株式会社                                                                                                   |
| 22 | 2009 | DANCIN' COUPLE                      | 高等専門学校連合会、NHK、NHKエンタープライズ                                                 | 文部科学省、日本機械学会、日本ロボット学会、電気学会         | 本田技研工業株式会社 | 電気事業連合会、マブチモーター株式会社、株式会社 安川電機、東京エレクトロン ＦＥ株式会社                                                                |                                                                 | ロンシール工業株式会社                                                                                                   |
| 23 | 2010 | 激走! ロボ力車                      | 高等専門学校連合会、NHK、NHKエンタープライズ                                                 | 文部科学省、日本機械学会、日本ロボット学会、電気学会         | 本田技研工業株式会社 | 電気事業連合会、マブチモーター株式会社、株式会社 安川電機、東京エレクトロン ＦＥ株式会社                                                                |                                                                 | ロンシール工業株式会社                                                                                                   |
| 24 | 2011 | ロボ・ボウル                        | 高等専門学校連合会、NHK、NHKエンタープライズ                                                 | 文部科学省、日本機械学会、日本ロボット学会、電気学会         | 本田技研工業株式会社 | マブチモーター株式会社、株式会社 安川電機、東京エレクトロン ＦＥ株式会社                                                                                |                                                                 | ロンシール工業株式会社                                                                                                   |
| 25 | 2012 | ベスト・ペット                      | 全国高等専門学校連合会、NHK、NHKエンタープライズ                                             | 文部科学省、日本機械学会、日本ロボット学会、電気学会         | 本田技研工業株式会社 | マブチモーター株式会社、株式会社 安川電機、東京エレクトロン ＦＥ株式会社、田中貴金属グループ                                                            |                                                                 | ロンシール工業株式会社                                                                                                   |
| 26 | 2013 | Shall We Jump?                      | 全国高等専門学校連合会、NHK、NHKエンタープライズ                                             | 文部科学省、日本機械学会、日本ロボット学会、電気学会         | 本田技研工業株式会社 | マブチモーター株式会社、株式会社 安川電機、東京エレクトロン ＦＥ株式会社、田中貴金属グループ                                                            |                                                                 | ロンシール工業株式会社                                                                                                   |
| 27 | 2014 | 出前迅速                            | 全国高等専門学校連合会、NHK、NHKエンタープライズ                                             | 文部科学省、日本機械学会、日本ロボット学会、電気学会         | 本田技研工業株式会社 | マブチモーター株式会社、株式会社 安川電機、東京エレクトロン ＦＥ株式会社、田中貴金属グループ                                                            |                                                                 | ロンシール工業株式会社                                                                                                   |
| 28 | 2015 | 輪花繚乱                            | 全国高等専門学校連合会、NHK、NHKエンタープライズ                                             | 文部科学省、日本機械学会、日本ロボット学会、電気学会         | 本田技研工業株式会社 | マブチモーター株式会社、株式会社 安川電機、東京エレクトロン株式会社、田中貴金属グループ、ローム株式会社                                                 |                                                                 | ロンシール工業株式会社                                                                                                   |
| 29 | 2016 | ロボット・ニューフロンティア        | 全国高等専門学校連合会、NHK、NHKエンタープライズ                                             | 文部科学省、日本機械学会、日本ロボット学会、電気学会         | 本田技研工業株式会社 | マブチモーター株式会社、株式会社 安川電機、東京エレクトロン株式会社、田中貴金属グループ、ローム株式会社                                                 |                                                                 | ロンシール工業株式会社                                                                                                   |
| 30 | 2017 | 大江戸ロボット忍法帳                | 全国高等専門学校連合会、NHK、NHKエンタープライズ                                             | 内閣府、文部科学省、日本機械学会、日本ロボット学会、電気学会 | 本田技研工業株式会社 | マブチモーター株式会社、株式会社 安川電機、東京エレクトロン株式会社、田中貴金属グループ、ローム株式会社                                                 |                                                                 | ロンシール工業株式会社、JESCOホールディングス株式会社（全国大会）                                                        |
| 31 | 2018 | Bottle-Flip Cafe                    | 全国高等専門学校連合会、NHK、NHKエンタープライズ                                             | 内閣府、文部科学省、日本機械学会、日本ロボット学会、電気学会 | 本田技研工業株式会社 | マブチモーター株式会社、株式会社 安川電機、東京エレクトロン株式会社、田中貴金属グループ、ローム株式会社                                                 |                                                                 | ロンシール工業株式会社、JESCOホールディングス株式会社（全国大会）、NTTブロードバンドプラットフォーム株式会社（全国大会） |
| 32 | 2019 | らん♪ RUN Laundry                   | 全国高等専門学校連合会、NHK、NHKエンタープライズ                                             | 内閣府、文部科学省、日本機械学会、日本ロボット学会、電気学会 | 本田技研工業株式会社 | マブチモーター株式会社、株式会社 安川電機、東京エレクトロン株式会社、田中貴金属グループ、ローム株式会社、セメダイン株式会社                             |                                                                 | ロンシール工業株式会社、JESCOホールディングス株式会社（全国大会）、NTTブロードバンドプラットフォーム株式会社（全国大会） |
| 33 | 2020 | はぴ☆ロボ自慢                       | 全国高等専門学校連合会、NHK、NHKエンタープライズ                                             | 内閣府、文部科学省、日本機械学会、日本ロボット学会、電気学会 | 本田技研工業株式会社 | マブチモーター株式会社、株式会社 安川電機、東京エレクトロン株式会社、田中貴金属グループ、ローム株式会社、セメダイン株式会社                             |                                                                 | ロンシール工業株式会社                                                                                                   |
| 34 | 2021 | 超絶機巧(すごロボ)                  | 全国高等専門学校連合会、NHK、NHKエンタープライズ                                             | 内閣府、文部科学省、日本機械学会、日本ロボット学会、電気学会 | 本田技研工業株式会社 | マブチモーター株式会社、株式会社 安川電機、東京エレクトロン株式会社、田中貴金属グループ、ローム株式会社、セメダイン株式会社                             |                                                                 | ロンシール工業株式会社、NTTブロードバンドプラットフォーム株式会社（全国大会）                                            |
| 35 | 2022 | ミラクル☆フライ～空へ舞いあがれ！～ | 全国高等専門学校連合会、NHK、NHKエンタープライズ                                             | 内閣府、文部科学省、日本機械学会、日本ロボット学会、電気学会 | 本田技研工業株式会社 | マブチモーター株式会社、株式会社 安川電機、東京エレクトロン株式会社、田中貴金属グループ、ローム株式会社、セメダイン株式会社、株式会社牧野フライス製作所 | 株式会社デンソー、株式会社リンクス                              | ロンシール工業株式会社、NTTブロードバンドプラットフォーム株式会社（全国大会）                                            |
| 36 | 2023 | もぎもぎ！フルーツＧＯラウンド      | 全国高等専門学校連合会、NHK、NHKエンタープライズ                                             | 内閣府、文部科学省、日本機械学会、日本ロボット学会、電気学会 | 本田技研工業株式会社 | マブチモーター株式会社、株式会社 安川電機、東京エレクトロン株式会社、田中貴金属グループ、ローム株式会社、セメダイン株式会社、株式会社デンソー           | 株式会社リンクス、パナソニック エナジー株式会社、ＳＭＣ株式会社 | ロンシール工業株式会社、NTTブロードバンドプラットフォーム株式会社（全国大会）                                            |
| 37 | 2024 | ロボたちの帰還                      | 全国高等専門学校連合会、NHK、NHKエンタープライズ                                             | 内閣府、文部科学省、日本機械学会、日本ロボット学会、電気学会 | 本田技研工業株式会社 | マブチモーター株式会社、株式会社 安川電機、東京エレクトロン株式会社、田中貴金属グループ、ローム株式会社、セメダイン株式会社、株式会社デンソー           | パナソニック エナジー株式会社、ＳＭＣ株式会社、鹿島建設株式会社 | ロンシール工業株式会社、NTTブロードバンドプラットフォーム株式会社（全国大会）、宇宙航空研究開発機構（全国大会）          |

### 日程
| 回 | 年   | 大会名                              | 課題発表 | ルール発表 | アイデア募集締め切り | エントリー締め切り | 地区大会開催期間 | 全国大会 | 特記事項                                                     |
| -- | ---- | ----------------------------------- | -------- | ---------- | -------------------- | ------------------ | ---------------- | -------- | ------------------------------------------------------------ |
| 1  | 1988 | 乾電池カー・スピードレース          |          |            |                      |                    | 地区大会なし     | 8/11     |                                                              |
| 2  | 1989 | オクトパスフットボール              |          |            |                      |                    | 地区大会なし     | 8/12     |                                                              |
| 3  | 1990 | ニュートロンスター                  |          |            |                      |                    | 地区大会なし     | 8/22     |                                                              |
| 4  | 1991 | ホットタワー                        |          |            |                      |                    |                  | 11/3     |                                                              |
| 5  | 1992 | ミステリーサークル                  |          |            |                      |                    |                  | 11/15    |                                                              |
| 6  | 1993 | ステップダンス                      |          |            |                      |                    |                  | 11/21    |                                                              |
| 7  | 1994 | スペースフライヤー                  |          |            |                      |                    |                  | 11/20    |                                                              |
| 8  | 1995 | ドリームタワー                      |          |            |                      |                    |                  | 11/19    |                                                              |
| 9  | 1996 | テクノカウボーイ                    |          |            |                      |                    |                  | 11/17    |                                                              |
| 10 | 1997 | 花開蝶来                            |          |            |                      |                    |                  | 11/23    |                                                              |
| 11 | 1998 | 生命上陸                            |          |            |                      |                    |                  | 11/22    |                                                              |
| 12 | 1999 | Jump To The Future                  |          |            |                      |                    |                  | 11/28    |                                                              |
| 13 | 2000 | ミレニアムメッセージ                |          |            |                      |                    |                  | 12/3     |                                                              |
| 14 | 2001 | Happy Birthday 39                   |          |            |                      |                    | 10/14-11/11      | 11/25    |                                                              |
| 15 | 2002 | プロジェクトBOX                     |          |            |                      |                    | 10/13-11/10      | 11/24    |                                                              |
| 16 | 2003 | 鼎                                  |          |            |                      |                    | 10/12-11/9       | 11/23    |                                                              |
| 17 | 2004 | マーズラッシュ                      |          |            |                      |                    | 10/10-11/7       | 11/28    |                                                              |
| 18 | 2005 | 大運動会                            | 4/28     |            |                      |                    | 10/16-11/13      | 12/4     |                                                              |
| 19 | 2006 | ふるさと自慢特急便                  | 4/25     |            |                      |                    | 10/8-11/5        | 11/26    |                                                              |
| 20 | 2007 | 風林火山 ロボット騎馬戦             | 4/27     |            | 6/27                 |                    | 10/7-11/4        | 11/25    | 麻疹による学校閉鎖の影響でアイデア締切日が6/22から延期       |
| 21 | 2008 | ROBO－EVOLUTION 生命大進化          | 4/25     |            | 6/25                 |                    | 10/5-11/2        | 11/23    |                                                              |
| 22 | 2009 | DANCIN' COUPLE                      | 4/28     |            | 6/24                 |                    | 10/4-11/1        | 11/22    |                                                              |
| 23 | 2010 | 激走! ロボ力車                      | 4/26     |            | 6/23                 |                    | 10/3-10/31       | 11/21    |                                                              |
| 24 | 2011 | ロボ・ボウル                        | 4/26     |            | 6/22                 |                    | 10/2-10/30       | 11/20    |                                                              |
| 25 | 2012 | ベスト・ペット                      | 4/27     |            | 6/27                 |                    | 10/7-11/4        | 11/25    |                                                              |
| 26 | 2013 | Shall We Jump?                      | 4/24     | 4/24       | 6/24                 | 9/3                | 10/6-11/3        | 11/24    |                                                              |
| 27 | 2014 | 出前迅速                            | 4/23     | 4/23       | 6/27                 | 9/3                | 10/5-11/2        | 11/23    |                                                              |
| 28 | 2015 | 輪花繚乱                            | 4/17     | 4/17       | 6/5                  | 9/2                | 10/4-11/1        | 11/22    |                                                              |
| 29 | 2016 | ロボット・ニューフロンティア        | 4/26     | 4/26       | 6/24                 | 8/31               | 10/2-10/30       | 11/20    | 課題発表当初の競技名は「ボックス・ビルダー（仮）」           |
| 30 | 2017 | 大江戸ロボット忍法帳                | 4/30     | 4/30       | 6/26                 | 8/28               | 10/1-10/29       | 12/3     | 課題発表がニコニコ超会議で行われた。                         |
| 31 | 2018 | Bottle-Flip Cafe                    | 4/26     | 4/26       | 6/25                 | 8/29               | 10/7-11/4        | 11/25    |                                                              |
| 32 | 2019 | らん♪ RUN Laundry                   | 4/23     | 4/23       | 6/24                 | 8/28               | 10/6-11/3        | 11/24    |                                                              |
| 33 | 2020 | はぴ☆ロボ自慢                       | 6/26     | 6/26       |                      |                    | 10/18-11/8       | 11/29    | 新型コロナウイルス感染症拡大の影響で課題発表が例年より遅れた |
| 34 | 2021 | 超絶機巧(すごロボ)                  | 4/26     | 4/26       |                      |                    | 10/17-11/7       | 11/28    |                                                              |
| 35 | 2022 | ミラクル☆フライ～空へ舞いあがれ！～ | 4/22     | 4/22       | 6/27                 | 8/30               | 10/2-10/30       | 11/27    |                                                              |
| 36 | 2023 | もぎもぎ！フルーツＧＯラウンド      | 4/27     | 4/27       | 6/30                 | 8/28               | 10/1-10/29       | 11/26    |                                                              |
| 37 | 2024 | ロボたちの帰還                      | 4/17     | 4/17       | 6/21                 | 8/23               | 9/22-10/20       | 11/17    |                                                              |

エントリー締め切りとは出場チームのアイデア変更最終期限である。

## 課題
高専ロボコンの課題は広義の意味でロボット以外の「物体を移動させる」ことが多く、ロボット以外の物体の移動が必須ではない第21回および第26回大会を除けば26大会中24大会がそうである。第21回大会はロボット自体の移動方法が課題であったため、他の課題と異なるが、ルールで二足ロボットを運ぶ多足ロボットが認められた。また、第26回大会は人と協調するロボットの移動と跳躍が主たる課題ではあるが、縄跳びの縄を回転させる課題もあることから、やはり高専ロボコンの課題の基本はロボット以外の物体を移動させることである。
近年は複数の課題を課すことが多くなってきた。2009年の第22回「DANCIN' COUPLE」では、前大会の倍の課題を設定しているが、課題を明示的に選択できるルールが採用された。過去のルールを厳密に振り返れば、課題が選択できるルールはこの回が初めてではなかった。第6回大会のステップダンスでは階段を無視してボールを移動させることができ、実際に長野高専が「階段なんて誰が越えるか！'93号」という名の階段の上空を跨いでボールを移動させるロボットを全国大会1回戦で披露した。また、第16回大会の鼎では階段を一度降りて、そのまま円盤にオブジェを貼り付ける課題に移るか、階段を昇る課題に挑戦して上段に進入する権利を得るかを選択できた。
課題の数や難易度がトーナメントを進めるに連れて増えた大会があった。1994年の第7回大会「スペースフライヤー」では、Vホールという個所にフライングディスクが入れば即勝利というルールがあり、地区大会の時点でそのVホールを決める優秀なロボットが多かったために、全国大会ではVホールの内径が小さくされた。2008年の第21回「ROBO－EVOLUTION 生命大進化」では、地区大会・全国大会ともに準決勝以降でゴールの手前に置かれた二つのパイロンの間をSの字を書くように歩いて抜ける課題が追加されることになっており、課題数が3から4に増える大会であった。また、2013年の第26回大会「"Shall We Jump?"」では、競技中最後の課題が5回跳べばよい縄跳びであるのが、地区大会・全国大会ともに準決勝以降では出来るだけ連続して多く跳ぶという課題に変わる大会であった。
| 回 | 年   | 大会名                              | 課題数 | 課題 |
| -- | ---- | ----------------------------------- | ------ | --- |
| 1  | 1988 | 乾電池カー・スピードレース          | 1      | 単一乾電池2個とセッティング時間10分を使って35mの平坦なコースで人間を乗せてタイムを競う                                                                                                   |
| 2  | 1989 | オクトパスフットボール              | 1      | 対戦相手より早く、一つのラグビーボールを転がし、掴んで自陣の筒に入れる |
| 3  | 1990 | ニュートロンスター                  | 1      | 地面に敷いた接地禁止の直径6mの輪の中心にある直径2mの輪の中に自分のバスケットボールを入れる                                                                                               |
| 4  | 1991 | ホットタワー                        | 1      | 階段状に積まれた自分のゆうパック（段ボール箱）をスポットの上に沢山・高く積む |
| 5  | 1992 | ミステリーサークル                  | 1      | 直径6mの接地禁止の輪の中心にある直径72cm高さ32cmの筒やその外側の輪の中にバレーボールを入れる                                                                                             |
| 6  | 1993 | ステップダンス                      | 2(1)   | 高さ60cm三段の階段を越え、ラグビーボールを接地禁止の相手陣地内へ入れる |
| 7  | 1994 | スペースフライヤー                  | 1      | フライングディスクを飛ばして、接地禁止または侵入禁止ゾーンにある17箇所の得点ホールに入れる                                                                                               |
| 8  | 1995 | ドリームタワー                      | 1      | バレーボールを接地禁止ゾーンの中にある高さ3m3段のタワーの得点ゾーンに入れる。 |
| 9  | 1996 | テクノカウボーイ                    | 1      | 三行三列の正方格子状に設置されたパイロンに自作の輪をかける |
| 10 | 1997 | 花開蝶来                            | 1      | フィールド上のプランターに自作の花を咲かせたり、相手の花に蝶をとまらせたりして、プランターを獲得し、競技中のパフォーマンスによる芸術性も競う                                             |
| 11 | 1998 | 生命上陸                            | 1      | 侵入禁止ゾーン内の大中小10の島に生命を上陸させ、その上で誕生させる |
| 12 | 1999 | Jump To The Future                  | 2      | ゆうパックを接地禁止ゾーンの向こう側のポイントゾーン、スポットに運ぶ |
| 13 | 2000 | ミレニアムメッセージ                | 1      | 高さの異なるポール上の皿に自作のオブジェを置き、21世紀へのメッセージをテーマにしたパフォーマンスを披露する                                                                               |
| 14 | 2001 | Happy Birthday 39                   | 1      | ろうそく（ボイド筒）をケーキに見立てた各ゾーンに縦に繋げてなるべく高くなるようにまたはなるべく多く立て、ろうそくに炎のオブジェを点火する                                                 |
| 15 | 2002 | プロジェクトBOX                     | 2      | ペリカンボックス（本競技では寸法が競技課題に厳密な段ボール）で作られた階段を降りて、その箱をフィールド上の3つのスポットに高く積む                                                        |
| 16 | 2003 | 鼎                                  | 3(2)   | 階段を降り、昇って行うこともあるが、球体または立方体のオブジェを半円ずつチーム色に塗り分けられた3枚の円盤に張り付け、自チームの色側に傾ける                                              |
| 17 | 2004 | マーズラッシュ                      | 2      | 半径3mの手動ロボット侵入禁止ゾーン内にある自チームのアメリカンフットボールを、自動ロボットにとらせてから、中央のスポットに入れるかできるだけ近づける                                     |
| 18 | 2005 | 大運動会                            | 5      | 梯子を潜り、平均台を渡り、ハードルを越え、バトンを手動ロボットから自動ロボットへ渡し、自動ロボットが壁を登ってバトンを穴に入れる                                                         |
| 19 | 2006 | ふるさと自慢特急便                  | 5      | ふるさと特産品オブジェを落とさぬように、お掘り越え、シーソー渡り、5本のポールを交互にすり抜け、縄跳びを3回して、オブジェをスポットに載せる                                               |
| 20 | 2007 | 風林火山 ロボット騎馬戦             | 1      | 2台または合体した1台で自分の旗を守りつつ、相手の旗を奪う |
| 21 | 2008 | ROBO－EVOLUTION 生命大進化          | 4(3)   | 多足歩行でパイロンを一周し、ハードルを越え、変身パフォーマンスをした後に二足歩行で二つのパイロンの間を抜ける                                                                             |
| 22 | 2009 | DANCIN' COUPLE                      | 8      | 歩行する手動ロボットと自動ロボットがプレゼントを渡してペアになり、ジャンプやスピン、リフトなどをダンスとして表現し、難易度に応じた得点を得る                                             |
| 23 | 2010 | 激走! ロボ力車                      | 4      | 2足歩行ロボットが途中で高専生が乗った乗り物と連結し、高さ2500mmにある穴に鍵を差し込み、ゴールを目指すスピード競技                                                                        |
| 24 | 2011 | ロボ・ボウル                        | 5      | 2足歩行ロボットが学生からキャッチしたボールを相手のディフェンスをかいくぐりもう一人の学生に向けタッチダウンパスを狙う                                                                    |
| 25 | 2012 | ベスト・ペット                      | 2      | 有線・無線のコントローラーを使わずに、乱雑に置かれたボールがあるところまで誘導し、人間がボール拾ってセットした後に、そのボールを9つの穴のゴールに入れさせる                              |
| 26 | 2013 | Shall We Jump?                      | 3      | 縄回しロボットと高専生が回す縄を、ジャンパーロボットが跳びながら進み、折り返した後はジャンパー高専生も参加して人とロボットが順番に跳び、最後はジャンパーロボットが連続ジャンプに挑戦する |
| 27 | 2014 | 出前迅速                            | 5      | お盆に高く積み上げられた蕎麦の蒸籠を、3つの障害物（スラローム・角材・傾斜）を乗り越えて運ぶ                                                                                              |
| 28 | 2015 | 輪花繚乱                            | 1      | ホースの両端を繋げた輪を4種9本のポールに入れる。9本全てに入れる速さ、または得点力を競う                                                                                                  |
| 29 | 2016 | ロボット・ニューフロンティア        | 3      | 箱を4つ灯台の形に積み、接地禁止の海を渡り、新大陸に可能な限り高い砦を築く。砦の頂上にはシンボルを載せることとなっている。                                                                |
| 30 | 2017 | 大江戸ロボット忍法帳                | 1      | 2台のロボットで自身や自陣の風船を守りつつ相手の風船を割る |
| 31 | 2018 | Bottle-Flip Cafe                    | 1      | 自動機と手動機の2台のロボットで8つのテーブルにボトルを立てる |
| 32 | 2019 | らん♪ RUN Laundry                   | 2      | 自動機と手動機の2台のロボットで3本の竿に3種類の洗濯物を干す |
| 33 | 2020 | はぴ☆ロボ自慢                       | 1      | 誰かをハッピーにするロボットを作り、オンラインでパフォーマンスを披露する |
| 34 | 2021 | 超絶機巧(すごロボ)                  | 1      | 「すごい！技のロボット」を製作し、パフォーマンスを披露する |
| 35 | 2022 | ミラクル☆フライ～空へ舞いあがれ！～ | 3      | 自作した紙飛行機をロボットが飛ばして、目的地に着地させる |
| 36 | 2023 | もぎもぎ！フルーツＧＯラウンド      | 3      | 角材とロープを乗り越え、フルーツを収穫する |
| 37 | 2024 | ロボたちの帰還                      | 3      | ロボットが指定の場所に着地し、オブジェクトを回収して帰還する |

### 対象物
| 回 | 年   | 大会名                              | 対象物                                                                    | 重量      | 大きさ                                      | スタート時保持数              | 全個数                     | 対象物の自敵区別 |
| -- | ---- | ----------------------------------- | ------------------------------------------------------------------------- | --------- | ------------------------------------------- | ----------------------------- | -------------------------- | ---------------- |
| 1  | 1988 | 乾電池カー・スピードレース          | 人間                                                                      | 60kg以上  | 人間の大きさ                                | 各マシンに1人以上乗車         | 2人以上                    | あり             |
| 2  | 1989 | オクトパスフットボール              | ラグビーボール                                                            | 410-460g  | 長径280-300mm                               | 各ロボットの直前に1個置かれる | 2個                        | なし             |
| 3  | 1990 | ニュートロンスター                  | バスケットボール                                                          | 470-500g  | 周囲74.9-78cm                               | 0                             | 18個×2                     | あり             |
| 4  | 1991 | ホットタワー                        | ゆうパックの箱                                                            | 300g以上  | 32×26×18cm                                  | 0                             | 20個×2                     | あり             |
| 5  | 1992 | ミステリーサークル                  | バレーボール                                                              | 260-280g  | 直径21cm                                    | 0                             | 16個×2                     | なし             |
| 6  | 1993 | ステップダンス                      | ラグビーボール                                                            | 410-460g  | 長径280-300mm                               | 0                             | 15個                       | なし             |
| 7  | 1994 | スペースフライヤー                  | フライングディスク                                                        | 117g      | 直径24cm                                    | 5枚                           | (25+5)×2枚                 | あり             |
| 8  | 1995 | ドリームタワー                      | バレーボール                                                              | 470-500g  | 周囲74.9-78cm                               | 2個                           | (2+18)×2個                 | あり             |
| 9  | 1996 | テクノカウボーイ                    | 自作の輪                                                                  |           |                                             | 無制限                        | 無制限                     | あり             |
| 10 | 1997 | 花開蝶来                            | 自作の花・蝶                                                              |           |                                             | 無制限                        | 無制限                     | あり             |
| 11 | 1998 | 生命上陸                            | 自作の種子                                                                |           |                                             | 無制限                        | 無制限                     | あり             |
| 12 | 1999 | Jump To The Future                  | ゆうパックの箱、ロボットの一部                                            |           | 23×18×15(cm)                                | 0                             | 15×2個                     | あり             |
| 13 | 2000 | ミレニアムメッセージ                | 自作のオブジェ                                                            |           |                                             | 無制限                        | 無制限                     | あり             |
| 14 | 2001 | Happy Birthday 39                   | ボイド管、自作の炎のオブジェ                                              | 1110g以上 | 長さ1500m 外径106mm 内径100mm               | 0本                           | 27本                       | なし             |
| 15 | 2002 | プロジェクトBOX                     | ペリカンボックス                                                          |           | 280×310×410(mm)                             | 0個                           | 36×2個                     | あり             |
| 16 | 2003 | 鼎                                  | 発泡スチロールと着脱自在テープで作られた立方体および球体                  |           | 球体:直径200mm 立方体:1辺200mm              | 0個                           | 立方体16×2＋48個、球体41個 | なし             |
| 17 | 2004 | マーズラッシュ                      | アメリカンフットボール                                                    | 397-425g  | 直径27.2-28.6cm, 周囲79.4-81.9・51.9-53.1cm | 0個                           | 1×2個                      | あり             |
| 18 | 2005 | 大運動会                            | 東急ハンズ渋谷店：透明アクリルパイプ(品番0148ACパ60×3×300)                | 200g      | 外径60mm、長さ303mm                         | 1本                           | 1×2本                      | あり             |
| 19 | 2006 | ふるさと自慢特急便                  | ふるさとオブジェ                                                          |           |                                             | 1個                           | 1×2個                      | あり             |
| 20 | 2007 | 風林火山 ロボット騎馬戦             | 旗                                                                        |           | 旗部:300x300(mm) 竿部:φ15x600(mm)           | 5本                           | 5×2本                      | あり             |
| 21 | 2008 | ROBO－EVOLUTION 生命大進化          | ロボット自身、ロボットの一部                                              |           |                                             | 無しまたは1体以上             | 無しまたは1体以上          | あり             |
| 22 | 2009 | DANCIN' COUPLE                      | 手動・自動どちらかのロボット                                              | 5kg以上   |                                             | 0体                           | 1体以上(リフトなど)        | あり             |
| 23 | 2010 | 激走! ロボ力車                      | 人間が乗った乗り物                                                        | なし      | 2000x2000(mm)                               | 0                             | 1人以上(搭乗者)            | あり             |
| 24 | 2011 | ロボ・ボウル                        | アメリカンフットボール                                                    | 約400g    | (空気圧を0.2BAR(±0.01)に調整)               | 0個                           | 4個                        | なし             |
| 25 | 2012 | ベスト・ペット                      | ポリ塩化ビニル製ボール                                                    | 28-31g    | 直径130-133mm                               | 0個                           | 15×2個                     | あり             |
| 26 | 2013 | Shall We Jump?                      | 「トーエイライト・B-2867Y」のグリップ（取っ手）を外したポリエチレン製の縄 | 240g      | 直径約9mm、長さ6200-6250mm                  | 1個                           | 1×2個                      | あり             |
| 27 | 2014 | 出前迅速                            | 蕎麦の蒸籠                                                                | 約285g    | 215×180×50(mm)                              | 0個                           | 60×2個                     | あり             |
| 28 | 2015 | 輪花繚乱                            |                                                                           |           |                                             |                               |                            | あり             |
| 29 | 2016 | ロボット・ニューフロンティア        | プラスチックダンボール製の直方体の箱                                      | 約590g    | 200×300×400(mm)                             | 0個                           | 30×2個                     | あり             |
| 30 | 2017 | 大江戸ロボット忍法帳                |                                                                           |           |                                             |                               |                            |                  |
| 31 | 2018 | Bottle-Flip Cafe                    | ペットボトル                                                              | 350g以下  |                                             | 0-20個                        | 20×2個                     | あり             |
| 32 | 2019 | らん♪ RUN Laundry                   | Tシャツ、バスタオル、シーツ                                               |           |                                             | 0枚                           | 予選10×2枚、決勝13×2枚     | あり             |
| 33 | 2020 | はぴ☆ロボ自慢                       |                                                                           |           |                                             |                               |                            |                  |
| 34 | 2021 | 超絶機巧(すごロボ)                  |                                                                           |           |                                             |                               |                            |                  |
| 35 | 2022 | ミラクル☆フライ～空へ舞いあがれ！～ | 自作の紙飛行機                                                            | 30g以下   | 150×80×30(mm)以上                           | 無制限                        | 無制限                     | あり             |
| 36 | 2023 | もぎもぎ！フルーツＧＯラウンド      | ネットに入ったボール                                                      |           |                                             | 0個                           | 32個                       | なし             |
| 37 | 2024 | ロボたちの帰還                      | ボール、ボックス                                                          |           | ボール:直径200mm ボックス:1辺200mm          | 0個                           | ボール7×2個、ボックス3×2個 | あり             |

「全個数」の「×2」は自チームおよび敵チームに同じ数だけ対象物が用意されていることを示す。
第4回大会ホットタワーのゆうパックの箱は赤色または青色の塗料で塗装されたため、300g以上の重さであった。

### 競技フィールド
| 回 | 年   | 大会名                                       | 競技フィールド全体 | ロボット接地移動 | 接地禁止ゾーン | 操縦者ゾーン    | 備考                                                                |
| -- | ---- | -------------------------------------------- | ------------------ | ---------------- | -------------- | --------------- | ------------------------------------------------------------------- |
| 1  | 1988 | 乾電池カー・スピードレース                   |                    |                  |                | なし            | 長さ35m 幅2mの直線コース                                            |
| 2  | 1989 | オクトパスフットボール                       |                    |                  |                | なし            |                                                                     |
| 3  | 1990 | ニュートロンスター                           |                    |                  |                | なし            |                                                                     |
| 4  | 1991 | ホットタワー                                 |                    |                  |                | なし            |                                                                     |
| 5  | 1992 | ミステリーサークル                           |                    |                  |                | なし            |                                                                     |
| 6  | 1993 | ステップダンス                               |                    |                  |                | なし            |                                                                     |
| 7  | 1994 | スペースフライヤー                           |                    |                  |                | なし            |                                                                     |
| 8  | 1995 | ドリームタワー                               |                    |                  |                | なし            |                                                                     |
| 9  | 1996 | テクノカウボーイ                             |                    |                  |                | なし            |                                                                     |
| 10 | 1997 | 花開蝶来                                     |                    |                  |                | なし            |                                                                     |
| 11 | 1998 | 生命上陸                                     |                    |                  |                | なし            |                                                                     |
| 12 | 1999 | Jump To The Future                           |                    |                  |                | なし            |                                                                     |
| 13 | 2000 | ミレニアムメッセージ                         |                    |                  |                | なし            |                                                                     |
| 14 | 2001 | Happy Birthday 39                            |                    |                  |                | なし            |                                                                     |
| 15 | 2002 | プロジェクトBOX                              |                    |                  |                | なし            |                                                                     |
| 16 | 2003 | 鼎                                           |                    |                  |                | なし            |                                                                     |
| 17 | 2004 | マーズラッシュ                               |                    |                  |                | なし            |                                                                     |
| 18 | 2005 | 大運動会                                     | 114.91             | 54.01            | 8.70           | なし            | ロボット接地移動可能面積の空中侵入可能空間が設定されている(65.98)。 |
| 19 | 2006 | ふるさと自慢特急便                           | 138.64             | 59.08            | 7.65           | なし            |                                                                     |
| 20 | 2007 | 風林火山 ロボット騎馬戦                      | 129.96             | 64.00            | なし           | 16.10           | セーフティーゾーンが設定されている。                                |
| 21 | 2008 | ROBO－EVOLUTION 生命大進化(地区準々決勝まで) | 139.20             | 43.17            | 1.80           | 23.85           |                                                                     |
| 21 | 2008 | ROBO－EVOLUTION 生命大進化(地区準決勝以降)   | 139.20             | 43.19            | 1.80           | 23.85           |                                                                     |
| 21 | 2008 | ROBO－EVOLUTION 生命大進化(全国準々決勝まで) | 162.40             | 55.77            | 2.00           | 22.65           |                                                                     |
| 21 | 2008 | ROBO－EVOLUTION 生命大進化(全国準決勝以降)   | 162.40             | 56.09            | 2.00           | 22.65           |                                                                     |
| 22 | 2009 | DANCIN' COUPLE(地区)                         | 153.86             | 70.93            | なし           | 18.59           |                                                                     |
| 22 | 2009 | DANCIN' COUPLE(全国)                         | 185.49             | 70.93            | なし           | 35.58           |                                                                     |
| 23 | 2010 | 激走! ロボ力車                               | 118.20             | 117.28           | なし           | なし            |                                                                     |
| 24 | 2011 | ロボ・ボウル                                 | 170.00             | 75.75            | 9.27           | OF30.38/DF31.88 | DFロボットが入れない箇所あり(19.91)                                 |
| 25 | 2012 | ベスト・ペット                               | 119.61             | 70.00            | 17.49          | なし            |                                                                     |
| 26 | 2013 | Shall We Jump?                               | 121.50             | 99.90            | なし           | なし            | 平台上面(16.65)への接地禁止                                         |
| 27 | 2014 | 出前迅速                                     | 135.0              | 113.09           | なし           | なし            | フィールド中央部(15.30)への接地禁止                                 |
| 28 | 2015 | 輪花繚乱                                     |                    |                  | あり           | なし            |                                                                     |
| 29 | 2016 | ロボット・ニューフロンティア                 |                    |                  | あり           | なし            |                                                                     |
| 30 | 2017 | 大江戸ロボット忍法帳                         |                    |                  | なし           | なし            |                                                                     |
| 31 | 2018 | Bottle-Flip Cafe                             |                    |                  |                | なし            |                                                                     |
| 32 | 2019 | らん♪ RUN Laundry                            |                    |                  |                | なし            |                                                                     |
| 33 | 2020 | はぴ☆ロボ自慢                                |                    |                  |                |                 | フィールドは自由                                                    |
| 34 | 2021 | 超絶機巧(すごロボ) (地区大会)                | 49.10              | 36.00            |                |                 |                                                                     |
| 34 | 2021 | 超絶機巧(すごロボ) (全国大会)                | 78.89              | 64.00            |                |                 |                                                                     |
| 35 | 2022 | ミラクル☆フライ～空へ舞いあがれ！～          |                    |                  |                | なし            |                                                                     |
| 36 | 2023 | もぎもぎ！フルーツＧＯラウンド               |                    |                  |                | なし            |                                                                     |
| 37 | 2024 | ロボたちの帰還                               |                    |                  |                | なし            |                                                                     |

#### 障害
高専ロボコンの特徴の一つとして、課題達成のために克服しなければならない障害が設定されることが多いことが挙げられる(下表参照)。障害の克服が課題の一つであった大会や、障害の影響が少なかった大会もあった。
障害の中で最も多いのが接地禁止ゾーンや侵入禁止ゾーンの設定である。自ずとロボットのアイデアが橋を掛けるような長いものか、物体を飛ばすようなものになりがちだが、ルールによってはホバリングや飛行が有効であったため、実際にそのようなアイデアが披露された。接地禁止ゾーンがあった大会では、ロボットの重心や操縦者から離れたところにある部分を操作する場合に振動や応答遅れ、または見難さのために操作が難しくなり、勝てそうな試合に負けたチームがあった。制御しきれない不確実性のために、勝てる試合を落としたと司会者に慰められるシーンが放送されている。
次に多いのが段差であるが、何段もの階段とゾーンの区切りなどを示す小さな段差に分けることができる。階段の上り下り自体が中心的な課題の一つとされたこともあり、それに適したアイデアやデザインでロボットが製作されるが、バッテリーとモーターの高出力化で力任せに階段を克服したり、階段や段差を飛び越えるためだけに分離するロボットが製作された。
第25回大会のベスト・ペットで、初めて、ロボットのスタート前に競技場・移動対象物などの競技構成物が所定の位置にない、毎回異なるところにあるというルールが採用された。
| 回 | 年   | 大会名                              | 障害                                                                                  |
| -- | ---- | ----------------------------------- | ------------------------------------------------------------------------------------- |
| 1  | 1988 | 乾電池カー・スピードレース          | なし                                                                                  |
| 2  | 1989 | オクトパスフットボール              | 穴                                                                                    |
| 3  | 1990 | ニュートロンスター                  | 接地禁止ゾーン、（リングの段差）                                                      |
| 4  | 1991 | ホットタワー                        | なし                                                                                  |
| 5  | 1992 | ミステリーサークル                  | 接地禁止ゾーン、（リングの段差）                                                      |
| 6  | 1993 | ステップダンス                      | 階段、接地禁止ゾーン                                                                  |
| 7  | 1994 | スペースフライヤー                  | 接地禁止ゾーン、進入禁止ゾーン、（ゾーン区切りの段差）                                |
| 8  | 1995 | ドリームタワー                      | 接地禁止ゾーン、（ゾーン区切りの段差）                                                |
| 9  | 1996 | テクノカウボーイ                    | 高さのある二等辺三角形の壁、狭路、接地しながらパイロン上空侵入禁止                    |
| 10 | 1997 | 花開蝶来                            | 接地しながらプランター進入禁止                                                        |
| 11 | 1998 | 生命上陸                            | 種子以外進入禁止ゾーン                                                                |
| 12 | 1999 | Jump To The Future                  | 高さのある二等辺三角形の山                                                            |
| 13 | 2000 | ミレニアムメッセージ                | 段差、梯子、鉄棒                                                                      |
| 14 | 2001 | Happy Birthday 39                   | なし                                                                                  |
| 15 | 2002 | プロジェクトBOX                     | 階段上に積み上げられたダンボール箱の凹凸斜面を降りる                                  |
| 16 | 2003 | 鼎                                  | 階段、接地禁止ゾーン                                                                  |
| 17 | 2004 | マーズラッシュ                      | 斜路、手動機侵入禁止ゾーン、（リングの段差）                                          |
| 18 | 2005 | 大運動会                            | 梯子潜り、平均台、ハードル、壁登り                                                    |
| 19 | 2006 | ふるさと自慢特急便                  | お掘り越え、シーソー渡り、5本のポールを交互にすり抜け                                 |
| 20 | 2007 | 風林火山 ロボット騎馬戦             | なし（※競技フィールド外に侵入禁止）                                                   |
| 21 | 2008 | ROBO－EVOLUTION 生命大進化          | パイロン、ハードル                                                                    |
| 22 | 2009 | DANCIN' COUPLE                      | スターステージに150mmの段差                                                           |
| 23 | 2010 | 激走! ロボ力車                      | パイロン、高さ2500mmの鍵穴                                                            |
| 24 | 2011 | ロボ・ボウル                        | 高さ1000mmのフェンス                                                                  |
| 25 | 2012 | ベスト・ペット                      | 接地禁止ゾーン、ブレイクショットによるボールの乱雑配置                                |
| 26 | 2013 | Shall We Jump?                      | なし                                                                                  |
| 27 | 2014 | 出前迅速                            | スラローム、90×90(mm)の角材5本による段差、傾斜                                        |
| 28 | 2015 | 輪花繚乱                            |                                                                                       |
| 29 | 2016 | ロボット・ニューフロンティア        | 接地禁止ゾーン、150×150(mm)の角材による海との仕切りにある段差、灯台や砦の高さのある台 |
| 30 | 2017 | 大江戸ロボット忍法帳                | なし（※競技フィールド外に侵入禁止）                                                   |
| 31 | 2018 | Bottle-Flip Cafe                    | 手動ロボット接地禁止ゾーン                                                            |
| 32 | 2019 | らん♪ RUN Laundry                   | なし                                                                                  |
| 33 | 2020 | はぴ☆ロボ自慢                       |                                                                                       |
| 34 | 2021 | 超絶機巧(すごロボ)                  |                                                                                       |
| 35 | 2022 | ミラクル☆フライ～空へ舞いあがれ！～ | ランディングゾーン（侵入禁止）                                                        |
| 36 | 2023 | もぎもぎ！フルーツＧＯラウンド      | 角材、ロープ                                                                          |
| 37 | 2024 | ロボたちの帰還                      | 接地禁止ゾーン、着地スポットの段差                                                    |

## ルール

### 競技形式
高専ロボコンの競技形式は本質的な意味で大きく二つに分類できる。
- レース形式
先に勝利基準を満たしたチーム、または制限時間内に相手より競技内容が進んでいるチームを勝ちとするルール
- 得点形式
制限時間内に、相手チームよりも多く得点したチーム、または相手チームの得点を相手チームの負けとなる得点に先に減点させたチームを勝ちとするルール

レース形式の競技は第1回「乾電池カー・スピードレース」および第2回「オクトパスフットボール」以来暫く採用されなかったが、第18回「大運動会」から復活し始め、近年採用が多くなってきた。レース形式は予選の段階で優劣が決まってしまうが、ドラッグカー・レースのように一対一の対戦形式で対戦し、それが決勝まで繰り返されるので、実力の出し方やロボットの耐久性の考慮、整備や操縦をする学生の集中力の維持やリスクを犯すことなど、実際の自動車レースさながらの駆け引きが行われるために勝敗に大きく影響することがある。
一方、レース形式よりも駆け引きが行われやすい得点形式は、第3回「ニュートロンスター」から始まり、第17回「マーズラッシュ」まで連続して採用された。最近はレース形式が多かったが、第20回記念大会の「風林火山 ロボット騎馬戦」で採用されている。第3回大会の予選試合は、勝ったチームが必ず決勝に進めるとは限らなかったが、得点形式が初めて採用された大会である。第7回以降の大会で、サッカーのビクトリーゴールのように条件を満たした時点で勝ちとなる特別な勝利条件が加えられることが度々あった。
試合時間内の逆転が不可能になる可能性があるルールを採用した大会は、本質的には形を変えたレース形式として捉えても差し支えない。例えば、第13回「ミレニアムメッセージ」は得点形式を採りながら、大半の試合が特別の勝利条件を満たして勝利するというレース形式であった。また、こうした特別な勝利条件が加えられていない大会でも、アイデアによってはレース形式とみなしてもよい試合内容となったこともある。例えば、第11回「生命上陸」では、対戦相手に逆転を許さない状況を試合開始直後に短い時間で作り出すチームがいた。いずれにせよ、得点形式でもレース形式に近いことが多くあり、大きく二つに分類はできる。
第10回「花開蝶来」では、芸術性の評価が直接勝敗に大きく影響を与えるルールが採用された。第10回以外の大会に採用されず、実験的なルールであった。
| 回 | 年   | 大会名                              | 試合形式   | 競技時間(分) | セッティング時間(分) | テストラン時間 | 特別勝敗条件など                                           |
| -- | ---- | ----------------------------------- | ---------- | ------------ | -------------------- | -------------- | ---------------------------------------------------------- |
| 1  | 1988 | 乾電池カー・スピードレース          | レース形式 | 設定なし     | 10                   |                |                                                            |
| 2  | 1989 | オクトパスフットボール              | レース形式 | 7            | 3                    |                |                                                            |
| 3  | 1990 | ニュートロンスター                  | 得点形式   | 2            |                      |                |                                                            |
| 4  | 1991 | ホットタワー                        | 得点形式   | 2            |                      |                |                                                            |
| 5  | 1992 | ミステリーサークル                  | 得点形式   | 2            |                      |                |                                                            |
| 6  | 1993 | ステップダンス                      | 得点形式   | 2            |                      |                |                                                            |
| 7  | 1994 | スペースフライヤー                  | 得点形式   | 2            |                      |                | Vホール                                                    |
| 8  | 1995 | ドリームタワー                      | 得点形式   | 3            |                      |                | Vゴール、バスケットドリブル                                |
| 9  | 1996 | テクノカウボーイ                    | 得点形式   | 3            |                      |                | ハットトリック                                             |
| 10 | 1997 | 花開蝶来                            | 得点形式   | 3            |                      |                | 芸術性が審査され得点に追加される                           |
| 11 | 1998 | 生命上陸                            | 得点形式   | 3            |                      |                |                                                            |
| 12 | 1999 | Jump To The Future                  | 得点形式   | 3            | 1                    |                | Vスポット                                                  |
| 13 | 2000 | ミレニアムメッセージ                | 得点形式   | 3            |                      |                | パーフェクトパフォーマンス                                 |
| 14 | 2001 | Happy Birthday 39                   | 得点形式   | 2            |                      |                |                                                            |
| 15 | 2002 | プロジェクトBOX                     | 得点形式   | 3            |                      |                | トルネード                                                 |
| 16 | 2003 | 鼎                                  | 得点形式   | 3            |                      |                |                                                            |
| 17 | 2004 | マーズラッシュ                      | 得点形式   | 3            |                      |                |                                                            |
| 18 | 2005 | 大運動会                            | レース形式 | 3            | 1                    |                |                                                            |
| 19 | 2006 | ふるさと自慢特急便                  | レース形式 | 3            | 1                    |                |                                                            |
| 20 | 2007 | 風林火山 ロボット騎馬戦             | 得点形式   | 3            | 1                    | 5              | 大勝利                                                     |
| 21 | 2008 | ROBO－EVOLUTION 生命大進化          | レース形式 | 3            | 1                    | 5              |                                                            |
| 22 | 2009 | DANCIN' COUPLE                      | 得点形式   | 3            | 1                    | 5              | 全国大会準決勝・決勝のみ競技時間4分                        |
| 23 | 2010 | 激走! ロボ力車                      | レース形式 | 3            | 1                    | 5              |                                                            |
| 24 | 2011 | ロボ・ボウル                        | レース形式 | 1:30×2       | 1×2                  | 5              |                                                            |
| 25 | 2012 | ベスト・ペット                      | 得点形式   | 3            | 1                    | 5              | パーフェクト                                               |
| 26 | 2013 | Shall We Jump?                      | レース形式 | 3            | 1                    | 5              |                                                            |
| 27 | 2014 | 出前迅速                            | 得点形式   | 3            | 1                    | 5              |                                                            |
| 28 | 2015 | 輪花繚乱                            | 得点形式   | 3            | 1                    |                | Vゴール                                                    |
| 29 | 2016 | ロボット・ニューフロンティア        | 得点形式   | 3            | 1                    |                |                                                            |
| 30 | 2017 | 大江戸ロボット忍法帳                | 得点形式   | 3            | 1                    |                |                                                            |
| 31 | 2018 | Bottle-Flip Cafe                    | 得点形式   | 2            | 1                    |                | Vゴール                                                    |
| 32 | 2019 | らん♪ RUN Laundry                   | 得点形式   | 2:30         | 1                    |                | 同点の場合、干された洗濯物の「全体的な美しさ」で審査員判定 |
| 33 | 2020 | はぴ☆ロボ自慢                       | 得点形式   | 予選2、決勝3 |                      |                | 審査員が点数化                                             |
| 34 | 2021 | 超絶機巧(すごロボ)                  | 得点形式   | 2            | 1                    |                | 審査員が点数化                                             |
| 35 | 2022 | ミラクル☆フライ～空へ舞いあがれ！～ | 得点形式   | 2:30         | 1                    |                | Vゴール                                                    |
| 36 | 2023 | もぎもぎ！フルーツＧＯラウンド      | 得点形式   | 2:30         | 1                    |                |                                                            |
| 37 | 2024 | ロボたちの帰還                      | 得点形式   | 2:30         | 1                    |                | ミッションコンプリート                                     |

- Vホール
第7回大会の特別勝利条件。競技フィールド中央にある最も奥で最も小さいＶホールに先に自分のチームの円盤を入れたチームをその時点で勝ちとするルール
- Vゴール
第8回大会の特別勝利条件。競技フィールドに二つある高さの異なる三段のゴールのうち、最も高く最も小さいゴールのどちらにもバレーボールを先に入れたチームをその時点で勝ちとするルール
第28回大会の特別勝利条件。相手より先に9本全てのポールに輪を投げ入れたチームの勝利。
第31回大会の特別勝利条件。相手より先に8つ全てのテーブルの上にペットボトルを立てたチームの勝利（ただし地区大会では決勝トーナメントのみ、全国大会では準決勝以降）。
第35回大会の特別勝利条件。相手より先に9つ全ての場所に紙飛行機を着地させたチームの勝利。
- バスケットドリブル
第8回大会の特別条件。ドリブルゾーンをボールをバウンドさせながら通過した場合、得点が倍になり、片方のVゴールに入れた場合その時点で勝ちとなる。
- ハットトリック
第9回大会の特別勝利条件。三行三列の正方格子状に設置されたパイロンのうち、中央の大パイロンを含む縦・横・斜め三つのパイロンを自作の輪で先にとったチームをその時点で勝ちとするルール
- Vスポット
第12回大会の特別勝利条件。競技フィールド中央にあるフューチャーゾーンの一段高いスポットに自分のチームの箱を先に置いたチームをその時点で勝ちとするルール
- パーフェクトパフォーマンス
第13回大会の特別勝利条件。競技フィールドに置かれた4つのポールの頂上全てに自作の造形物を置き、21世紀へ向けてのメッセージを先に披露したチームをその時点で勝ちとするルール
- トルネード
第15回大会の特別勝利条件。スポットに先に15段重ねて置いた(相手チームの箱が混ざってもよいが最上段は自チームの箱でなければならない)チームをその時点で勝ちとするルール
- 大勝利
第20回大会の特別勝利条件。相手の旗を全て先に奪ったチームをその時点で勝ちとするルール
- パーフェクト
第25回大会の特別勝利条件。相手よりも先に9つのゴール全てにボールを（レインボーゴールにはレインボーボールを）入れたチームをその時点で勝ちとするルール
- ミッションコンプリート
第37回大会の特別勝利条件。相手よりも先に350点満点を獲得したチームをその時点で勝ちとするルール

### ロボットの動力源
| 回 | 年   | 大会名                              | 動力源                                                           | 電源外動力源                                   | 特記事項 |
| -- | ---- | ----------------------------------- | ---------------------------------------------------------------- | ---------------------------------------------- | --- |
| 1  | 1988 | 乾電池カー・スピードレース          | 単一マンガン乾電池                                               | 禁止                                           | 大会から提供される乾電池の個数は試合毎に2個。                                                                        |
| 2  | 1989 | オクトパスフットボール              | 単一マンガン乾電池                                               | 禁止                                           | 電源重量はロボット重量に含まれる。                                                                                   |
| 3  | 1990 | ニュートロンスター                  | 単一マンガン乾電池                                               | 禁止                                           | 電源重量はロボット重量に含まれる。                                                                                   |
| 4  | 1991 | ホットタワー                        | 単一マンガン乾電池                                               | 禁止                                           | 電源重量はロボット重量に含まれる。                                                                                   |
| 5  | 1992 | ミステリーサークル                  | 単一マンガン乾電池                                               | 禁止                                           | 電源重量はロボット重量に含まれる。                                                                                   |
| 6  | 1993 | ステップダンス                      | 直流安定化電源                                                   | 位置エネルギー                                 | 12V5A電源が有線供給。                                                                                                |
| 7  | 1994 | スペースフライヤー                  | 直流安定化電源                                                   | 位置エネルギー                                 | 12V5A電源が有線供給。                                                                                                |
| 8  | 1995 | ドリームタワー                      | 直流安定化電源                                                   | 位置エネルギー                                 | 12V5A電源が有線供給。                                                                                                |
| 9  | 1996 | テクノカウボーイ                    | 直流安定化電源                                                   | 位置エネルギー                                 | 12V5A電源が有線供給。                                                                                                |
| 10 | 1997 | 花開蝶来                            | 充電可能な電池                                                   | 位置エネルギー                                 | 電源重量はロボット重量に含まれる。                                                                                   |
| 11 | 1998 | 生命上陸                            | 充電可能な電池                                                   | 位置エネルギー                                 | 電源重量はロボット重量に含まれる。                                                                                   |
| 12 | 1999 | Jump To The Future                  | 充電可能な電池                                                   | 位置エネルギー                                 | 電源重量はロボット重量に含まれる。                                                                                   |
| 13 | 2000 | ミレニアムメッセージ                | 充電可能な電池                                                   | 危険なもの以外利用可能                         | 電源重量はロボット重量に含まれる。                                                                                   |
| 14 | 2001 | Happy Birthday 39                   | 充電可能な電池                                                   | 危険なもの以外利用可能                         | 電源重量はロボット重量に含まれる。                                                                                   |
| 15 | 2002 | プロジェクトBOX                     | 充電可能な電池                                                   | 危険なもの以外利用可能                         | 電源重量はロボット重量に含まれる。                                                                                   |
| 16 | 2003 | 鼎                                  | 充電可能な電池                                                   | 危険なもの以外利用可能                         | 電源重量はロボット重量に含まれる。電源の最大電圧は定格24V以下。                                                      |
| 17 | 2004 | マーズラッシュ                      | 充電可能な電池                                                   | 危険なもの以外利用可能                         | 電源重量はロボット重量に含まれる。電源の最大電圧は定格24V以下。                                                      |
| 18 | 2005 | 大運動会                            | 充電可能な電池                                                   | 危険なもの以外利用可能                         | 電源重量はロボット重量に含まれる。電源の最大電圧は定格24V以下。                                                      |
| 19 | 2006 | ふるさと自慢特急便                  | 充電可能な電池                                                   | 危険なもの以外利用可能                         | 電源重量はロボット重量に含まれる。ロボットに印加される最大電圧は定格24V以下。                                        |
| 20 | 2007 | 風林火山 ロボット騎馬戦             | 充電可能な電池                                                   | 危険なもの以外利用可能                         | 電源重量はロボット重量に含まれる。ロボットに印加される最大電圧は定格24V以下。                                        |
| 21 | 2008 | ROBO－EVOLUTION 生命大進化          | 充電可能な電池 又は一次乾電池                                    | 危険なもの以外利用可能                         | 電源重量はロボット重量に含まれる。ロボットに印加される最大電圧は定格24V以下。電源の総電力量は60Wh以内。              |
| 22 | 2009 | DANCIN' COUPLE                      | 1次電池（乾電池）または2次電池（蓄電池）                         | 危険なもの以外利用可能                         | 電源重量はロボット重量に含まれる。ロボットに印加される最大電圧は定格24V以下。電源の総電力量は60Wh以内。              |
| 23 | 2010 | 激走! ロボ力車                      | 1次電池（乾電池）または2次電池（蓄電池）                         | 危険なもの以外利用可能                         | 電源重量はロボット重量に含まれる。ロボットに印加される最大電圧は定格24V以下。                                        |
| 24 | 2011 | ロボ・ボウル                        | 1次電池（乾電池）または2次電池（蓄電池）                         | 危険なもの以外利用可能                         | 電源重量はロボット重量に含まれる。ロボットに印加される最大電圧は定格24V以下。                                        |
| 25 | 2012 | ベスト・ペット                      | 1次電池（乾電池）または2次電池（蓄電池）                         | 危険なもの以外利用可能                         | 電源重量はロボット重量に含まれる。ロボットに印加される最大電圧は定格24V以下。                                        |
| 26 | 2013 | Shall We Jump?                      | 1次電池（乾電池）または2次電池（蓄電池）                         | 危険なもの以外利用可能                         | 電源重量はロボット重量に含まれる。ロボットに印加される最大電圧は定格24V以下。                                        |
| 27 | 2014 | 出前迅速                            | 1次電池（乾電池）または2次電池（蓄電池）                         | 危険なもの以外利用可能                         | 電源重量はロボット重量に含まれる。ロボットに印加される最大電圧は定格24V以下。                                        |
| 28 | 2015 | 輪花繚乱                            | 1次電池（乾電池）または2次電池（蓄電池）                         | 危険なもの以外利用可能                         | 電源重量はロボット重量に含まれる。ロボットに印加される最大電圧は定格24V以下。                                        |
| 29 | 2016 | ロボット・ニューフロンティア        | 1次電池（乾電池）または2次電池（蓄電池）                         | 危険なもの以外利用可能                         | 電源重量はロボット重量に含まれる。ロボットに印加される最大電圧は定格24V以下。                                        |
| 30 | 2017 | 大江戸ロボット忍法帳                | 1次電池（乾電池）または2次電池（蓄電池）                         | 危険なもの以外利用可能                         | 電源重量はロボット重量に含まれる。ロボットに印加される最大電圧は定格24V以下。                                        |
| 31 | 2018 | Bottle-Flip Cafe                    | 1次電池（乾電池）または2次電池（蓄電池）                         | 危険なもの以外利用可能                         | 電源重量はロボット重量に含まれる。ロボットに印加される最大電圧は定格24V以下。                                        |
| 32 | 2019 | らん♪ RUN Laundry                   | 1次電池（乾電池）または2次電池（蓄電池）                         | 危険なもの以外利用可能                         | 電源重量はロボット重量に含まれる。ロボットに印加される最大電圧は定格24V以下。                                        |
| 33 | 2020 | はぴ☆ロボ自慢                       | 乾電池、ニッケル水素電池、密閉型鉛蓄電池、30Ｗ以下のACアダプター | 圧縮空気の使用は禁止                           | 自発的な動力を持つこと。駆動系電圧は12V以下、回路系電圧は9V 以下。モバイルバッテリー以外のリチウム系電池は使用禁止。 |
| 34 | 2021 | 超絶機巧(すごロボ)                  | 1次電池ならびに2次電池                                           | 圧縮空気は使用可能だがペットボトルの使用は禁止 | ロボットに印加される最大電圧は定格24V以下。定格電流値は1台30A以下。                                                  |
| 35 | 2022 | ミラクル☆フライ～空へ舞いあがれ！～ | 1次電池（乾電池）または2次電池（蓄電池）                         | 危険なもの以外利用可能                         | 電源重量はロボット重量に含まれる。ロボットに印加される最大電圧は定格24V以下。定格電流値は1台30A以下。                |
| 36 | 2023 | もぎもぎ！フルーツＧＯラウンド      | 1次電池（乾電池）または2次電池（蓄電池）                         | 危険なもの以外利用可能                         | 電源重量はロボット重量に含まれる。ロボットに印加される最大電圧は定格24V以下。定格電流値は1台30A以下。                |
| 37 | 2024 | ロボたちの帰還                      | 1次電池（乾電池）または2次電池（蓄電池）                         | 危険なもの以外利用可能                         | 電源重量はロボット重量に含まれる。ロボットに印加される最大電圧は定格24V以下。定格電流値は1台30A以下。                |

- 電源外動力源について
試合前に高圧ガスの充填、バネの収縮、または位置エネルギーなどをロボットの動力源として蓄えたもの
- 危険なもの
常温温度でゲージ圧力1MPa以上の高圧ガス、爆発物、その他危険なものをいう。

### ロボットの重量制限
ロボットの重量制限は、テーマとルールに合わせて、最大重量が設定されてきた。第1回大会の乾電池カー・スピードレースで想定外の重量で参加するチームがあったことから、第2回目以降から最大重量が設定されている。その最大重量は、幾つかの大会を除き、前年よりも増やされてきた。第2回大会のオクトパスフットボールでは最大重量が3kgであったのに対し、第23回大会の激走! ロボ力車では50kgとなり、実に16倍以上に増やされている。
20世紀最後の大会である第13回大会のミレニアムメッセージまではコントローラー重量が最大重量に含まれてこなかったが、21世紀の第14回大会のHappy Birthday 39からはコントローラー重量もロボットの最大重量に含まれることとなった。
| 回 | 年   | 大会名                              | 最大重量(kg)               | コントロールボックス重量包含 | 特記事項                                                                                 |
| -- | ---- | ----------------------------------- | -------------------------- | ---------------------------- | ---------------------------------------------------------------------------------------- |
| 1  | 1988 | 乾電池カー・スピードレース          | 制限無し                   | 含まれない                   | 体重60kg以上の人を乗せること。体重が満たない場合は錘を追加。                             |
| 2  | 1989 | オクトパスフットボール              | 3                          | 含まれない                   |                                                                                          |
| 3  | 1990 | ニュートロンスター                  | 6                          | 含まれない                   |                                                                                          |
| 4  | 1991 | ホットタワー                        | 8                          | 含まれない                   |                                                                                          |
| 5  | 1992 | ミステリーサークル                  | 8                          | 含まれない                   |                                                                                          |
| 6  | 1993 | ステップダンス                      | 8                          | 含まれない                   |                                                                                          |
| 7  | 1994 | スペースフライヤー                  | 8                          | 含まれない                   |                                                                                          |
| 8  | 1995 | ドリームタワー                      | 10                         | 含まれない                   |                                                                                          |
| 9  | 1996 | テクノカウボーイ                    | 10                         | 含まれない                   |                                                                                          |
| 10 | 1997 | 花開蝶来                            | 16                         | 含まれない                   |                                                                                          |
| 11 | 1998 | 生命上陸                            | 19                         | 含まれない                   | 卵・種子は計量の対象ではない。                                                           |
| 12 | 1999 | Jump To The Future                  | 24                         | 含まれない                   |                                                                                          |
| 13 | 2000 | ミレニアムメッセージ                | 25                         | 含まれない                   |                                                                                          |
| 14 | 2001 | Happy Birthday 39                   | 27                         | 含まれる                     | 円筒を建てる器具は含むが、炎は含まない。                                                 |
| 15 | 2002 | プロジェクトBOX                     | 25                         | 含まれる                     |                                                                                          |
| 16 | 2003 | 鼎                                  | 25                         | 含まれる                     |                                                                                          |
| 17 | 2004 | マーズラッシュ                      | 手動20/自動制限なし        | 含まれる                     |                                                                                          |
| 18 | 2005 | 大運動会                            | 手動20/自動7               | 含まれる                     |                                                                                          |
| 19 | 2006 | ふるさと自慢特急便                  | 手動20/自動10              | 含まれる                     | ふるさとオブジェの重さは計量対象外だが1kg以上あること。                                  |
| 20 | 2007 | 風林火山 ロボット騎馬戦             | 合計20                     | 含まれる                     | 交換用の部品や電池は重量に含まれない。                                                   |
| 21 | 2008 | ROBO－EVOLUTION 生命大進化          | 40                         | 含まれる                     | 交換用の部品や電池は重量に含まれない。                                                   |
| 22 | 2009 | DANCIN' COUPLE                      | 50                         | 含まれる                     | 交換用の部品や電池は重量に含まれない。                                                   |
| 23 | 2010 | 激走! ロボ力車                      | 50                         | 含まれる                     | 交換用の部品や電池、乗る人の体重は重量に含まれない。                                     |
| 24 | 2011 | ロボ・ボウル                        | オフェンス20/ディフェンス8 | 含まれる                     | 交換用の部品や電池は重量に含まれない。                                                   |
| 25 | 2012 | ベスト・ペット                      | 25                         | なし                         | 交換用の部品や電池は重量に含まれない。                                                   |
| 26 | 2013 | Shall We Jump?                      | 縄回し20/ジャンパー15      | なし                         | 交換用の部品や電池は重量に含まれない。                                                   |
| 27 | 2014 | 出前迅速                            | 出前25/受取20              | 含まれない(無線操縦の場合)   | 交換用の部品や電池は重量に含まれない。                                                   |
| 28 | 2015 | 輪花繚乱                            | 25                         | 含まれない                   | 交換用の部品や電池は重量に含まれない。                                                   |
| 29 | 2016 | ロボット・ニューフロンティア        | 40                         | 含まれない                   | 交換用の部品や電池は重量に含まれない。圧縮された空気は含めなくてよい。                   |
| 30 | 2017 | 大江戸ロボット忍法帳                | 1台20かつ2台で30           | 含まれない                   | 交換用の部品や電池は重量に含まれない。ロボットは3台用意でき、2台を試合に出場させられる。 |
| 31 | 2018 | Bottle-Flip Cafe                    | 手動35/自動30              |                              | 交換用の部品や電池は重量に含まれない。圧縮された空気は含めなくてよい。                   |
| 32 | 2019 | らん♪ RUN Laundry                   | 1台30かつ2台で55           |                              | 交換用の部品や電池は重量に含まれない。圧縮された空気は含めなくてよい。                   |
| 33 | 2020 | はぴ☆ロボ自慢                       | 1台5                       |                              |                                                                                          |
| 34 | 2021 | 超絶機巧(すごロボ)                  | 1台25かつ合計50            | 含まれない                   |                                                                                          |
| 35 | 2022 | ミラクル☆フライ～空へ舞いあがれ！～ | 30                         |                              | 交換用の部品や電池は重量に含まれない。圧縮された空気は含めなくてよい。                   |
| 36 | 2023 | もぎもぎ！フルーツＧＯラウンド      | 30                         | 含まれない                   | 交換用の部品や電池は重量に含まれない。圧縮された空気は含めなくてよい。                   |
| 37 | 2024 | ロボたちの帰還                      | 30                         | 含まれない                   | 交換用の部品や電池は重量に含まれない。圧縮された空気は含めなくてよい。                   |

### ロボットのサイズ制限
| 回 | 年   | 大会名                              | 大きさ(mm)                                              | スタート時(mm)                                          | 特記事項                                                                                   |
| -- | ---- | ----------------------------------- | ------------------------------------------------------- | ------------------------------------------------------- | ------------------------------------------------------------------------------------------ |
| 1  | 1988 | 乾電池カー・スピードレース          |                                                         |                                                         |                                                                                            |
| 2  | 1989 | オクトパスフットボール              |                                                         |                                                         |                                                                                            |
| 3  | 1990 | ニュートロンスター                  |                                                         |                                                         |                                                                                            |
| 4  | 1991 | ホットタワー                        |                                                         | 縦1500×横1500以内                                       |                                                                                            |
| 5  | 1992 | ミステリーサークル                  |                                                         | 縦1500×横1500以内                                       |                                                                                            |
| 6  | 1993 | ステップダンス                      |                                                         | 縦1500×横1500以内                                       |                                                                                            |
| 7  | 1994 | スペースフライヤー                  |                                                         | 縦1500×横1500以内                                       |                                                                                            |
| 8  | 1995 | ドリームタワー                      |                                                         | 縦1500×横1500以内                                       |                                                                                            |
| 9  | 1996 | テクノカウボーイ                    |                                                         | 縦1200×横1200以内                                       |                                                                                            |
| 10 | 1997 | 花開蝶来                            |                                                         |                                                         |                                                                                            |
| 11 | 1998 | 生命上陸                            |                                                         | 縦1200×横1200×高さ3000以内                              |                                                                                            |
| 12 | 1999 | Jump To The Future                  |                                                         |                                                         |                                                                                            |
| 13 | 2000 | ミレニアムメッセージ                |                                                         |                                                         |                                                                                            |
| 14 | 2001 | Happy Birthday 39                   |                                                         |                                                         |                                                                                            |
| 15 | 2002 | プロジェクトBOX                     |                                                         | 縦1200×横1200×高さ1500以内                              |                                                                                            |
| 16 | 2003 | 鼎                                  |                                                         | 縦1200×横1200×高さ1500以内                              |                                                                                            |
| 17 | 2004 | マーズラッシュ                      |                                                         | 手動縦1200×横1200×高さ1500/自動900×900×900              |                                                                                            |
| 18 | 2005 | 大運動会                            | 自動：1000×1000×1000以内                                | 手動・自動：1000×1000×1000以内                          | 競技開始後に手動ロボットの変形してスタート時のサイズを越えてもよい。                       |
| 19 | 2006 | ふるさと自慢特急便                  | 手動：1500×1500×1500以内、自動：1200×1200×1200以内      | 手動：1000×1000×1000                                    | ふるさとオブジェは一辺が300mmの立方体より大きくかつ一辺が600mmの立方体の内部に納まること。 |
| 20 | 2007 | 風林火山 ロボット騎馬戦             | 縦1000×横1000×高さ1200以内                              | 1000×1000×2個                                           | 合体時の大きさは縦1200×横1200×高さ2000以内。                                               |
| 21 | 2008 | ROBO－EVOLUTION 生命大進化          | 1000×500×500以上                                        | 1500×1500以内                                           | 分離後もロボットのサイズは同じ制限を受ける。安全に競技が行える範囲の大きさに制限される。   |
| 22 | 2009 | DANCIN' COUPLE                      | 1000×500×500以上                                        | 1500×1500以内                                           | 分離後もロボットのサイズは同じ制限を受ける。安全に競技が行える範囲の大きさに制限される。   |
| 23 | 2010 | 激走! ロボ力車                      | 500×500,高さ1000以上                                    | 1000×2000以内                                           | 変形後もロボットのサイズは同じ制限を受ける。安全に競技が行える範囲の大きさに制限される。   |
| 24 | 2011 | ロボ・ボウル                        | 1000×1000,高さ1500以上（オフェンス）                    | 1500×1500以内                                           | 変形後もロボットのサイズは同じ制限を受ける。安全に競技が行える範囲の大きさに制限される。   |
| 25 | 2012 | ベスト・ペット                      | 500×500以上,1500×1500以内                               | 1500×1500,高さ2000以内                                  | 変形後もロボットのサイズは同じ制限を受ける。競技者のゼッケンと同様の表示物を装着する。     |
| 26 | 2013 | Shall We Jump?                      | 縄回し2000x2000x2000以内/ジャンパー400x600x800以上      | 縄回し1500×1500x1500以内                                | 変形後もロボットのサイズは同じ制限を受ける。競技者のゼッケンと同様の表示物を装着する。     |
| 27 | 2014 | 出前迅速                            | 1800×1800×1800以内                                      |                                                         | 変形後もロボットのサイズは同じ制限を受ける。安全に競技が行える範囲の大きさに制限される。   |
| 28 | 2015 | 輪花繚乱                            | 1600×1600×1600以内                                      |                                                         | ロボットの接地面は800×800以上                                                              |
| 29 | 2016 | ロボット・ニューフロンティア        |                                                         | 1500×1500×1500以内                                      |                                                                                            |
| 30 | 2017 | 大江戸ロボット忍法帳                | 幅1200x奥行1200x高さ1500                                | 1200×1200×1200以内                                      | 展開した腕は含めなくてよい                                                                 |
| 31 | 2018 | Bottle-Flip Cafe                    | 手動 縦1500x横1500x高さ1000/自動 縦1000x横1000x高さ1000 | 手動 縦1200x横1200x高さ1000/自動 縦1000x横1000x高さ1000 |                                                                                            |
| 32 | 2019 | らん♪ RUN Laundry                   | 縦800x横800x高さ800                                     | 手動 縦1000x横1000x高さ1300/自動 縦1200x横1200x高さ3000 |                                                                                            |
| 33 | 2020 | はぴ☆ロボ自慢                       | 縦500x横500x高さ800                                     | 縦500x横500x高さ800                                     |                                                                                            |
| 34 | 2021 | 超絶機巧(すごロボ)                  | 高さ2500                                                | 縦1000x横1000x高さ1200                                  | 1か所に集めた時、縦1500x横1500x高さ1200以内                                                |
| 35 | 2022 | ミラクル☆フライ～空へ舞いあがれ！～ | 縦800x横800x高さ1200                                    | 縦1200x横1200x高さ2000                                  |                                                                                            |
| 36 | 2023 | もぎもぎ！フルーツＧＯラウンド      | 縦800x横800x高さ1600                                    | 縦1200x横1200x高さ1600                                  |                                                                                            |
| 37 | 2024 | ロボたちの帰還                      | ロボット1 縦1200x横1200x高さ1000、ロボット2 なし        | 縦1500x横1500x高さ1500                                  |                                                                                            |

### ロボットの製作費制限
| 回 | 年   | 大会名                              | 製作費(万円) | 特記事項                                                                                                   |
| -- | ---- | ----------------------------------- | ------------ | --- |
| 1  | 1988 | 乾電池カー・スピードレース          | 5            | |
| 2  | 1989 | オクトパスフットボール              | 5            | |
| 3  | 1990 | ニュートロンスター                  | 6            | |
| 4  | 1991 | ホットタワー                        | 6            | |
| 5  | 1992 | ミステリーサークル                  | 8            | |
| 6  | 1993 | ステップダンス                      | 8            | |
| 7  | 1994 | スペースフライヤー                  | 8            | |
| 8  | 1995 | ドリームタワー                      | 8            | |
| 9  | 1996 | テクノカウボーイ                    | 8            | |
| 10 | 1997 | 花開蝶来                            | 8            | |
| 11 | 1998 | 生命上陸                            | 8            | |
| 12 | 1999 | Jump To The Future                  | 8            | |
| 13 | 2000 | ミレニアムメッセージ                | 8            | |
| 14 | 2001 | Happy Birthday 39                   | 8            | |
| 15 | 2002 | プロジェクトBOX                     | 10           | |
| 16 | 2003 | 鼎                                  | 10           | |
| 17 | 2004 | マーズラッシュ                      | 16           | |
| 18 | 2005 | 大運動会                            | 16           | |
| 19 | 2006 | ふるさと自慢特急便                  | 16           | ふるさとオブジェの製作費を含む。                                                                           |
| 20 | 2007 | 風林火山 ロボット騎馬戦             | 20           | 消費税込み。無線操縦に関係する装置・部品は除く。                                                           |
| 21 | 2008 | ROBO－EVOLUTION 生命大進化          | 20           | 消費税込み。無線操縦に関係する装置・部品は除く。                                                           |
| 22 | 2009 | DANCIN' COUPLE                      | 30           | 消費税込み。無線操縦に関係する装置・部品は除く。                                                           |
| 23 | 2010 | 激走! ロボ力車                      | 30           | 新規調達分。消費税込み。無線操縦に関係する装置・部品は除く。                                               |
| 24 | 2011 | ロボ・ボウル                        | 30           | 新規調達分。消費税込み。無線操縦に関係する装置・部品は除く。                                               |
| 25 | 2012 | ベスト・ペット                      | 30           | 新規調達分。消費税込み。                                                                                   |
| 26 | 2013 | Shall We Jump?                      | 30           | 新規調達分。消費税込み。                                                                                   |
| 27 | 2014 | 出前迅速                            | 30           | 新規調達分。消費税込み。無線操縦に関係する装置・部品は除く。                                               |
| 28 | 2015 | 輪花繚乱                            | 30           | 新規調達分。消費税込み。無線操縦に関係する装置・部品は除く。                                               |
| 29 | 2016 | ロボット・ニューフロンティア        | 30           | 新規調達分。消費税込み。コントローラーと無線操縦に関係する装置・部品は除く。                               |
| 30 | 2017 | 大江戸ロボット忍法帳                | 30           | 新規調達分。消費税込み。コントローラーと無線操縦に関係する装置・部品は除く。                               |
| 31 | 2018 | Bottle-Flip Cafe                    | 30           | 新規調達分。消費税別。コントローラーと無線モジュール、コントロールステーションエリアに設置する機器は除く。 |
| 32 | 2019 | らん♪ RUN Laundry                   | 30           | 新規調達分。消費税別。コントローラーと無線モジュール、コントロールステーションゾーンに設置する機器は除く。 |
| 33 | 2020 | はぴ☆ロボ自慢                       | 30           | |
| 34 | 2021 | 超絶機巧(すごロボ)                  | 30           | |
| 35 | 2022 | ミラクル☆フライ～空へ舞いあがれ！～ | 30           | 新規調達分。消費税別。バッテリー、コントローラー、無線モジュールは含まない。                               |
| 36 | 2023 | もぎもぎ！フルーツＧＯラウンド      | 40           | 新規調達分。消費税別。バッテリー、コントローラー、無線モジュールは含まない。                               |
| 37 | 2024 | ロボたちの帰還                      | 40           | 新規調達分。消費税別。バッテリー、コントローラー、無線モジュールは含まない。                               |

### 操縦方式
| 回   | 年   | 大会名                              | 操縦方式 | 特記事項 |
| ---- | ---- | ----------------------------------- | -------- | --- |
| 1    | 1988 | 乾電池カー・スピードレース          | 直接     | |
| 2    | 1989 | オクトパスフットボール              | 有線     | |
| 省略 |      |                                     |          | |
| 13   | 2000 | ミレニアムメッセージ                | 有線     | |
| 14   | 2001 | Happy Birthday 39                   | 無線     | 赤外線・可視光・音波が利用可能。 |
| 15   | 2002 | プロジェクトBOX                     | 無線     | 赤外線・可視光・音波が利用可能。 |
| 16   | 2003 | 鼎                                  | 無線     | 赤外線・可視光・音波が利用可能。 |
| 17   | 2004 | マーズラッシュ                      | 無線     | 赤外線・可視光・音波が利用可能。 |
| 18   | 2005 | 大運動会                            | 無線     | 赤外線・可視光・音波が利用可能。自動ロボットの操縦は禁止。 |
| 19   | 2006 | ふるさと自慢特急便                  | 無線     | 赤外線・可視光・音波・電波(ラジコン帯)が利用可能。 |
| 20   | 2007 | 風林火山 ロボット騎馬戦             | 無線     | 赤外線・可視光・音波・電波(ラジコン帯)が利用可能。 |
| 21   | 2008 | ROBO－EVOLUTION 生命大進化          | 無線     | 赤外線・可視光・音波・電波(ラジコン帯)が利用可能。 |
| 22   | 2009 | DANCIN' COUPLE                      | 無線     | 「手動ロボット」は「ラジコン帯域(27MHz・40MHz帯」のみ利用可。「自動ロボット」は「1.2GHz、2.4GHz帯域を用いたビデオトランスミッター、日本国内の電波法に準拠しない無線機器、免許を必要とする無線機器」など以外は利用可。主な利用可能無線装置：（赤外線・可視光・音波・電波(ラジコン帯・特定小電力無線局・省電力無線局・無線LAN(2.4GHz帯域(IEEE802.11b/g/n)/5GHz帯域(IEEE802.11a/n))など) |
| 23   | 2010 | 激走! ロボ力車                      | 無線     | 「1.2GHz、2.4GHz帯域を用いたビデオトランスミッター、日本国内の電波法に準拠しない無線機器、免許を必要とする無線機器」など以外は利用可。主な利用可能無線装置：（赤外線・可視光・音波・電波(ラジコン帯・特定小電力無線局・省電力無線局・無線LAN(2.4GHz帯域(IEEE802.11b/g/n)/5GHz帯域(IEEE802.11a/n))など)                                                                                |
| 24   | 2011 | ロボ・ボウル                        | 無線     | 赤外線・ラジコン帯域(25/27/40MHz)・ZigBee(IEEE802.15.4)・Bluetooth(IEEE802.15.1)・無線LAN（5GHz帯域）・300/400MHz帯域)のみ利用可能。 |
| 25   | 2012 | ベスト・ペット                      | 自動     | 有線・無線を問わず電気を使用したコントローラーを使用することなく作動するものとする。 |
| 26   | 2013 | Shall We Jump?                      | 自動     | 有線・無線を問わず電気を使用したコントローラーを使用することなく作動するものとする。 |
| 27   | 2014 | 出前迅速                            | 無線     | 電波法に準拠すれば制限なし。受取ロボットは有線操縦可。 |
| 28   | 2015 | 輪花繚乱                            | 無線     | 電波法に準拠すれば制限なし。移動させることができないコントローラー、画像認識のためのセンサーなどをフィールド内外に設置することは禁止。 |
| 29   | 2016 | ロボット・ニューフロンティア        | 無線     | 電波法に準拠すれば制限なし。移動させることができないコントローラー、画像認識のためのセンサーなどをフィールド内外に設置することは禁止。 |
| 30   | 2017 | 大江戸ロボット忍法帳                | 無線     | 電波法に準拠すれば制限なし。移動させることができないコントローラー、画像認識のためのセンサーなどをフィールド内外に設置することは禁止。 |
| 31   | 2018 | Bottle-Flip Cafe                    | 無線     | 電波法に準拠すれば制限なし。移動させることができないコントローラーは禁止。画像認識のためのセンサーやカメラなどはコントロールステーションエリアに2か所まで設置可能。 |
| 32   | 2019 | らん♪ RUN Laundry                   | 無線     | 電波法に準拠すれば制限なし。移動させることができないコントローラーは禁止。画像認識のためのセンサーやカメラなどはコントロールステーションゾーンに2か所まで設置可能。 |
| 33   | 2020 | はぴ☆ロボ自慢                       | 自由     | |
| 34   | 2021 | 超絶機巧(すごロボ)                  | 自由     | |
| 35   | 2022 | ミラクル☆フライ～空へ舞いあがれ！～ | 無線     | 手動の場合、無線、超音波、光による遠隔操縦に限る。無線で使用する無線モジュールは電波法に準拠していること。 |
| 36   | 2023 | もぎもぎ！フルーツＧＯラウンド      | 無線     | 手動の場合、無線、超音波、光による遠隔操縦に限る。無線で使用する無線モジュールは電波法に準拠していること。 |
| 37   | 2024 | ロボたちの帰還                      | 無線     | 手動の場合、無線、超音波、光による遠隔操縦に限る。無線で使用する無線モジュールは電波法に準拠していること。 |

- 1988年の第1回大会では操縦が出来ないものが認められている。
- 1997年の第10回大会では有線操縦以外が認められている（群馬高専ポップクラッカーの犬笛による花の開花など）。

### 妨害
これまでに開催されてきた多くの大会で、妨害行為が想定されているかまたは禁止されていないルールが幾度も採用されている。妨害を利用した試合例を幾つか挙げる。
- 第2回オクトパスフットボールの準決勝で、有明高専の破れバケツ号得意の相手のゴールを塞ぐ妨害を久留米高専がやり返して膠着状態となった。
- 第3回ニュートロンスターで、特に決勝戦の仙台電波高専対久留米高専で、タイプの違うロボット同士が激しくぶつかりあい、逆転や執拗な攻撃や防御による試合を展開した。
- 第11回生命上陸で、豊田高専や旭川高専などが、数十秒の速さで巨大で沢山の種子を展開し、対戦相手の種子を完全に封じこめたり、種子の打ち合いになったりした。
- 第16回鼎で、旭川高専などが、相手に得点させないように回転板をロックし、対戦相手の逆転を封じた。
- 第17回マーズラッシュで、松江高専や詫間電波高専などが、妨害と妨害解除の応酬を行い、逆転などの試合展開を見せた。
- 第20回風林火山　ロボット騎馬戦で、北九州高専や和歌山高専、大分高専などが、倒れても起き上がったり、激しい当たりにも耐えながら、逆転を果たすなどの試合が見られた。
- 第30回大江戸ロボット忍法帳では、旭川高専や富山高専本郷、呉高専、沖縄高専、佐世保高専などが竿を利用して進路を妨害する妨害に出た。

「自明」な妨害の種類は以下の三つに分類される。
- 妨害不可能
- 干渉可能
- 接触可能

妨害不可能とは物理的にもルール上でも絶対的に妨害不可能という分類である。この次の段階の干渉可能というのは、直接接触はないが、ロボット本体やその一部で相手のロボットに接触せずに、相手の進路を遮ったり塞いだり、または動作やアイデアを封じることを含む。最後の接触可能というのは、文字通り、ロボット同士が接触して妨害できることを指す。
| 回 | 年   | 大会名                              | 干渉 | 接触 | 特記事項 |
| -- | ---- | ----------------------------------- | ---- | ---- | --- |
| 1  | 1988 | 乾電池カー・スピードレース          | なし | なし | |
| 2  | 1989 | オクトパスフットボール              | あり | なし | コースが交差。相手ゴールを塞ぐことが可能。                                                                       |
| 3  | 1990 | ニュートロンスター                  | あり | あり | ロボットの一部が得点リング上でボールを保持しているときのみ直接接触可能。                                         |
| 4  | 1991 | ホットタワー                        | あり | あり | 箱を保持しているときのみ直接接触可能。                                                                           |
| 5  | 1992 | ミステリーサークル                  | あり | なし | |
| 6  | 1993 | ステップダンス                      | あり | あり | ボールを相手陣地に入れようとしているときのみ直接接触可能                                                         |
| 7  | 1994 | スペースフライヤー                  | あり | なし | |
| 8  | 1995 | ドリームタワー                      | あり | なし | |
| 9  | 1996 | テクノカウボーイ                    | あり | なし | |
| 10 | 1997 | 花開蝶来                            | あり | なし | |
| 11 | 1998 | 生命上陸                            | あり | あり | 種子（自律型ロボット）同士による直接接触が可能                                                                   |
| 12 | 1999 | Jump To The Future                  | あり | あり | 箱を保持しているときのみ直接接触可能                                                                             |
| 13 | 2000 | ミレニアムメッセージ                | なし | なし | |
| 14 | 2001 | Happy Birthday 39                   | あり | なし | |
| 15 | 2002 | プロジェクトBOX                     | あり | あり | 箱を保持しているときのみ直接接触可能                                                                             |
| 16 | 2003 | 鼎                                  | あり | なし | 円盤を回転不可能にすることが可能                                                                                 |
| 17 | 2004 | マーズラッシュ                      | あり | あり | |
| 18 | 2005 | 大運動会                            | なし | なし | |
| 19 | 2006 | ふるさと自慢特急便                  | なし | なし | |
| 20 | 2007 | 風林火山 ロボット騎馬戦             | あり | あり | 積極的な妨害が可能                                                                                               |
| 21 | 2008 | ROBO－EVOLUTION 生命大進化          | なし | なし | |
| 22 | 2009 | DANCIN' COUPLE                      | あり | なし | スターポール時に相手のプレゼントを自分のプレゼントで置き難くすることは可能                                       |
| 23 | 2010 | 激走！ロボ力車                      | なし | なし | |
| 24 | 2011 | ロボ・ボウル                        | あり | あり | 積極的な妨害が可能                                                                                               |
| 25 | 2012 | ベスト・ペット                      | なし | なし | 対戦相手の性能によっては、ブレイクショットによるボールの配置で試合内容に影響を及ぼせる可能性はある               |
| 26 | 2013 | Shall We Jump?                      | なし | なし | |
| 27 | 2014 | 出前迅速                            | なし | なし | |
| 28 | 2015 | 輪花繚乱                            | あり | なし | 相手の輪の飛翔をロボット本体や自分の輪で妨害することは可能。自分が放った輪で相手の移動や動作を妨げることは可能。 |
| 29 | 2016 | ロボット・ニューフロンティア        | なし | なし | |
| 30 | 2017 | 大江戸ロボット忍法帳                | あり | あり | 「腕」による進路妨害などは認められるが、積極的な妨害は好まれない。                                               |
| 31 | 2018 | Bottle-Flip Cafe                    | なし | なし | セッティングタイム中に相手ゾーンの移動ポールの位置を変更することが可能。                                         |
| 32 | 2019 | らん♪ RUN Laundry                   | あり | なし | 相手のバスタオルを自ゾーン側に寄せるなどして取りにくくさせることが可能。                                         |
| 33 | 2020 | はぴ☆ロボ自慢                       | なし | なし | |
| 34 | 2021 | 超絶機巧(すごロボ)                  | なし | なし | |
| 35 | 2022 | ミラクル☆フライ～空へ舞いあがれ！～ | あり | なし | 紙飛行機で相手の紙飛行機を妨害することが可能。                                                                   |
| 36 | 2023 | もぎもぎ！フルーツＧＯラウンド      | あり | あり | 故意による接触は認められない。                                                                                   |
| 37 | 2024 | ロボたちの帰還                      | なし | なし | セッティングタイム中に相手ゾーンのオブジェクトの配置を変更することが可能。                                       |

第24回大会ロボ・ボウルの接触はバンバー部分でのみ可能で、ホールド（押さえつけ）は出来ない。

## 大会結果

### 地区大会

#### 北海道地区大会成績
- 全国大会進出を最も多く果たしているのが旭川高専である（21回）。
- 地区大会優勝を最も多く果たしているのが旭川高専（16回）。その次が釧路高専と函館高専である（6回）。
- 地区大会準優勝を最も多く果たしているのが旭川高専である（12回）。その次が苫小牧高専である（8回）。
- 決勝戦に進んだ回数が最も多いのは旭川高専である（26回、決勝同校対決含む）。その次が釧路高専である（12回）。
- 決勝戦に進んだが全国大会に進出できなかったチームが最も多いのは旭川高専である（12回）。その次が苫小牧高専である（4回）。
- 決勝戦の同校対決は15回あり、このうち最も同校対決が多いのは旭川高専である（10回）。その次が釧路高専と函館高専である（2回）。
- 連覇記録は、6連覇の旭川高専（1回、25-30回大会）があり、その次が4連覇の旭川高専（1回、32-35回大会）である。
- 全国大会連続出場最多記録を持つのは旭川高専（12回、25回大会以降）である。

| 回 | 年   | 大会名                              | 優勝    | 準優勝  | 全国進出           | 開催地     |
| -- | ---- | ----------------------------------- | ------- | ------- | ------------------ | ---------- |
| 4  | 1991 | ホットタワー                        | 苫小牧  | 釧路    | 苫小牧、函館、釧路 | 札幌       |
| 5  | 1992 | ミステリーサークル                  | 函館    | 苫小牧  | 函館、苫小牧、札幌 | 苫小牧     |
| 6  | 1993 | ステップダンス                      | 旭川(A) | 旭川(B) | 旭川(A)、釧路      | 旭川       |
| 7  | 1994 | スペースフライヤー                  | 苫小牧  | 苫小牧  | 苫小牧、函館       | 釧路       |
| 8  | 1995 | ドリームタワー                      | 釧路    | 函館    | 釧路、函館         | 函館       |
| 9  | 1996 | テクノカウボーイ                    | 函館    | 函館    | 函館、釧路         | 札幌       |
| 10 | 1997 | 花開蝶来                            | 苫小牧  | 釧路    | 苫小牧、釧路       | 苫小牧     |
| 11 | 1998 | 生命上陸                            | 釧路    | 苫小牧  | 釧路、旭川(B)      | 旭川       |
| 12 | 1999 | Jump To The Future                  | 釧路    | 釧路    | 釧路、札幌         | 釧路       |
| 13 | 2000 | ミレニアムメッセージ                | 旭川(A) | 旭川(B) | 旭川(A)、釧路      | 函館       |
| 14 | 2001 | Happy Birthday 39                   | 釧路    | 釧路    | 釧路、函館         | 札幌       |
| 15 | 2002 | プロジェクトBOX                     | 釧路    | 苫小牧  | 釧路、苫小牧       | 苫小牧     |
| 16 | 2003 | 鼎                                  | 旭川(A) | 旭川(B) | 旭川(A)、函館      | 旭川       |
| 17 | 2004 | マーズラッシュ                      | 函館    | 苫小牧  | 旭川(A)、函館      | 釧路       |
| 18 | 2005 | 大運動会                            | 札幌    | 札幌    | 札幌、釧路         | 函館       |
| 19 | 2006 | ふるさと自慢特急便                  | 旭川(A) | 旭川(B) | 旭川(A)、釧路      | 旭川       |
| 20 | 2007 | 風林火山 ロボット騎馬戦             | 旭川(A) | 旭川(B) | 旭川(A)、苫小牧    | 苫小牧     |
| 21 | 2008 | ROBO－EVOLUTION 生命大進化          | 函館    | 釧路    | 函館、釧路         | 釧路       |
| 22 | 2009 | DANCIN' COUPLE                      | 函館    | 苫小牧  | 函館、旭川(B)      | 函館       |
| 23 | 2010 | 激走! ロボ力車                      | 旭川(B) | 旭川(A) | 旭川(B)、苫小牧    | 旭川       |
| 24 | 2011 | ロボ・ボウル                        | 釧路A   | 旭川(A) | 釧路A、函館        | 苫小牧     |
| 25 | 2012 | ベスト・ペット                      | 旭川(A) | 旭川(B) | 旭川(A)、函館      | 釧路       |
| 26 | 2013 | Shall We Jump?                      | 旭川(B) | 旭川(A) | 旭川(B)、函館(A)   | 函館       |
| 27 | 2014 | 出前迅速                            | 旭川(A) | 旭川(B) | 旭川(A)、苫小牧(B) | 旭川       |
| 28 | 2015 | 輪花繚乱                            | 旭川A   | 苫小牧A | 旭川A、苫小牧A     | 苫小牧     |
| 29 | 2016 | ロボット・ニューフロンティア        | 旭川A   | 釧路A   | 旭川A、苫小牧B     | 釧路       |
| 30 | 2017 | 大江戸ロボット忍法帳                | 旭川A   | 函館B   | 旭川A、函館B       | 函館       |
| 31 | 2018 | Bottle-Flip Cafe                    | 函館B   | 函館A   | 函館B、旭川B       | 旭川       |
| 32 | 2019 | らん♪ RUN Laundry                   | 旭川B   | 旭川A   | 旭川B、苫小牧A     | 苫小牧     |
| 33 | 2020 | はぴ☆ロボ自慢                       | 旭川D   |         | 旭川D、函館B       | オンライン |
| 34 | 2021 | 超絶機巧(すごロボ)                  | 旭川A   | 苫小牧A | 旭川A、苫小牧A     | オンライン |
| 35 | 2022 | ミラクル☆フライ～空へ舞いあがれ！～ | 旭川A   | 函館B   | 旭川A、苫小牧A     | 旭川       |
| 36 | 2023 | もぎもぎ！フルーツＧＯラウンド      | 苫小牧B | 旭川A   | 苫小牧B、旭川B     | 苫小牧     |

#### 東北地区大会成績
- 全国大会進出を最も多く果たしているのが一関高専である（21回）。その次が福島高専である（20回）。
- 地区大会優勝を最も多く果たしているのが一関高専である（11回）。その次が鶴岡高専である（5回）。
- 地区大会準優勝を最も多く果たしているのが一関高専である（9回）その次が仙台高専名取キャンパス（旧宮城高専）である（6回）。
- 決勝戦に進んだ回数が最も多いのは一関高専である（19回、決勝同校対決含む）。その次が仙台高専名取キャンパス（旧宮城高専）である（10回）。
- 決勝戦に進んだが全国大会に進出できなかったチームが最も多いのは仙台高専名取キャンパス（旧宮城高専）と一関高専である（3回）。
- 決勝戦の同校対決は6回あり、このうち最も同校対決が多いのは仙台高専名取キャンパス（旧宮城高専）である（3回）。その次が一関高専である（2回）。
- 連覇記録を持つのは、4連覇の一関高専（1回、28-31回大会）、2連覇の福島高専(1回、32-33回大会）である。
- 全国大会連続出場最多記録を持つのは、福島高専である（8回、26-33回大会）。

| 回 | 年   | 大会名                              | 優勝       | 準優勝     | 全国進出                                 |
| -- | ---- | ----------------------------------- | ---------- | ---------- | ---------------------------------------- |
| 4  | 1991 | ホットタワー                        | 仙台電波   | 八戸       | 仙台電波、八戸、秋田、一関               |
| 5  | 1992 | ミステリーサークル                  | 一関       | 秋田       | 一関、秋田、八戸、鶴岡                   |
| 6  | 1993 | ステップダンス                      | 八戸       | 宮城       | 八戸、宮城、鶴岡                         |
| 7  | 1994 | スペースフライヤー                  | 鶴岡       | 仙台電波   | 鶴岡、仙台電波、秋田                     |
| 8  | 1995 | ドリームタワー                      | 仙台電波   | 福島       | 仙台電波、福島、秋田                     |
| 9  | 1996 | テクノカウボーイ                    | 鶴岡       | 鶴岡       | 鶴岡、八戸、宮城                         |
| 10 | 1997 | 花開蝶来                            | 一関       | 八戸       | 一関、八戸、鶴岡                         |
| 11 | 1998 | 生命上陸                            | 鶴岡       | 八戸       | 鶴岡、宮城、八戸、八戸（エキシビジョン） |
| 12 | 1999 | Jump To The Future                  | 宮城       | 宮城       | 宮城、八戸、鶴岡                         |
| 13 | 2000 | ミレニアムメッセージ                | 秋田       | 福島       | 秋田、一関、福島、八戸（エキシビジョン） |
| 14 | 2001 | Happy Birthday 39                   | 宮城       | 仙台電波   | 宮城、仙台電波、福島                     |
| 15 | 2002 | プロジェクトBOX                     | 仙台電波   | 宮城       | 仙台電波、宮城、福島                     |
| 16 | 2003 | 鼎                                  | 一関       | 一関       | 一関、仙台電波、宮城                     |
| 17 | 2004 | マーズラッシュ                      | 鶴岡       | 一関       | 鶴岡、一関、福島                         |
| 18 | 2005 | 大運動会                            | 福島       | 一関       | 福島、仙台電波、八戸                     |
| 19 | 2006 | ふるさと自慢特急便                  | 秋田       | 仙台電波   | 秋田、一関、福島                         |
| 20 | 2007 | 風林火山 ロボット騎馬戦             | 宮城       | 宮城       | 宮城、一関、福島                         |
| 21 | 2008 | ROBO－EVOLUTION 生命大進化          | 一関       | 八戸       | 一関、宮城、仙台電波                     |
| 22 | 2009 | DANCIN' COUPLE                      | 鶴岡       | 一関       | 鶴岡、一関、八戸                         |
| 23 | 2010 | 激走! ロボ力車                      | 仙台(名取) | 仙台(名取) | 仙台(名取)、八戸、鶴岡                   |
| 24 | 2011 | ロボ・ボウル                        | 福島       | 一関       | 福島、一関、仙台(名取)                   |
| 25 | 2012 | ベスト・ペット                      | 一関       | 仙台(広瀬) | 一関、仙台(広瀬)、仙台(名取)             |
| 26 | 2013 | Shall We Jump?                      | 八戸(A)    | 一関(B)    | 八戸(A)、一関(B)、福島(B)                |
| 27 | 2014 | 出前迅速                            | 福島(A)    | 秋田(B)    | 福島(A)、仙台(広瀬)(A)、鶴岡(B)          |
| 28 | 2015 | 輪花繚乱                            | 一関B      | 秋田A      | 一関B、秋田A、福島B                      |
| 29 | 2016 | ロボット・ニューフロンティア        | 一関B      | 仙台名取A  | 一関B、仙台名取A、福島A                  |
| 30 | 2017 | 大江戸ロボット忍法帳                | 一関A      | 一関B      | 一関A、秋田A、福島A                      |
| 31 | 2018 | Bottle-Flip Cafe                    | 一関B      | 福島A      | 一関B、福島A、仙台名取A                  |
| 32 | 2019 | らん♪ RUN Laundry                   | 福島A      | 一関A      | 福島A、一関A、仙台広瀬A                  |
| 33 | 2020 | はぴ☆ロボ自慢                       | 福島C      |            | 福島C、秋田A、八戸B                      |
| 34 | 2021 | 超絶機巧(すごロボ)                  | 秋田A      | 一関B      | 秋田A、一関B、仙台名取B                  |
| 35 | 2022 | ミラクル☆フライ～空へ舞いあがれ！～ | 一関A      | 福島A      | 一関A、福島A、秋田B                      |
| 36 | 2023 | もぎもぎ！フルーツＧＯラウンド      | 仙台広瀬A  | 福島A      | 仙台広瀬A、福島B、鶴岡A                  |
| 37 | 2024 | ロボたちの帰還                      | 一関A      | 仙台広瀬A  | 一関A、福島A、鶴岡A                      |

- 校名・キャンパス名の変更

2009年以降 - 宮城 ⇒ 仙台(名取)、仙台電波 ⇒ 仙台(広瀬)、#参加校数も参照。

#### 関東・甲信越地区大会成績
- 全国大会進出を最も多く果たしているのが小山高専である（25回）。その次は群馬高専と都立高専荒川（旧航空高専）である（18回）。
- 地区大会優勝を最も多く果たしているのが小山高専である（11回）。その次は群馬高専である（5回）。
- 地区大会準優勝を最も多く果たしているのが都立高専荒川（旧航空高専）である（8回）。その次は小山高専である（5回)。
- 決勝戦に進んだ回数が最も多いのは小山高専である（14回、決勝同校対決含む）。
- 決勝戦に進んだが全国大会に進出できなかったチームが最も多いのは都立高専荒川（旧航空高専）である（3回）。次いで茨城、小山高専である (2回)。
- 決勝戦の同校対決は2回あり、いずれも小山高専である。
- 連覇記録は、二連覇が小山高専（3回、14-15回大会、20-21回大会、32-33回大会）と長野高専（1回、23-24回大会）である。
- 全国大会連続出場最多記録を持つのは小山高専である（10回、13-22回大会）。次いで、長野高専である（7回、28-35回大会）。

| 回 | 年   | 大会名                              | 優勝          | 準優勝        | 全国進出                                       |
| -- | ---- | ----------------------------------- | ------------- | ------------- | ---------------------------------------------- |
| 4  | 1991 | ホットタワー                        | 長岡          | 木更津        | 長岡、木更津、群馬、長野、東京                 |
| 5  | 1992 | ミステリーサークル                  | 航空          | 茨城          | 航空、茨城、群馬、木更津、長野                 |
| 6  | 1993 | ステップダンス                      | 都立          | 航空          | 都立、航空、長野、育英                         |
| 7  | 1994 | スペースフライヤー                  | 群馬          | 育英          | 群馬、育英、茨城、航空                         |
| 8  | 1995 | ドリームタワー                      | 航空          | 長野          | 航空、長野、都立、小山                         |
| 9  | 1996 | テクノカウボーイ                    | 育英          | 都立          | 育英、都立、東京、群馬、小山（エキシビジョン） |
| 10 | 1997 | 花開蝶来                            | 群馬          | 長岡          | 群馬、茨城、航空、小山                         |
| 11 | 1998 | 生命上陸                            | 長岡          | 航空          | 長岡、航空、小山、育英                         |
| 12 | 1999 | Jump To The Future                  | 群馬          | 航空          | 群馬、都立、長岡、航空                         |
| 13 | 2000 | ミレニアムメッセージ                | 都立          | 木更津        | 都立、長岡、航空、小山                         |
| 14 | 2001 | Happy Birthday 39                   | 小山          | 小山          | 小山、東京、長岡、育英                         |
| 15 | 2002 | プロジェクトBOX                     | 小山          | 木更津        | 小山、木更津、育英、群馬                       |
| 16 | 2003 | 鼎                                  | 航空          | 群馬          | 航空、群馬、小山、東京                         |
| 17 | 2004 | マーズラッシュ                      | 小山          | 航空          | 小山、航空、東京、長岡                         |
| 18 | 2005 | 大運動会                            | 東京          | 茨城          | 東京、小山、茨城、群馬                         |
| 19 | 2006 | ふるさと自慢特急便                  | 茨城          | 長岡          | 茨城、長岡、小山、東京                         |
| 20 | 2007 | 風林火山 ロボット騎馬戦             | 小山          | 長野          | 小山、長野、都立(荒川)、サレジオ               |
| 21 | 2008 | ROBO－EVOLUTION 生命大進化          | 小山          | 長岡          | 小山、長岡、東京、茨城                         |
| 22 | 2009 | DANCIN' COUPLE                      | 群馬          | 茨城          | 群馬、茨城、長岡、小山                         |
| 23 | 2010 | 激走! ロボ力車                      | 長野          | 群馬          | 長野、都立(荒川)、東京、群馬                   |
| 24 | 2011 | ロボ・ボウル                        | 長野          | 小山          | 長野、小山、茨城、東京                         |
| 25 | 2012 | ベスト・ペット                      | 小山          | 都立(荒川)    | 小山、都立(荒川)、群馬、長野                   |
| 26 | 2013 | Shall We Jump?                      | 都立(荒川)(A) | 小山(A)       | 都立(荒川)(A)、小山(A)、長野(B)、木更津(B)     |
| 27 | 2014 | 出前迅速                            | 小山(B)       | 東京(B)       | 小山(B)、東京(B)、都立(品川)(A)、木更津(A)     |
| 28 | 2015 | 輪花繚乱                            | 長野A         | 都立(荒川)A   | 長野A、都立(荒川)A、小山B、群馬B               |
| 29 | 2016 | ロボット・ニューフロンティア        | 小山B         | 木更津B       | 小山B、木更津B、長野B、都立(荒川)B             |
| 30 | 2017 | 大江戸ロボット忍法帳                | 長岡A         | 茨城A         | 長岡A、群馬B、長野A、小山B                     |
| 31 | 2018 | Bottle-Flip Cafe                    | 東京B         | 都立（荒川）B | 東京B、都立（荒川）A、群馬A、長野B             |
| 32 | 2019 | らん♪ RUN Laundry                   | 小山B         | 小山A         | 小山B、長野A、茨城A、都立（品川）B             |
| 33 | 2020 | はぴ☆ロボ自慢                       | 小山C         |               | 小山C、長野D、長岡A、群馬A                     |
| 34 | 2021 | 超絶機巧(すごロボ)                  | 東京A         | 小山B         | 東京A、小山B、長野B、群馬A                     |
| 35 | 2022 | ミラクル☆フライ～空へ舞いあがれ！～ | 群馬A         | 東京B         | 群馬A、東京B、長野A、小山B                     |
| 36 | 2023 | もぎもぎ！フルーツＧＯラウンド      | 小山B         | 都立（荒川）B | 小山B、東京B、長岡A、都立（荒川）A             |

- 校名・キャンパス名の変更

2005年 - 育英 ⇒ サレジオ、2006年 - 都立 ⇒ 都立(品川)、都立航空 ⇒ 都立(荒川)、#参加校数も参照。
- 第18回の茨城高専の準優勝チームと全国大会出場チームは異なる。
- 第23回の群馬高専の準優勝チームと全国大会出場チームは異なる。
- 第36回の都立高専（荒川）の準優勝チームと全国大会出場チームは異なる。

#### 東海・北陸地区大会成績
- 全国大会進出を最も多く果たしているのが豊田高専である（21回）。その次が岐阜高専と福井高専である（19回）。
- 地区大会優勝を最も多く果たしているのが福井高専と鈴鹿高専である（6回）。その次が豊田高専である（いずれも5回）。
- 地区大会準優勝を最も多く果たしているのが石川高専である（8回）。その次が岐阜高専と豊田高専である（5回)。
- 決勝戦に進んだ回数が最も多いのは石川高専である（11回）。その次は豊田高専である（10回）。
- 決勝戦に進んだが全国大会に進出できなかったチームが最も多いのは福井高専（2回）。その次が鳥羽商船高専と鈴鹿高専、沼津高専である（1回）。
- 決勝戦の同校対決は1回あり、それは福井高専である（1回）。
- 連覇記録は、三連覇が鈴鹿高専（1回）、二連覇が豊田高専と福井高専（各1回）である。
- 全国大会連続出場最多記録を持つのは福井高専である（11回、13-23回大会）。その次が豊田高専である（9回、9-17回大会）。

| 回 | 年   | 大会名                              | 優勝       | 準優勝        | 全国進出                                 |
| -- | ---- | ----------------------------------- | ---------- | ------------- | ---------------------------------------- |
| 4  | 1991 | ホットタワー                        | 豊田(B)    | 岐阜          | 豊田(B)、岐阜、鳥羽商船、沼津、富山商船  |
| 5  | 1992 | ミステリーサークル                  | 岐阜       | 石川          | 岐阜、鳥羽商船、富山、豊田(A)、石川      |
| 6  | 1993 | ステップダンス                      | 豊田(B)    | 金沢          | 豊田(B)、福井、石川、金沢                |
| 7  | 1994 | スペースフライヤー                  | 豊田(A)    | 富山          | 豊田(A)、福井、金沢、富山商船、富山      |
| 8  | 1995 | ドリームタワー                      | 岐阜       | 鳥羽商船      | 岐阜、福井、鈴鹿、富山商船               |
| 9  | 1996 | テクノカウボーイ                    | 沼津       | 岐阜          | 沼津、豊田(B)、福井、岐阜                |
| 10 | 1997 | 花開蝶来                            | 福井       | 石川          | 福井、豊田(B)、石川、富山商船            |
| 11 | 1998 | 生命上陸                            | 豊田(B)    | 石川          | 豊田(B)、岐阜、石川、沼津                |
| 12 | 1999 | Jump To The Future                  | 富山商船   | 石川          | 富山商船、岐阜、石川、豊田(B)            |
| 13 | 2000 | ミレニアムメッセージ                | 豊田(B)    | 石川          | 豊田(B)、福井、石川、岐阜                |
| 14 | 2001 | Happy Birthday 39                   | 福井       | 石川          | 福井、石川、富山商船、豊田(B)            |
| 15 | 2002 | プロジェクトBOX                     | 沼津       | 豊田          | 沼津、豊田(B)、富山商船、福井            |
| 16 | 2003 | 鼎                                  | 福井       | 福井          | 福井、豊田(B)、金沢、石川                |
| 17 | 2004 | マーズラッシュ                      | 鳥羽商船   | 福井          | 鳥羽商船、福井、豊田(B)、鈴鹿            |
| 18 | 2005 | 大運動会                            | 富山商船   | 岐阜          | 富山商船、岐阜、福井、金沢               |
| 19 | 2006 | ふるさと自慢特急便                  | 福井       | 鈴鹿          | 福井、沼津、豊田(A)、岐阜                |
| 20 | 2007 | 風林火山 ロボット騎馬戦             | 福井       | 金沢          | 福井、金沢、鈴鹿、富山                   |
| 21 | 2008 | ROBO－EVOLUTION 生命大進化          | 富山商船   | 豊田(B)       | 富山商船、豊田(B)、福井、岐阜            |
| 22 | 2009 | DANCIN' COUPLE                      | 福井       | 豊田(B)       | 福井、豊田(B)、石川、岐阜                |
| 23 | 2010 | 激走! ロボ力車                      | 富山(射水) | 岐阜          | 富山(射水)、岐阜、福井、金沢             |
| 24 | 2011 | ロボ・ボウル                        | 石川       | 岐阜          | 石川、岐阜、豊田(B)、金沢                |
| 25 | 2012 | ベスト・ペット                      | 鈴鹿       | 鳥羽商船      | 鈴鹿、鳥羽商船、石川、岐阜               |
| 26 | 2013 | Shall We Jump?                      | 石川(B)    | 富山(射水)(A) | 石川(B)、富山(射水)(A)、岐阜(B)、鈴鹿(A) |
| 27 | 2014 | 出前迅速                            | 岐阜(B)    | 石川(B)       | 岐阜(B)、鈴鹿(A)、金沢(B)、石川(B)       |
| 28 | 2015 | 輪花繚乱                            | 鈴鹿B      | 福井B         | 鈴鹿B、福井A、岐阜B、金沢A               |
| 29 | 2016 | ロボット・ニューフロンティア        | 富山本郷A  | 沼津A         | 富山本郷A、福井A、鳥羽商船A、金沢A       |
| 30 | 2017 | 大江戸ロボット忍法帳                | 石川A      | 富山本郷A     | 石川A、富山本郷A、鳥羽商船A、鈴鹿B       |
| 31 | 2018 | Bottle-Flip Cafe                    | 鈴鹿A      | 豊田B         | 鈴鹿A、岐阜B、豊田B、国際B               |
| 32 | 2019 | らん♪ RUN Laundry                   | 岐阜B      | 豊田B         | 岐阜B、豊田B、鈴鹿A、福井B               |
| 33 | 2020 | はぴ☆ロボ自慢                       | 沼津B      |               | 沼津B、豊田B、富山射水A、富山本郷B       |
| 34 | 2021 | 超絶機巧(すごロボ)                  | 鈴鹿A      | 富山本郷A     | 鈴鹿A、富山本郷A、沼津A、石川B           |
| 35 | 2022 | ミラクル☆フライ～空へ舞いあがれ！～ | 鈴鹿A      | 石川A         | 鈴鹿A、石川A、富山本郷A、国際A           |
| 36 | 2023 | もぎもぎ！フルーツＧＯラウンド      | 鈴鹿A      | 豊田A         | 鈴鹿A、豊田A、富山本郷B、鳥羽商船A       |

- 校名・キャンパス名の変更

2009年 - 富山 ⇒ 富山(本郷)、富山商船 ⇒ 富山(射水)、2018年 - 金沢 ⇒ 国際 #参加校数も参照。

#### 近畿地区大会成績
- 全国大会進出を最も多く果たしているのが和歌山高専である（20回）。その次が奈良高専（17回）、大阪府大（旧大阪府立）高専（16回）である。
- 地区大会優勝を最も多く果たしているのが和歌山高専である（9回）。その次が奈良高専である（8回）。
- 地区大会準優勝を最も多く果たしているのが奈良高専である（10回）。その次が大阪府大（旧大阪府立）高専である（6回）。
- 決勝戦に進んだ回数が最も多いのは奈良高専である（17回、決勝同校対決含む）。その次が和歌山高専である（12回）。
- 決勝戦に進んだが全国大会に進出できなかったチームが最も多いのは奈良高専である（5回）。その次が大阪府大（旧大阪府立）高専である（4回）。
- 決勝戦の同校対決は5回あり、このうち最も同校対決が多いのは奈良高専である（2回）。
- 連覇記録は、二連覇が和歌山高専（2回）と奈良高専（1回）である。
- 全国大会連続出場最多記録を持つのは和歌山高専である（10回、19-28回大会）。

| 回 | 年   | 大会名                              | 優勝        | 準優勝         | 準決勝進出           | 全国進出                                       |
| -- | ---- | ----------------------------------- | ----------- | -------------- | -------------------- | ---------------------------------------------- |
| 4  | 1991 | ホットタワー                        | 大阪府立    | 奈良           |                      | 大阪府立、奈良、和歌山                         |
| 5  | 1992 | ミステリーサークル                  | 舞鶴        | 奈良           |                      | 舞鶴、奈良、和歌山                             |
| 6  | 1993 | ステップダンス                      | 和歌山      | 明石           |                      | 和歌山、奈良                                   |
| 7  | 1994 | スペースフライヤー                  | 神戸市立    | 奈良           |                      | 神戸市立、奈良                                 |
| 8  | 1995 | ドリームタワー                      | 舞鶴        | 明石           |                      | 舞鶴、明石、神戸市立                           |
| 9  | 1996 | テクノカウボーイ                    | 明石        | 明石           |                      | 明石、舞鶴、神戸市立                           |
| 10 | 1997 | 花開蝶来                            | 和歌山      | 舞鶴           |                      | 和歌山、舞鶴、大阪府立                         |
| 11 | 1998 | 生命上陸                            | 奈良        | 舞鶴           |                      | 奈良、大阪府立、熊野（近畿大）                 |
| 12 | 1999 | Jump To The Future                  | 神戸市立    | 熊野（近畿大） |                      | 神戸市立、大阪府立、明石                       |
| 13 | 2000 | ミレニアムメッセージ                | 和歌山      | 近畿大         |                      | 和歌山、大阪府立、舞鶴                         |
| 14 | 2001 | Happy Birthday 39                   | 大阪府立    | 舞鶴           |                      | 大阪府立、舞鶴、和歌山                         |
| 15 | 2002 | プロジェクトBOX                     | 神戸市立    | 近畿大         |                      | 神戸市立、近畿大、大阪府立                     |
| 16 | 2003 | 鼎                                  | 舞鶴        | 奈良           |                      | 舞鶴、神戸市立、奈良                           |
| 17 | 2004 | マーズラッシュ                      | 近畿大      | 和歌山         |                      | 近畿大学、和歌山、奈良                         |
| 18 | 2005 | 大運動会                            | 明石        | 舞鶴           |                      | 明石、舞鶴、大阪府立                           |
| 19 | 2006 | ふるさと自慢特急便                  | 大阪府立(B) | 大阪府立(A)    |                      | 大阪府立(B)、和歌山、近畿大                    |
| 20 | 2007 | 風林火山 ロボット騎馬戦             | 和歌山      | 大阪府立       |                      | 和歌山、大阪府立、舞鶴                         |
| 21 | 2008 | ROBO－EVOLUTION 生命大進化          | 奈良        | 和歌山         |                      | 奈良、和歌山、舞鶴                             |
| 22 | 2009 | DANCIN' COUPLE                      | 和歌山      | 大阪府立       |                      | 和歌山、大阪府立、舞鶴                         |
| 23 | 2010 | 激走! ロボ力車                      | 和歌山      | 大阪府立       | 奈良(B)・奈良(A)     | 和歌山、奈良、舞鶴                             |
| 24 | 2011 | ロボ・ボウル                        | 奈良(A)     | 奈良(B)        | 和歌山・大阪府大     | 奈良(A)、和歌山、大阪府大（旧大阪府立）        |
| 25 | 2012 | ベスト・ペット                      | 和歌山(A)   | 奈良(B)        | 大阪府大(B)・近畿大  | 和歌山(A)、大阪府大(B)、奈良(B)                |
| 26 | 2013 | Shall We Jump?                      | 奈良(A)     | 奈良(B)        | 和歌山(B)・和歌山(A) | 奈良(A)、和歌山(A)、明石(A)                    |
| 27 | 2014 | 出前迅速                            | 神戸市立(A) | 奈良(B)        | 和歌山(B)・和歌山(A) | 神戸市立(A)、和歌山(A)、舞鶴(A)                |
| 28 | 2015 | 輪花繚乱                            | 明石A       | 奈良A          | 舞鶴B、和歌山B       | 明石A、奈良A、和歌山A、奈良B（エキシビジョン） |
| 29 | 2016 | ロボット・ニューフロンティア        | 奈良A       | 舞鶴A          | 奈良B、明石B         | 奈良A、舞鶴A、明石B                            |
| 30 | 2017 | 大江戸ロボット忍法帳                | 奈良A       | 神戸B          | 舞鶴A、神戸A         | 奈良A、舞鶴A、神戸A                            |
| 31 | 2018 | Bottle-Flip Cafe                    | 神戸A       | 大阪府大A      | 明石A、神戸B         | 神戸A、和歌山B、明石A                          |
| 32 | 2019 | らん♪ RUN Laundry                   | 奈良A       | 大阪府大A      | 神戸B、明石A         | 奈良A、大阪府大A、明石A                        |
| 33 | 2020 | はぴ☆ロボ自慢                       | 大阪府大C   |                |                      | 大阪府大C、明石C、神戸A                        |
| 34 | 2021 | 超絶機巧(すごロボ)                  | 奈良B       | 明石A          |                      | 奈良B、大阪府大A、明石A                        |
| 35 | 2022 | ミラクル☆フライ～空へ舞いあがれ！～ | 和歌山A     | 奈良B          | 奈良A、大阪公大B     | 和歌山A、奈良A、大阪公大A                      |
| 36 | 2023 | もぎもぎ！フルーツＧＯラウンド      | 和歌山A     | 和歌山B        | 奈良A、大阪公大B     | 和歌山A、大阪公大A、近畿大B                    |

- 校名の変更

2000年 - 熊野 ⇒ 近畿大、2011年 - 大阪府立 ⇒ 大阪府大， 2022年 - 大阪府大 ⇒ 大阪公大、#参加校数も参照。
- 第15回の近大（旧熊野）高専の準優勝チームと全国大会出場チームは異なる。
- 第22回の大阪府立高専の準優勝チームと全国大会出場チームは異なる。
- 第35回の奈良高専の準優勝チームと全国大会出場チームは異なる。

#### 中国地区大会成績
- 全国大会進出を最も多く果たしているのが松江高専と徳山高専である（20回）。
- 地区大会優勝を最も多く果たしているのが米子高専である（8回）。その次が松江高専である（7回）。
- 地区大会準優勝を最も多く果たしているのが徳山高専である（9回）。その次が広島商船高専である（6回）。
- 決勝戦に進んだ回数が最も多いのは徳山高専である（14回、決勝同校対決含む）。その次が松江高専（12回）、米子高専と広島商船高専（10回）である。
- 決勝戦に進んだが全国大会に進出できなかったチームが最も多いのは徳山高専と松江高専、広島商船高専である（4回）。
- 決勝戦の同校対決は6回あり、徳山高専、米子高専、松江高専、広島商船高専、津山高専、呉高専である（1回）。
- 連覇記録は、二連覇が米子高専と松江高専である（1回）。
- 全国大会連続出場最多記録を持つのは松江高専である（9回、第17～25回大会）。

| 回 | 年   | 大会名                              | 優勝      | 準優勝    | 準決勝進出           | 全国進出                      |
| -- | ---- | ----------------------------------- | --------- | --------- | -------------------- | ----------------------------- |
| 4  | 1991 | ホットタワー                        | 徳山      | 津山      |                      | 徳山、松江、津山、広島商船    |
| 5  | 1992 | ミステリーサークル                  | 呉        | 徳山      |                      | 呉、徳山、宇部、松江          |
| 6  | 1993 | ステップダンス                      | 徳山      | 徳山      |                      | 津山、徳山、宇部              |
| 7  | 1994 | スペースフライヤー                  | 呉        | 徳山      |                      | 呉、徳山、松江                |
| 8  | 1995 | ドリームタワー                      | 米子      | 徳山      |                      | 米子、松江、宇部              |
| 9  | 1996 | テクノカウボーイ                    | 徳山      | 宇部      |                      | 徳山、津山、大島商船          |
| 10 | 1997 | 花開蝶来                            | 米子      | 米子      |                      | 米子、津山、徳山              |
| 11 | 1998 | 生命上陸                            | 松江      | 米子      |                      | 松江、米子、広島商船          |
| 12 | 1999 | Jump To The Future                  | 徳山      | 松江      |                      | 徳山、松江、広島商船          |
| 13 | 2000 | ミレニアムメッセージ                | 米子      | 広島商船  |                      | 米子、広島商船、徳山          |
| 14 | 2001 | Happy Birthday 39                   | 松江      | 松江      |                      | 松江、広島商船、大島商船      |
| 15 | 2002 | プロジェクトBOX                     | 米子      | 広島商船  |                      | 米子、津山、徳山              |
| 16 | 2003 | 鼎                                  | 宇部      | 広島商船  |                      | 宇部、広島商船、米子          |
| 17 | 2004 | マーズラッシュ                      | 松江      | 宇部      |                      | 松江、宇部、広島商船          |
| 18 | 2005 | 大運動会                            | 広島商船  | 広島商船  |                      | 広島商船、津山、松江          |
| 19 | 2006 | ふるさと自慢特急便                  | 松江      | 津山      |                      | 松江、徳山、広島商船          |
| 20 | 2007 | 風林火山 ロボット騎馬戦             | 津山      | 津山      |                      | 津山、松江、米子              |
| 21 | 2008 | ROBO－EVOLUTION 生命大進化          | 徳山      | 松江      |                      | 徳山、津山、松江              |
| 22 | 2009 | DANCIN' COUPLE                      | 広島商船  | 呉        |                      | 広島商船、呉、松江            |
| 23 | 2010 | 激走! ロボ力車                      | 米子      | 徳山      |                      | 米子、松江、呉                |
| 24 | 2011 | ロボ・ボウル                        | 米子(B)   | 松江(B)   | 米子(A)・松江(A)     | 米子、松江、広島商船          |
| 25 | 2012 | ベスト・ペット                      | 松江      | 徳山      | 広島商船・米子       | 松江、徳山、津山              |
| 26 | 2013 | Shall We Jump?                      | 米子(A)   | 徳山(A)   | 呉(A)・松江(B)       | 米子(A)、徳山(B)、大島商船(B) |
| 27 | 2014 | 出前迅速                            | 津山(B)   | 米子(B)   | 松江(B)・大島商船(B) | 津山(B)、大島商船(A)、呉(B)   |
| 28 | 2015 | 輪花繚乱                            | 松江B     | 大島商船B | 米子A、米子B         | 松江B、呉A、徳山A             |
| 29 | 2016 | ロボット・ニューフロンティア        | 松江B     | 広島商船A | 津山A、米子B         | 松江B、徳山A、米子B           |
| 30 | 2017 | 大江戸ロボット忍法帳                | 呉A       | 呉B       | 松江A、徳山B         | 呉A、松江A、徳山B             |
| 31 | 2018 | Bottle-Flip Cafe                    | 広島商船A | 松江A     | 呉A、広島商船B       | 広島商船A、呉A、津山A         |
| 32 | 2019 | らん♪ RUN Laundry                   | 呉B       | 徳山B     | 呉A、大島商船A       | 呉B、徳山B、米子B             |
| 33 | 2020 | はぴ☆ロボ自慢                       | 米子C     |           |                      | 米子C、松江A、呉B             |
| 34 | 2021 | 超絶機巧(すごロボ)                  | 呉B       | 徳山A     |                      | 呉B、徳山A、広島商船A         |
| 35 | 2022 | ミラクル☆フライ～空へ舞いあがれ！～ | 徳山A     | 広島商船B | 松江B、呉B           | 徳山A、呉B、大島商船B         |
| 36 | 2023 | もぎもぎ！フルーツＧＯラウンド      | 広島商船A | 呉A       | 呉B、米子B           | 広島商船A、呉A、徳山B         |

- 第24回の松江高専の準優勝チームと全国大会出場チームは異なる。

#### 四国地区大会成績
- 全国大会進出を最も多く果たしているのが香川高専詫間キャンパス（詫間電波）である（25回）。その次が香川高専高松キャンパス（高松高専）である（17回）。
- 地区大会優勝を最も多く果たしているのが香川高専詫間キャンパス（詫間電波）である（18回）。その次が香川高専高松キャンパス（高松高専）である（7回）。
- 地区大会準優勝を最も多く果たしているのが香川高専詫間キャンパス（詫間電波）である（12回）。その次が香川高専高松キャンパス（高松高専）である（8回）。
- 決勝戦に進んだ回数が最も多いのは香川高専詫間キャンパス（詫間電波）である（29回、決勝同校対決含む）。その次が香川高専高松キャンパス（高松高専）である（13回）。
- 決勝戦に進んだが全国大会に進出できなかったチームが最も多いのは香川高専詫間（詫間電波）である（7回）。その次が香川高専高松キャンパス（高松高専）である（4回）。
- 決勝戦の同校対決に、香川高専詫間キャンパス（詫間電波）（7回）の記録があり、21回から23回まで3回連続で同校対決があった。
- 連覇記録は9連覇の香川高専詫間キャンパス（詫間電波）（16回-24回大会）である。
- 全国大会連続出場最多記録を持つのは香川高専詫間キャンパス（詫間電波）（13回、12-24回大会）である。その次が、香川高専高松キャンパス（高松高専）（8回、28-35回大会）である。

| 回 | 年   | 大会名                              | 優勝        | 準優勝      | 準決勝進出               | 全国進出                   |
| -- | ---- | ----------------------------------- | ----------- | ----------- | ------------------------ | -------------------------- |
| 4  | 1991 | ホットタワー                        | 詫間電波    | 弓削商船    |                          | 詫間電波、弓削商船、高知   |
| 5  | 1992 | ミステリーサークル                  | 新居浜      | 弓削商船    |                          | 新居浜、詫間電波、弓削商船 |
| 6  | 1993 | ステップダンス                      | 高松        | 阿南        |                          | 高松、新居浜               |
| 7  | 1994 | スペースフライヤー                  | 高知        | 高松        |                          | 高知、高松                 |
| 8  | 1995 | ドリームタワー                      | 弓削商船    | 新居浜      |                          | 弓削商船、新居浜           |
| 9  | 1996 | テクノカウボーイ                    | 詫間電波    | 弓削商船    |                          | 詫間電波、弓削商船         |
| 10 | 1997 | 花開蝶来                            | 弓削商船    | 高松        | 詫間電波、高松           | 弓削商船、高松             |
| 11 | 1998 | 生命上陸                            | 高松        | 新居浜      |                          | 新居浜、高松               |
| 12 | 1999 | Jump To The Future                  | 詫間電波    | 詫間電波    |                          | 詫間電波、高松             |
| 13 | 2000 | ミレニアムメッセージ                | 弓削商船    | 詫間電波    |                          | 弓削商船、詫間電波         |
| 14 | 2001 | Happy Birthday 39                   | 詫間電波(A) | 詫間電波(B) | 高松(A)・高松(B)         | 詫間電波(A)、高松(A)       |
| 15 | 2002 | プロジェクトBOX                     | 新居浜(A)   | 詫間電波(A) | 新居浜(B)・弓削(A)       | 新居浜(A)、詫間電波(A)     |
| 16 | 2003 | 鼎                                  | 詫間電波(A) | 詫間電波(B) | 阿南(A)・新居浜(A)       | 詫間電波(A)、阿南(A)       |
| 17 | 2004 | マーズラッシュ                      | 詫間電波(A) | 高松(B)     | 阿南(B)・高松(A)         | 詫間電波(A)、阿南(B)       |
| 18 | 2005 | 大運動会                            | 詫間電波(A) | 阿南(B)     | 高知(A)・高知(B)         | 詫間電波(A)、阿南(B)       |
| 19 | 2006 | ふるさと自慢特急便                  | 詫間電波(A) | 高松(B)     |                          | 詫間電波(A)、高松(B)       |
| 20 | 2007 | 風林火山 ロボット騎馬戦             | 詫間電波(A) | 高松(A)     |                          | 詫間電波(A)、阿南(B)       |
| 21 | 2008 | ROBO－EVOLUTION 生命大進化          | 詫間電波(A) | 詫間電波(B) |                          | 詫間電波(A)、阿南(A)       |
| 22 | 2009 | DANCIN' COUPLE                      | 香川詫間(A) | 香川詫間(B) |                          | 香川詫間(A)、高知(A)       |
| 23 | 2010 | 激走! ロボ力車                      | 香川詫間(B) | 香川詫間(A) |                          | 香川詫間(B)、香川高松(A)   |
| 24 | 2011 | ロボ・ボウル                        | 香川詫間(A) | 阿南(A)     | 高知(A)・香川詫間(B)     | 香川詫間(A)、高知(B)       |
| 25 | 2012 | ベストペット                        | 高知(A)     | 高知(B)     | 香川高松(B)・香川詫間(B) | 高知(A)、阿南(A)           |
| 26 | 2013 | Shall We Jump?                      | 香川詫間(A) | 香川高松(A) | 香川高松(B)・阿南(B)     | 香川詫間(A)、香川高松(B)   |
| 27 | 2014 | 出前迅速                            | 香川詫間B   | 高知A       | 香川高松A、香川高松B     | 香川詫間B、高知A           |
| 28 | 2015 | 輪花繚乱                            | 香川詫間B   | 香川詫間A   | 香川高松B、阿南A         | 香川詫間B、香川高松A       |
| 29 | 2016 | ロボット・ニューフロンティア        | 香川高松A   | 新居浜B     | 香川詫間A、香川高松B     | 香川高松A、新居浜B         |
| 30 | 2017 | 大江戸ロボット忍法帳                | 香川高松A   | 香川詫間A   | 香川高松B、香川詫間B     | 香川高松A、香川詫間A       |
| 31 | 2018 | Bottle-Flip Cafe                    | 香川高松A   | 香川詫間B   | 高知A、香川詫間A         | 香川高松A、香川詫間B       |
| 32 | 2019 | らん♪ RUN Laundry                   | 香川詫間B   | 香川高松B   | 高知A、香川高松A         | 香川詫間B、香川高松A       |
| 33 | 2020 | はぴ☆ロボ自慢                       | 香川高松A   |             |                          | 香川高松A、新居浜D         |
| 34 | 2021 | 超絶機巧(すごロボ)                  | 香川詫間A   | 香川高松A   |                          | 香川詫間A、香川高松A       |
| 35 | 2022 | ミラクル☆フライ～空へ舞いあがれ！～ | 香川高松B   | 香川詫間A   | 香川詫間B、香川高松A     | 香川高松B、香川詫間B       |
| 36 | 2023 | もぎもぎ！フルーツＧＯラウンド      | 高知B       | 新居浜A     | 阿南A、高知A             | 高知B、香川詫間A、阿南A    |

- 校名・キャンパス名の変更

2009年 - 高松 ⇒ 香川(高松)、詫間電波 ⇒ 香川(詫間)、#参加校数も参照。
- 第8回の新居浜高専の準優勝チームと全国大会出場チームは異なる。
- 第32回の香川高専高松キャンパスの準優勝チームと全国大会出場チームは異なる。

#### 九州沖縄地区大会成績
- 全国大会進出を最も多く果たしているのが都城高専と北九州高専である（19回）。
- 地区大会優勝を最も多く果たしているのが北九州高専である（8回）。その次が熊本高専熊本（旧熊本電波高専）、鹿児島高専と熊本高専八代（旧八代高専）、大分高専である（いずれも4回）。
- 地区大会準優勝を最も多く果たしているのが佐世保高専である（6回）。その次が北九州高専である（5回）。
- 決勝戦に進んだ回数が最も多いのは北九州高専である（13回）。その次が鹿児島高専と佐世保高専である（いずれも8回、決勝同校対決含む）。
- 決勝戦に進んだが全国大会に進出できなかったチームが最も多いのは北九州高専と鹿児島高専（3回）である。
- 決勝戦の同校対決は4回あり、鹿児島高専（2回）、熊本高専熊本（旧熊本電波高専）と都城高専（各1回）があった。
- 連覇記録は3連覇の北九州高専（1回）、2連覇の鹿児島高専（2回）である。
- 全国大会連続出場最多記録を持つのは鹿児島高専（21-27回大会）である（7回）。その次が都城高専（28-33回大会）と熊本高専八代（31回大会以降）である（いずれも6回）。

| 回 | 年   | 大会名                              | 優勝          | 準優勝      | 準決勝進出           | 全国進出                                                    |
| -- | ---- | ----------------------------------- | ------------- | ----------- | -------------------- | ----------------------------------------------------------- |
| 4  | 1991 | ホットタワー                        | 久留米        | 佐世保      |                      | 久留米、佐世保、北九州、有明                                |
| 5  | 1992 | ミステリーサークル                  | 久留米        | 佐世保      |                      | 久留米、佐世保、都城、有明                                  |
| 6  | 1993 | ステップダンス                      | 熊本電波      | 八代        |                      | 熊本電波、八代、有明、佐世保                                |
| 7  | 1994 | スペースフライヤー                  | 熊本電波      | 佐世保      |                      | 熊本電波、佐世保、都城                                      |
| 8  | 1995 | ドリームタワー                      | 都城          | 大分        |                      | 都城、久留米、八代                                          |
| 9  | 1996 | テクノカウボーイ                    | 佐世保        | 久留米      |                      | 佐世保、久留米、北九州                                      |
| 10 | 1997 | 花開蝶来                            | 北九州        | 八代        |                      | 北九州、久留米、都城                                        |
| 11 | 1998 | 生命上陸                            | 有明          | 北九州      |                      | 有明、都城、北九州                                          |
| 12 | 1999 | Jump To The Future                  | 佐世保        | 熊本電波    |                      | 佐世保、熊本電波、久留米                                    |
| 13 | 2000 | ミレニアムメッセージ                | 熊本電波      | 熊本電波    |                      | 熊本電波、佐世保、鹿児島                                    |
| 14 | 2001 | Happy Birthday 39                   | 都城          | 都城        |                      | 都城、佐世保、北九州                                        |
| 15 | 2002 | プロジェクトBOX                     | 北九州        | 佐世保      |                      | 北九州、熊本電波、鹿児島                                    |
| 16 | 2003 | 鼎                                  | 北九州        | 有明        |                      | 北九州、久留米、有明                                        |
| 17 | 2004 | マーズラッシュ                      | 北九州        | 佐世保      |                      | 北九州、佐世保、都城、鹿児島                                |
| 18 | 2005 | 大運動会                            | 鹿児島        | 有明        |                      | 鹿児島、有明、大分、都城                                    |
| 19 | 2006 | ふるさと自慢特急便                  | 鹿児島        | 鹿児島      |                      | 鹿児島、都城、沖縄、有明                                    |
| 20 | 2007 | 風林火山 ロボット騎馬戦             | 北九州        | 沖縄        |                      | 北九州、沖縄、大分、佐世保                                  |
| 21 | 2008 | ROBO－EVOLUTION 生命大進化          | 沖縄          | 鹿児島      |                      | 沖縄、大分、鹿児島、北九州                                  |
| 22 | 2009 | DANCIN' COUPLE                      | 沖縄          | 鹿児島      | 北九州・沖縄         | 沖縄、鹿児島、北九州、都城                                  |
| 23 | 2010 | 激走! ロボ力車                      | 鹿児島        | 大分        | 北九州・鹿児島       | 鹿児島、大分、北九州、熊本（八代）                          |
| 24 | 2011 | ロボ・ボウル                        | 鹿児島(A)     | 鹿児島(B)   | 北九州(A)・北九州(B) | 鹿児島(A)、北九州(B)、沖縄(B)、有明(B)                      |
| 25 | 2012 | ベスト・ペット                      | 熊本(八代)(A) | 北九州(B)   | 大分(A)・大分(B)     | 熊本(八代)(A)、有明(B)、鹿児島(B)、都城(B)                  |
| 26 | 2013 | Shall We Jump?                      | 熊本(熊本)(A) | 有明(A)     | 鹿児島(B)・都城(A)   | 熊本(熊本)(A)、大分(B)、鹿児島(B)、都城(A)                  |
| 27 | 2014 | 出前迅速                            | 熊本(八代)(A) | 北九州(A)   | 大分(B)・大分(A)     | 熊本(八代)(A)、沖縄(A)、大分(A)、鹿児島(A)                  |
| 28 | 2015 | 輪花繚乱                            | 北九州B       | 熊本(八代)B | 大分A、大分B         | 北九州B、熊本(八代)B、大分B、都城B、都城A（エキシビジョン） |
| 29 | 2016 | ロボット・ニューフロンティア        | 大分B         | 北九州B     | 大分A、佐世保B       | 大分B、北九州B、佐世保B、都城B                              |
| 30 | 2017 | 大江戸ロボット忍法帳                | 大分A         | 北九州A     | 都城A、佐世保B       | 大分A、北九州A、熊本(熊本)A、都城A                          |
| 31 | 2018 | Bottle-Flip Cafe                    | 北九州B       | 都城B       | 熊本(八代)B、大分B   | 北九州B、佐世保B、熊本(八代)A、都城A                        |
| 32 | 2019 | らん♪ RUN Laundry                   | 熊本(八代)B   | 都城A       | 沖縄A、北九州A       | 熊本(八代)B、都城A、大分A、佐世保B                          |
| 33 | 2020 | はぴ☆ロボ自慢                       | 大分A         |             |                      | 大分A、熊本(八代)D、北九州B、都城B                          |
| 34 | 2021 | 超絶機巧(すごロボ)                  | 熊本(八代)A   | 熊本(熊本)B |                      | 熊本(八代)A、熊本(熊本)B、大分A、沖縄A                      |
| 35 | 2022 | ミラクル☆フライ～空へ舞いあがれ！～ | 大分B         | 佐世保B     | 熊本(八代)A、大分A   | 大分B、熊本(八代)A、都城A、有明A                            |
| 36 | 2023 | もぎもぎ！フルーツＧＯラウンド      | 北九州B       | 熊本(八代)A | 熊本(熊本)A、大分B   | 北九州B、熊本(八代)A、佐世保B、沖縄A                        |

- 校名・キャンパス名の変更

2009年 - 熊本電波 ⇒ 熊本(熊本)、八代 ⇒ 熊本(八代) 、#参加校数も参照。
- 第11回の北九州高専の準優勝チームと全国大会出場チームは異なる。
- 第16回の有明高専の準優勝チームと全国大会出場チームは異なる。
- 第21回の鹿児島高専の準優勝チームと全国大会出場チームは異なる。

### 全国大会

#### 成績
第1回「乾電池カー・スピードレース」から、オリンピックのような3位決定戦を行わないが、準決勝・決勝があるトーナメントを組んではいるため、ベスト4以上の進出校を比較することが容易である。
第34回大会終了時点で、ベスト4以上の成績を最も多く残しているのは香川高専詫間キャンパス（旧詫間電波高専、14回）である。高専ロボコン初期から良い成績を残し、優勝回数は最多（5回）で、連覇も記録している。その次がベスト4以上が7回の旭川高専(優勝2回)と熊本高専八代キャンパス(優勝1回)であり、ベスト4以上が6回の北九州高専(優勝3回)、一関高専(優勝3回)、奈良高専(優勝2回)が続く。次いで、ベスト4以上が5回であるのは徳山高専(優勝2回)と小山高専(優勝1回、超優秀賞1回)である。
2015年第28回大会「輪花繚乱」の全国大会にて奈良高専が初優勝し、近畿勢初の全国制覇となった。
| 回 | 年   | 大会名                               | 優勝                 | 超優秀賞 | 準優勝               | ベスト4                        |
| -- | ---- | ------------------------------------ | -------------------- | -------- | -------------------- | ------------------------------ |
| 1  | 1988 | 乾電池カー・スピードレース           | 沼津                 |          | 久留米               | 八戸、富山                     |
| 2  | 1989 | オクトパスフットボール               | 久留米               |          | 詫間電波（香川詫間） | 有明、豊田                     |
| 3  | 1990 | ニュートロンスター                   | 仙台電波（仙台広瀬） |          | 久留米               | 有明、育英(サレジオ)           |
| 4  | 1991 | ホットタワー                         | 東京                 |          | 徳山                 | 詫間電波（香川詫間）、鳥羽商船 |
| 5  | 1992 | ミステリーサークル                   | 一関                 |          | 岐阜                 | スラバヤ、詫間電波（香川詫間） |
| 6  | 1993 | ステップダンス                       | 旭川                 |          | 八代（熊本八代）     | 都立(産技品川)、熊本電波       |
| 7  | 1994 | スペースフライヤー                   | 豊田                 |          | 奈良                 | 徳山、神戸市立                 |
| 8  | 1995 | ドリームタワー                       | 航空(都立荒川)       |          | 米子                 | 弓削商船、舞鶴                 |
| 9  | 1996 | テクノカウボーイ                     | 徳山                 |          | 明石                 | 岐阜、佐世保                   |
| 10 | 1997 | 花開蝶来                             | 都城                 |          | 一関                 | 久留米、福井                   |
| 11 | 1998 | 生命上陸                             | 豊田                 |          | 長岡                 | 松江、旭川                     |
| 12 | 1999 | Jump To The Future                   | 宮城（仙台名取）     |          | 石川                 | 熊本電波、佐世保               |
| 13 | 2000 | ミレニアムメッセージ                 | 詫間電波（香川詫間） |          | 岐阜                 | 米子、都立(産技品川)           |
| 14 | 2001 | Happy Birthday 39                    | 詫間電波（香川詫間） |          | 仙台電波（仙台広瀬） | 豊田、福井                     |
| 15 | 2002 | プロジェクトBOX                      | 北九州               |          | 米子                 | 沼津、釧路                     |
| 16 | 2003 | 鼎                                   | 旭川                 |          | 航空(都立荒川)       | 宇部、詫間電波（香川詫間）     |
| 17 | 2004 | マーズラッシュ                       | 松江                 |          | 詫間電波（香川詫間） | 北九州、一関                   |
| 18 | 2005 | 大運動会                             | 津山                 |          | 東京                 | 鹿児島、富山商船（富山射水）   |
| 19 | 2006 | ふるさと自慢特急便                   | 詫間電波（香川詫間） |          | 和歌山               | 福島、福井                     |
| 20 | 2007 | 風林火山 ロボット騎馬戦              | 北九州               |          | 和歌山               | 佐世保、詫間電波（香川詫間）   |
| 21 | 2008 | ROBO－EVOLUTION 生命大進化           | 沖縄                 |          | 小山                 | 長岡、徳山                     |
| 22 | 2009 | DANCIN' COUPLE                       | 香川（詫間）         |          | 呉                   | 北九州、広島商船               |
| 23 | 2010 | 激走! ロボ力車                       | 鹿児島               |          | 和歌山               | 旭川、香川（詫間）             |
| 24 | 2011 | ロボ・ボウル                         | 仙台（名取）         |          | 福島                 | 北九州、長野                   |
| 25 | 2012 | ベスト・ペット                       | 一関                 |          | 熊本（八代）         | 旭川、鈴鹿                     |
| 26 | 2013 | Shall We Jump?                       | 徳山                 |          | 奈良                 | 熊本（熊本）、米子             |
| 27 | 2014 | 出前迅速                             | 熊本（八代）         |          | 旭川                 | 大島商船、福島                 |
| 28 | 2015 | 輪花繚乱                             | 奈良                 |          | 香川（高松）         | 熊本（八代）、明石             |
| 29 | 2016 | ロボット・ニューフロンティア         | 香川（高松）         |          | 大分                 | 奈良、明石                     |
| 30 | 2017 | 大江戸ロボット忍法帳                 | 北九州               |          | 石川                 | 一関、長岡A                    |
| 31 | 2018 | Bottle-Flip Cafe                     | 一関                 |          | 函館                 | 香川（高松）、熊本（八代）     |
| 32 | 2019 | らん♪ RUN Laundry                    | 香川（詫間）         |          | 小山B                | 奈良、産技（品川）             |
| 33 | 2020 | はぴ☆ロボ自慢                        |                      | 小山     | 沼津                 | 大分、熊本（八代）             |
| 34 | 2021 | 超絶機巧(すごロボ)                   | 小山                 |          | 呉                   | 香川（高松）、香川（詫間）     |
| 35 | 2022 | ミラクル☆フライ ～空へ舞いあがれ！～ | 奈良                 |          | 大分                 | 群馬、和歌山                   |
| 36 | 2023 | もぎもぎ！フルーツＧＯラウンド       | 大阪公大             |          | 熊本八代             | 高知、小山                     |
| 37 | 2024 | ロボたちの帰還                       | 大阪公大             |          | 熊本熊本             | 旭川、香川詫間                 |

#### 受賞
ロボコン大賞の受賞回数が最も多いのは奈良高専である（4回）。
| 回 | 年   | 大会名                               | ロボコン大賞   | アイデア賞     | 技術賞         | (ベスト)デザイン賞・芸術賞 | アイデア倒れ賞   | 特別賞                                                             | その他の賞                                           |
| -- | ---- | ------------------------------------ | -------------- | -------------- | -------------- | -------------------------- | ---------------- | ------------------------------------------------------------------ | ---------------------------------------------------- |
| 1  | 1988 | 乾電池カー・スピードレース           |                | 一関、松江     |                |                            | 東京             |                                                                    | 完全燃賞・長岡                                       |
| 2  | 1989 | オクトパスフットボール               |                | 鈴鹿           | 有明           |                            | 福島、長岡       |                                                                    |                                                      |
| 3  | 1990 | ニュートロンスター                   |                | 松江           | 育英(サレジオ) |                            | 茨城、豊田、八代 |                                                                    |                                                      |
| 4  | 1991 | ホットタワー                         |                | スラバヤ、八戸 | 一関、鳥羽商船 |                            | 佐世保、沼津     |                                                                    |                                                      |
| 5  | 1992 | ミステリーサークル                   | 都城           | 徳山、有明     | 佐世保、八戸   |                            | 鶴岡、鳥羽商船   |                                                                    |                                                      |
| 6  | 1993 | ステップダンス                       | 福井           | 豊田           | 金沢           |                            | 鶴岡、奈良       |                                                                    |                                                      |
| 7  | 1994 | スペースフライヤー                   | 奈良           | 都城           | 秋田           |                            | 鶴岡、福井       |                                                                    |                                                      |
| 8  | 1995 | ドリームタワー                       | 新居浜         | 八代           | 小山           | 富山商船                   | 釧路             |                                                                    | 応援団賞・神戸市立                                   |
| 9  | 1996 | テクノカウボーイ                     | 大島商船       | 群馬           | 舞鶴           |                            | 久留米           |                                                                    | 優秀賞・釧路、応援団賞・函館                         |
| 10 | 1997 | 花開蝶来                             | 福井           | 北九州         | 富山商船       |                            | 航空(産技荒川)   |                                                                    | 優秀賞・久留米、応援団賞・弓削商船                   |
| 11 | 1998 | 生命上陸                             | 旭川           | 松江           | 八戸           | 小山                       | 広島商船         |                                                                    |                                                      |
| 12 | 1999 | Jump To The Future                   | 徳山           | 広島商船       | 熊本電波       | 札幌市立                   | 長岡             |                                                                    | 電気事業連合会賞・八戸、省エネルギーセンター賞・宮城 |
| 13 | 2000 | ミレニアムメッセージ                 | 長岡           | 釧路           | 米子           |                            | 豊田             |                                                                    | 電気事業連合会賞・福井                               |
| 14 | 2001 | Happy Birthday 39                    | 大島商船       | 広島商船       | 北九州         | 育英(サレジオ)             | 佐世保           | 豊田                                                               |                                                      |
| 15 | 2002 | プロジェクトBOX                      | 富山商船       | 徳山           | 鹿児島         | 育英(サレジオ)             | 福島             | 福井、育英（サレジオ）、福島、小山                                 |                                                      |
| 16 | 2003 | 鼎                                   | 航空(産技荒川) | 奈良           | 米子           | 小山                       | 阿南             | 宇部、豊田、航空(産技荒川)、北九州                                 |                                                      |
| 17 | 2004 | マーズラッシュ                       | 豊田           | 一関           | 宇部           | 広島商船                   | 鈴鹿             | 和歌山、豊田、都城、長岡                                           |                                                      |
| 18 | 2005 | 大運動会                             | 東京           | 小山           | 鹿児島         | 富山商船                   | 福島             | 広島商船、福井、八戸、都城、大分                                   |                                                      |
| 19 | 2006 | ふるさと自慢特急便                   | 詫間電波       | 沖縄           | 徳山           | 近畿大学                   |                  | 都城、小山、豊田、徳山、沖縄                                       | ふるさと自慢賞 釧路                                  |
| 20 | 2007 | 風林火山 ロボット騎馬戦              | サレジオ       | 大分           | 詫間電波       | 富山                       |                  | サレジオ、旭川、産技荒川、北九州、沖縄                             | 風林火山賞 一関                                      |
| 21 | 2008 | ROBO－EVOLUTION 生命大進化           | 津山           | 鹿児島         | 岐阜           | 大分                       |                  | 阿南、宮城、岐阜、鹿児島、津山                                     | 生命大進化賞 阿南                                    |
| 22 | 2009 | DANCIN' COUPLE                       | 広島商船       | 岐阜           | 豊田           | 一関                       |                  | 岐阜、松江、都城、沖縄、舞鶴                                       | ベストカップル賞 舞鶴                                |
| 23 | 2010 | 激走! ロボ力車                       | 仙台名取       | 奈良           | 岐阜           | 熊本八代                   |                  | 岐阜、鶴岡、長野、群馬、熊本八代                                   | 激走賞 松江                                          |
| 24 | 2011 | ロボ・ボウル                         | 仙台名取       | 小山           | 北九州         | 豊田                       |                  | 一関、小山、有明、松江                                             | ロボ・ボウル賞 長野                                  |
| 25 | 2012 | ベスト・ペット                       | 小山           | 大阪府大       | 津山           | 都城                       |                  | 鈴鹿、津山、有明、都城、仙台名取                                   | ベスト・ペット賞 小山                                |
| 26 | 2013 | Shall We Jump?                       | 富山射水       | 都城           | 鈴鹿           | 大分                       |                  | 産技荒川、都城、大分、熊本熊本、小山                               | シャル・ウィ・ジャンプ賞 鈴鹿、ベストビデオ賞 福島   |
| 27 | 2014 | 出前迅速                             | 熊本八代       | 鈴鹿           | 和歌山         | 大島商船                   | 仙台広瀬         | 木更津、大島商船、高知、熊本八代、仙台広瀬                         | 出前迅速賞 大分                                      |
| 28 | 2015 | 輪花繚乱                             | 奈良           | 小山           | 産技荒川       | 都城                       | 群馬             | 香川詫間、都城、北九州、熊本八代、福島、徳山                       |                                                      |
| 29 | 2016 | ロボット・ニューフロンティア         | 奈良           | 富山本郷       | 仙台名取       | 明石                       | 木更津           | 明石、富山本郷、佐世保、都城、苫小牧、米子                         |                                                      |
| 30 | 2017 | 大江戸ロボット忍法帳                 | 大分           | 熊本熊本       | 奈良           | 小山                       | 長岡B            | 大分、小山、都城、熊本熊本、神戸市立、福島                         |                                                      |
| 31 | 2018 | Bottle-Flip Cafe                     | 熊本八代       | 広島商船       | 佐世保         | 和歌山                     | 都城             | 広島商船、香川詫間、国際、福島、呉、神戸市立                       |                                                      |
| 32 | 2019 | らん♪ RUN Laundry                    | 奈良           | 都城           | 熊本八代       | 岐阜                       | 長野             | 奈良、呉、都城、長野、岐阜、明石、鈴鹿                             |                                                      |
| 33 | 2020 | はぴ☆ロボ自慢                        | 沼津           | 大分           | 熊本八代       | 福島                       | 長野B            | 長野D、長岡、北九州、明石、新居浜、秋田、都城                      |                                                      |
| 34 | 2021 | 超絶機巧(すごロボ)                   | 小山           | 香川詫間       | 香川高松       | 大分                       | 石川             | 鈴鹿、熊本八代A、沖縄、熊本熊本、長野、熊本八代B、苫小牧           |                                                      |
| 35 | 2022 | ミラクル☆フライ ～空へ舞いあがれ！～ | 徳山           | 長野           | 和歌山         | 有明                       | 都城             | 富山本郷、大阪公大、熊本八代、旭川、香川詫間、国際、大島商船、都城 |                                                      |
| 36 | 2023 | もぎもぎ！フルーツＧＯラウンド       | 長岡           | 沖縄           | 鈴鹿           | 小山                       | 佐世保           | 産技荒川、鶴岡、北九州、阿南、近畿大学、苫小牧、旭川、福島         |                                                      |
| 37 | 2024 | ロボたちの帰還                       | 香川詫間       | 呉             | 熊本八代       | 木更津                     | 大島商船         | 大分、函館、北九州、産技荒川、奈良、旭川、香川高松、石川           |                                                      |

## スタッフ

### 全国大会司会者
最初の大会から暫くはNHKアナウンサーが司会を勤めてきた。最近は若手アナウンサーの起用もあり、またタレントの起用もあったが、看板アナウンサーやベテランアナウンサーが高専ロボコン全国大会の司会を勤めることが多かった。また、伝統的に男女ペアによる司会が多い。
第1回「乾電池カー・スピードレース」の司会者は徳田章アナウンサーであった。このときは、司会のみならず実況も担当している。続く第2回「オクトパスフットボール」の司会者は合田敏行アナウンサーであった。この大会も司会者が実況も兼務し、審判の役割まで行っていた。審判の代わりに対戦中のロボットの間に入って競技の一時停止を宣言するといったことを行っていた。審判の役割まで兼務していた司会は第5回まで続き、いずれも合田敏行アナウンサーが担当し、阿部渉アナウンサーに次ぐ司会数となっている。第3回「ニュートロンスター」以降は司会と実況が分担され、現在に至っている。
もっとも多くの司会を務めたのは阿部渉アナウンサーである。全国大会だけでなく、NHK横浜および東京の放送センター在籍中にも関東地区予選で司会を務めている。次に多いのが合田敏行アナウンサーと山田賢治アナウンサーである。
| 回 | 年   | 大会名                               | 司会者                             |
| -- | ---- | ------------------------------------ | ---------------------------------- |
| 1  | 1988 | 乾電池カー・スピードレース           | 徳田章                             |
| 2  | 1989 | オクトパスフットボール               | 合田敏行、薄羽美江（アシスタント） |
| 3  | 1990 | ニュートロンスター                   | 合田敏行、大島智子                 |
| 4  | 1991 | ホットタワー                         | 合田敏行、大島智子                 |
| 5  | 1992 | ミステリーサークル                   | 合田敏行、小牧ユカ                 |
| 6  | 1993 | ステップダンス                       | 合田敏行、榊原郁恵                 |
| 7  | 1994 | スペースフライヤー                   | 徳田章、生稲晃子                   |
| 8  | 1995 | ドリームタワー                       | 阿部渉、山瀬まみ、タージン         |
| 9  | 1996 | テクノカウボーイ                     | 阿部渉、三井ゆり                   |
| 10 | 1997 | 花開蝶来                             | 阿部渉、山口勝、三井ゆり           |
| 11 | 1998 | 生命上陸                             | 堀尾正明、久保純子                 |
| 12 | 1999 | Jump To The Future                   | 堀尾正明、青山祐子                 |
| 13 | 2000 | ミレニアムメッセージ                 | 山本浩、鈴木聡彦、島津有理子       |
| 14 | 2001 | Happy Birthday 39                    | 阿部渉、青山祐子                   |
| 15 | 2002 | プロジェクトBOX                      | 阿部渉、柘植恵水                   |
| 16 | 2003 | 鼎                                   | 阿部渉、久保純子                   |
| 17 | 2004 | マーズラッシュ                       | 阿部渉、與芝由三栄                 |
| 18 | 2005 | 大運動会                             | 阿部渉、住吉美紀                   |
| 19 | 2006 | ふるさと自慢特急便                   | 高山哲哉、鎌倉千秋                 |
| 20 | 2007 | 風林火山 ロボット騎馬戦              | 青井実、神田愛花                   |
| 21 | 2008 | ROBO－EVOLUTION 生命大進化           | 山田賢治、神田愛花                 |
| 22 | 2009 | DANCIN' COUPLE                       | 山田賢治、神田愛花                 |
| 23 | 2010 | 激走! ロボ力車                       | 山田賢治、安部みちこ               |
| 24 | 2011 | ロボ・ボウル                         | 山田賢治、神田愛花                 |
| 25 | 2012 | ベスト・ペット                       | 山田賢治、森花子                   |
| 26 | 2013 | Shall We Jump?                       | 吉田一貴、森花子                   |
| 27 | 2014 | 出前迅速                             | 吉田一貴、森花子                   |
| 28 | 2015 | 輪花繚乱                             | 二宮直輝、中岡由佳                 |
| 29 | 2016 | ロボット・ニューフロンティア         | デーモン閣下、吉本実憂、魚住優     |
| 30 | 2017 | 大江戸ロボット忍法帳                 | 魚住優                             |
| 31 | 2018 | Bottle-Flip Cafe                     | 小島瑠璃子、森田洋平               |
| 32 | 2019 | らん♪ RUN Laundry                    | 小島瑠璃子、森田洋平               |
| 33 | 2020 | はぴ☆ロボ自慢                        | 小島瑠璃子、森田洋平               |
| 34 | 2021 | 超絶機巧(すごロボ)                   | 小島瑠璃子、カズレーザー、浅井理   |
| 35 | 2022 | ミラクル☆フライ ～空へ舞いあがれ！～ | 小島瑠璃子、カズレーザー、浅井理   |
| 36 | 2023 | もぎもぎ！フルーツＧＯラウンド       | カズレーザー、朝日奈央、浅井理     |

### 審判
| 回 | 年   | 大会名                               | 主審     | 副審                                           | 誤審など                                                                       |
| -- | ---- | ------------------------------------ | -------- | ---------------------------------------------- | ------------------------------------------------------------------------------ |
| 1  | 1988 | 乾電池カー・スピードレース           |          |                                                |                                                                                |
| 2  | 1989 | オクトパスフットボール               |          |                                                |                                                                                |
| 3  | 1990 | ニュートロンスター                   | 清水優史 |                                                |                                                                                |
| 4  | 1991 | ホットタワー                         | 清水優史 |                                                | 決勝戦ではルールに抵触していないのに主審の判断で再試合が行われ、勝敗が覆った。 |
| 5  | 1992 | ミステリーサークル                   | 清水優史 |                                                |                                                                                |
| 6  | 1993 | ステップダンス                       | 清水優史 |                                                | 勝敗が逆転し優勝候補の一角豊田が八代に敗けた                                   |
| 7  | 1994 | スペースフライヤー                   | 清水優史 | 亀水伸也、桑野裕二                             |                                                                                |
| 8  | 1995 | ドリームタワー                       | 清水優史 | 加瀬紀子、橋本博文                             |                                                                                |
| 9  | 1996 | テクノカウボーイ                     | 清水優史 | 加瀬紀子、岩田尚史                             |                                                                                |
| 10 | 1997 | 花開蝶来                             | 清水優史 | 篠原正和、谷宮崇文                             |                                                                                |
| 11 | 1998 | 生命上陸                             | 清水優史 | 篠原正和、工藤博樹、江幡美保子                 |                                                                                |
| 12 | 1999 | Jump To The Future                   | 清水優史 |                                                |                                                                                |
| 13 | 2000 | ミレニアムメッセージ                 | 清水優史 |                                                |                                                                                |
| 14 | 2001 | Happy Birthday 39                    | 清水優史 |                                                |                                                                                |
| 15 | 2002 | プロジェクトBOX                      | 木村哲也 | 村上岩範、和田誠                               |                                                                                |
| 16 | 2003 | 鼎                                   | 山北昌毅 | 石松純、青代敏行                               |                                                                                |
| 17 | 2004 | マーズラッシュ                       | 木村哲也 | 栃尾昌洋、森和也                               |                                                                                |
| 18 | 2005 | 大運動会                             | 木村哲也 | 清原寿子、工藤大地                             |                                                                                |
| 19 | 2006 | ふるさと自慢特急便                   | 大金一二 | 栃尾昌洋、清水晃太郎                           |                                                                                |
| 20 | 2007 | 風林火山 ロボット騎馬戦              | 木村哲也 | 大金一二、山下貴義                             |                                                                                |
| 21 | 2008 | ROBO－EVOLUTION 生命大進化           | 大金一二 | 宮本直樹、西口仁視                             |                                                                                |
| 22 | 2009 | DANCIN' COUPLE                       | 大金一二 | 吉木大司、深谷直樹                             |                                                                                |
| 23 | 2010 | 激走! ロボ力車                       | 大金一二 | 浅川澄人、古井将太 (鍵判定) 金田忠裕、深谷直樹 |                                                                                |
| 24 | 2011 | ロボ・ボウル                         | 大金一二 | 吉木大司、深谷直樹、上野祐樹、佐々木俊英       |                                                                                |
| 25 | 2012 | ベスト・ペット                       | 上野祐樹 | 深谷直樹、佐々木俊英                           |                                                                                |
| 26 | 2013 | Shall We Jump?                       | 上野祐樹 | 渡辺隆介、新井智博                             |                                                                                |
| 27 | 2014 | 出前迅速                             | 上野祐樹 | 佐郷幸法、岩崎文利                             |                                                                                |
| 28 | 2015 | 輪花繚乱                             | 上野祐樹 | 佐郷幸法(赤ゾーン)、河原貴軌(青ゾーン)         |                                                                                |
| 29 | 2016 | ロボット・ニューフロンティア         | 上野祐樹 | 佐郷幸法(赤ゾーン)、河原貴軌(青ゾーン)         |                                                                                |
| 30 | 2017 | 大江戸ロボット忍法帳                 |          |                                                |                                                                                |
| 31 | 2018 | Bottle-Flip Cafe                     |          |                                                |                                                                                |
| 32 | 2019 | らん♪ RUN Laundry                    |          |                                                |                                                                                |
| 33 | 2020 | はぴ☆ロボ自慢                        |          |                                                |                                                                                |
| 34 | 2021 | 超絶機巧(すごロボ)                   |          |                                                |                                                                                |
| 35 | 2022 | ミラクル☆フライ ～空へ舞いあがれ！～ |          |                                                |                                                                                |
| 36 | 2023 | もぎもぎ！フルーツＧＯラウンド       |          |                                                |                                                                                |

#### 誤審と勝敗逆転
高専ロボコンの試合の審判は学生達が考え抜いたアイデアとそれ実現したロボットを適切に評価・賞賛するために適切に厳格に行われてきた。テレビ番組ありきの大会であるにも関わらず、参加チームと審判以外の者が視聴者や観戦者の満足度がなるべく高い結果になるように試合中に操作・影響を与えることは最近では一切なく、公正であり続けている。しかし、大会初期には試合結果を恣意的に覆すこともあった。また全国大会では数例ではあるが人為的なミスもあり、誤審や説明不足による誤解が起きた。
第3回大会「ニュートロンスター」の予選で米子高専の「白砂1号」が熊本電波高専の「肥後モッコス」を下し、米子高専が予選突破となるところだったが、審査員選考で試合に勝った米子高専が決勝トーナメントに進出できず熊本電波高専が決勝トーナメントに進出した。
第4回大会「ホットタワー」の決勝戦で東京高専「寮さん」が相手の箱を倒す反則を犯したために徳山高専「白猫号」が勝ちを納め、地区予選が始まって初めての全国制覇を成し遂げるところだった。しかし、東京高専の大応援団が徳山高専との再試合を求めるように声を張り上げた結果、主審が再試合を決意し、再試合が行われた。結果、東京高専が徳山高専を制限時間ぎりぎりのところで逆転し、全国制覇を成し遂げた。地上波で流れた番組では再試合については一切触れられておらず、再試合のみが放送されている。
第6回大会「ステップダンス」の準々決勝で、優勝候補の一角であった豊田高専の「見掛け倒し」が八代高専の「DASH」に誤審で負けるという番狂わせがあった。壁型の見掛け倒しが八代高専より多く得点していたにも関わらず、主審はDASHに軍配あげた。高専ロボコンでは、審判の判定に不服があればその場で抗議することができるが、負けの判定に気後れし、忙しない次の試合の雰囲気に飲まれ、抗議のタイミングを失ったというのが、選手達の弁である。しかし、試合後も大会終了後も豊田高専は抗議を続けたため、後日、豊田高専の学校長が直接大会運営者側にその姿勢を問い質すまでにエスカレートした。その後、誤審があったことが認められ、各高専に書類でその事実が知らしめられた。この誤審が発端となり、第7回大会「スペースフライヤー」以降、主審1人に副審2人で試合を審判する体制を確固にし、副審も名前を公表して責任を担保するようになった。
第16回大会「鼎」の準々決勝で、優勝候補の一角であった九州地区大会優勝の北九州高専「ハル」が群馬高専「月歩月歩」に対して負けの判定を受けたが、負ける原因となった円盤の動きに対して異常があると抗議した。円盤がストッパーで止まらなかったという抗議内容だったが、結局誤審でも競技フィールドの異常でもなかった。しかし、ルールや競技フィールドを詳しく知らない者にとっては彼らの抗議により大会進行が暫く滞ったことで丸く収まった感じがしない後味の悪い試合であった。大相撲で「ものいい」がついたら審判長から説明がなされることが多いが、同じ国技館を利用させてもらい、かつては国技と宣伝していた高専ロボコン全国大会だが、その抗議の件に対しての説明は一切なかった。過去の大会の抗議では、見ているもの全てに判断の情報が行き渡るように説明しながら再試合の決定や勝敗判定が行われていたのであるが、この大会は地上波やBS放送で生放送されていたため、もしくは限られた時間内に表彰式まで終わらせなければならない制約があったため、説明を省略したのではないかとも言われているが、定かではない。

### 審査員
| 回 | 年   | 大会名                               | 審査員                                                                                       |
| -- | ---- | ------------------------------------ | -------------------------------------------------------------------------------------------- |
| 1  | 1988 | 乾電池カー・スピードレース           | 森政弘、唐津一                                                                               |
| 2  | 1989 | オクトパスフットボール               | 森政弘、黒鉄ヒロシ、ハリー・ウェスト、小林彬(※)、清水優史(※)                                 |
| 3  | 1990 | ニュートロンスター                   | 森政弘、ハリー・ウェスト、小林彬、黒鉄ヒロシ、新井素子、ケン・ウォレス、アーヒム・ワイトマン |
| 4  | 1991 | ホットタワー                         | 森政弘、小林彬、黒鉄ヒロシ、清水二郎                                                         |
| 5  | 1992 | ミステリーサークル                   | 森政弘、小林彬、黒鉄ヒロシ、篠原勝之、三屋裕子                                               |
| 6  | 1993 | ステップダンス                       | 森政弘、小林彬、黒鉄ヒロシ、春山志郎、松尾武                                                 |
| 7  | 1994 | スペースフライヤー                   | 森政弘、小林彬、黒鉄ヒロシ、春山志郎、松尾武                                                 |
| 8  | 1995 | ドリームタワー                       | 森政弘、小林彬、黒鉄ヒロシ、春山志郎、上田洋一                                               |
| 9  | 1996 | テクノカウボーイ                     | 森政弘、小林彬、黒鉄ヒロシ、春山志郎、上田洋一                                               |
| 10 | 1997 | 花開蝶来                             | 森政弘、榮久庵憲司、城戸真亜子、シェイク M ディアラ、小林彬、斎藤正三郎、大橋晴夫            |
| 11 | 1998 | 生命上陸                             | 森政弘、小林彬、黒鉄ヒロシ、斎藤正三郎、大橋晴夫                                             |
| 12 | 1999 | Jump To The Future                   | 森政弘、小林彬、城戸真亜子、斎藤正三郎、伊東律子                                             |
| 13 | 2000 | ミレニアムメッセージ                 | 森政弘、小林彬、生越久靖、伊東律子                                                           |
| 14 | 2001 | Happy Birthday 39                    | 小林彬、生越久靖、黒鉄ヒロシ、城戸真亜子                                                     |
| 15 | 2002 | プロジェクトBOX                      | 森政弘、小林彬、四ツ柳隆夫                                                                   |
| 16 | 2003 | 鼎                                   | 森政弘、小林彬、四ツ柳隆夫、中村季恵                                                         |
| 17 | 2004 | マーズラッシュ                       | 森政弘、小林彬、四ツ柳隆夫、中村季恵                                                         |
| 18 | 2005 | 大運動会                             | 森政弘、小林彬、清水優史、四ツ柳隆夫、日向英実                                               |
| 19 | 2006 | ふるさと自慢特急便                   | 森政弘、小林彬、清水優史、四ツ柳隆夫、日向英実                                               |
| 20 | 2007 | 風林火山 ロボット騎馬戦              | 森政弘、小林彬、長谷川淳、木内英明                                                           |
| 21 | 2008 | ROBO－EVOLUTION 生命大進化           | 森政弘、長谷川淳、茂手木秀樹                                                                 |
| 22 | 2009 | DANCIN' COUPLE                       | 森政弘、清水優史、森理世、冷水佐壽、新山賢治                                                 |
| 23 | 2010 | 激走! ロボ力車                       | 森政弘、赤坂裕、新山賢治                                                                     |
| 24 | 2011 | ロボ・ボウル                         | 森政弘、赤坂裕、掛川治男                                                                     |
| 25 | 2012 | ベスト・ペット                       | 森政弘、赤坂裕、掛川治男                                                                     |
| 26 | 2013 | Shall We Jump?                       | 森政弘、古屋一仁、安齋尚志                                                                   |
| 27 | 2014 | 出前迅速                             | 森政弘、古屋一仁、安齋尚志、吉田一弘、吉崎航                                                 |
| 28 | 2015 | 輪花繚乱                             | 清水優史、前野一夫、若泉久朗、上嶋博子、新宮正弘                                             |
| 29 | 2016 | ロボット・ニューフロンティア         | 村松浩幸、前野一夫、若泉久朗、中坊貴享、阿嘉倫大                                             |
| 30 | 2017 | 大江戸ロボット忍法帳                 | 村松浩幸、前野一夫、佐藤高彰、森政弘、徳田章                                                 |
| 31 | 2018 | Bottle-Flip Cafe                     |                                                                                              |
| 32 | 2019 | らん♪ RUN Laundry                    |                                                                                              |
| 33 | 2020 | はぴ☆ロボ自慢                        |                                                                                              |
| 34 | 2021 | 超絶機巧(すごロボ)                   |                                                                                              |
| 35 | 2022 | ミラクル☆フライ ～空へ舞いあがれ！～ |                                                                                              |
| 36 | 2023 | もぎもぎ！フルーツＧＯラウンド       |                                                                                              |

### 実況
| 回 | 年   | 大会名                               | 実況                         | 解説                                       |
| -- | ---- | ------------------------------------ | ---------------------------- | ------------------------------------------ |
| 1  | 1988 | 乾電池カー・スピードレース           | 徳田章                       | 森政弘、唐津一                             |
| 2  | 1989 | オクトパスフットボール               | 合田敏行                     | 同左                                       |
| 3  | 1990 | ニュートロンスター                   | 森中直樹                     |                                            |
| 4  | 1991 | ホットタワー                         | 森中直樹                     |                                            |
| 5  | 1992 | ミステリーサークル                   | 刈屋富士雄                   |                                            |
| 6  | 1993 | ステップダンス                       | 野地俊二                     |                                            |
| 7  | 1994 | スペースフライヤー                   | 阿部渉                       |                                            |
| 8  | 1995 | ドリームタワー                       | 阿部渉（山瀬まみ、タージン） |                                            |
| 9  | 1996 | テクノカウボーイ                     | 阿部渉、三井ゆり             |                                            |
| 10 | 1997 | 花開蝶来                             | 山口勝、三井ゆり             |                                            |
| 11 | 1998 | 生命上陸                             | 山口勝、鹿島綾乃             |                                            |
| 12 | 1999 | Jump To The Future                   | 鈴木聡彦                     |                                            |
| 13 | 2000 | ミレニアムメッセージ                 | 山本浩                       | 木村哲也                                   |
| 14 | 2001 | Happy Birthday 39                    | 根岸昌史                     | 松尾芳樹                                   |
| 15 | 2002 | プロジェクトBOX                      | 坂梨哲士                     |                                            |
| 16 | 2003 | 鼎                                   | 三浦拓実                     |                                            |
| 17 | 2004 | マーズラッシュ                       | 根岸昌史                     |                                            |
| 18 | 2005 | 大運動会                             | 松本和也                     |                                            |
| 19 | 2006 | ふるさと自慢特急便                   | 松本和也                     |                                            |
| 20 | 2007 | 風林火山 ロボット騎馬戦              | 松本和也                     |                                            |
| 21 | 2008 | ROBO－EVOLUTION 生命大進化           | 大蔵哲士                     | 清水優史                                   |
| 22 | 2009 | DANCIN' COUPLE                       | 中谷文彦                     | 木村哲也                                   |
| 23 | 2010 | 激走! ロボ力車                       | 廣田直敬                     | 木村哲也                                   |
| 24 | 2011 | ロボ・ボウル                         | 泉浩司                       |                                            |
| 25 | 2012 | ベスト・ペット                       | 中谷文彦                     |                                            |
| 26 | 2013 | Shall We Jump?                       | 杉岡英樹                     |                                            |
| 27 | 2014 | 出前迅速                             | 長野亮                       |                                            |
| 28 | 2015 | 輪花繚乱                             | 長野亮                       | 衣笠哲也、千原ジュニア（スペシャルゲスト） |
| 29 | 2016 | ロボット・ニューフロンティア         | 長野亮                       |                                            |
| 30 | 2017 | 大江戸ロボット忍法帳                 | 松尾剛                       | 田所諭                                     |
| 31 | 2018 | Bottle-Flip Cafe                     | 松田利仁亜                   | 田所諭                                     |
| 32 | 2019 | らん♪ RUN Laundry                    | 松岡忠幸                     | 田所諭                                     |
| 33 | 2020 | はぴ☆ロボ自慢                        |                              |                                            |
| 34 | 2021 | 超絶機巧(すごロボ)                   |                              |                                            |
| 35 | 2022 | ミラクル☆フライ ～空へ舞いあがれ！～ | 宮崎慶太                     |                                            |
| 36 | 2023 | もぎもぎ！フルーツＧＯラウンド       | 宮崎慶太                     |                                            |

### コメンテーター、ゲスト
| 回 | 年   | 大会名                               | コメンテーター、ゲスト                     |
| -- | ---- | ------------------------------------ | ------------------------------------------ |
| 1  | 1988 | 乾電池カー・スピードレース           |                                            |
| 2  | 1989 | オクトパスフットボール               |                                            |
| 3  | 1990 | ニュートロンスター                   |                                            |
| 4  | 1991 | ホットタワー                         |                                            |
| 5  | 1992 | ミステリーサークル                   |                                            |
| 6  | 1993 | ステップダンス                       |                                            |
| 7  | 1994 | スペースフライヤー                   |                                            |
| 8  | 1995 | ドリームタワー                       |                                            |
| 9  | 1996 | テクノカウボーイ                     |                                            |
| 10 | 1997 | 花開蝶来                             |                                            |
| 11 | 1998 | 生命上陸                             |                                            |
| 12 | 1999 | Jump To The Future                   |                                            |
| 13 | 2000 | ミレニアムメッセージ                 | 黒鉄ヒロシ、城戸真亜子、篠田拓馬、菊川怜   |
| 14 | 2001 | Happy Birthday 39                    |                                            |
| 15 | 2002 | プロジェクトBOX                      | 黒鉄ヒロシ、城戸真亜子、清水優史           |
| 16 | 2003 | 鼎                                   | 黒鉄ヒロシ、城戸真亜子、大森玲子、清水優史 |
| 17 | 2004 | マーズラッシュ                       | 黒鉄ヒロシ、城戸真亜子、清水優史           |
| 18 | 2005 | 大運動会                             | 山田五郎、城戸真亜子、松尾芳樹             |
| 19 | 2006 | ふるさと自慢特急便                   | 城戸真亜子、山本梓、木村哲也               |
| 20 | 2007 | 風林火山 ロボット騎馬戦              |                                            |
| 21 | 2008 | ROBO－EVOLUTION 生命大進化           | 山田五郎                                   |
| 22 | 2009 | DANCIN' COUPLE                       |                                            |
| 23 | 2010 | 激走! ロボ力車                       |                                            |
| 24 | 2011 | ロボ・ボウル                         |                                            |
| 24 | 2012 | ベスト・ペット                       |                                            |
| 26 | 2013 | Shall We Jump?                       |                                            |
| 27 | 2014 | 出前迅速                             |                                            |
| 28 | 2015 | 輪花繚乱                             |                                            |
| 29 | 2016 | ロボット・ニューフロンティア         |                                            |
| 30 | 2017 | 大江戸ロボット忍法帳                 | 哀川翔、吉本実憂、村上新悟                 |
| 31 | 2018 | Bottle-Flip Cafe                     | 岸優太                                     |
| 32 | 2019 | らん♪ RUN Laundry                    |                                            |
| 33 | 2020 | はぴ☆ロボ自慢                        | 田中卓志                                   |
| 34 | 2021 | 超絶機巧(すごロボ)                   |                                            |
| 35 | 2022 | ミラクル☆フライ ～空へ舞いあがれ！～ |                                            |
| 36 | 2023 | もぎもぎ！フルーツＧＯラウンド       |                                            |

### ピットレポーター
NHK BSなどでの生放送や全試合録画放送で芸能人がピットレポーターを務めた大会があった。試合前の緊張感や試合後の達成感、悔しさや嬉しさが漂う国技館の支度部屋や、試合直前の競技フィールドの脇で待機するチームの学生達とロボットを取材し、会場や番組視聴者にその雰囲気を伝えて臨場感を高めるのが彼らの役目である。ロボットよりも参加している学生の意気込みや感情に焦点が大きく当てられるため、またレポートが一般的な人々に受け入れ易いようにテレビや雑誌などのメディアで全国的に知られたタレントが起用され、一種のインターフェースとして機能した。
第21回では現役の女子高専生の萬歳光恵がピットレポーターを務めた（当時、旭川高専制御工学科4年生）。彼女もまたアミューズに所属する芸能人である。
第24回から第26回では、各地区のNHKのアナウンサーやキャスターが応援リポーターとして全国大会に参加し、代表チームの紹介などを行った。
| 回 | 年   | 大会名                               | ピットレポーター         |
| -- | ---- | ------------------------------------ | ------------------------ |
| 1  | 1988 | 乾電池カー・スピードレース           |                          |
| 2  | 1989 | オクトパスフットボール               |                          |
| 3  | 1990 | ニュートロンスター                   |                          |
| 4  | 1991 | ホットタワー                         |                          |
| 5  | 1992 | ミステリーサークル                   |                          |
| 6  | 1993 | ステップダンス                       |                          |
| 7  | 1994 | スペースフライヤー                   |                          |
| 8  | 1995 | ドリームタワー                       |                          |
| 9  | 1996 | テクノカウボーイ                     |                          |
| 10 | 1997 | 花開蝶来                             |                          |
| 11 | 1998 | 生命上陸                             |                          |
| 12 | 1999 | Jump To The Future                   | 鹿島綾乃                 |
| 13 | 2000 | ミレニアムメッセージ                 |                          |
| 14 | 2001 | Happy Birthday 39                    | 清水圭、山田まりや       |
| 15 | 2002 | プロジェクトBOX                      | 清水圭、松嶋尚美         |
| 16 | 2003 | 鼎                                   | マイケル富岡、眞鍋かをり |
| 17 | 2004 | マーズラッシュ                       | テツandトモ              |
| 18 | 2005 | 大運動会                             |                          |
| 19 | 2006 | ふるさと自慢特急便                   |                          |
| 20 | 2007 | 風林火山 ロボット騎馬戦              |                          |
| 21 | 2008 | ROBO－EVOLUTION 生命大進化           | 萬歳光恵                 |
| 22 | 2009 | DANCIN' COUPLE                       |                          |
| 23 | 2010 | 激走! ロボ力車                       | 神田愛花、半田健人       |
| 24 | 2011 | ロボ・ボウル                         |                          |
| 25 | 2012 | ベスト・ペット                       |                          |
| 26 | 2013 | Shall We Jump?                       |                          |
| 27 | 2014 | 出前迅速                             | 敦士、足立梨花           |
| 28 | 2015 | 輪花繚乱                             | 名塚佳織、大河元気       |
| 29 | 2016 | ロボット・ニューフロンティア         |                          |
| 30 | 2017 | 大江戸ロボット忍法帳                 |                          |
| 31 | 2018 | Bottle-Flip Cafe                     |                          |
| 32 | 2019 | らん♪ RUN Laundry                    |                          |
| 33 | 2020 | はぴ☆ロボ自慢                        |                          |
| 34 | 2021 | 超絶機巧(すごロボ)                   |                          |
| 35 | 2022 | ミラクル☆フライ ～空へ舞いあがれ！～ |                          |
| 36 | 2023 | もぎもぎ！フルーツＧＯラウンド       |                          |

### プロデューサー
| 回 | 年   | 大会名                               | プロデューサー     |
| -- | ---- | ------------------------------------ | ------------------ |
| 1  | 1988 | 乾電池カー・スピードレース           |                    |
| 2  | 1989 | オクトパスフットボール               |                    |
| 3  | 1990 | ニュートロンスター                   |                    |
| 4  | 1991 | ホットタワー                         | 吉田立, 木内美明   |
| 5  | 1992 | ミステリーサークル                   | 吉田立, 木内美明   |
| 6  | 1993 | ステップダンス                       | 吉田立, 木内美明   |
| 7  | 1994 | スペースフライヤー                   |                    |
| 8  | 1995 | ドリームタワー                       |                    |
| 9  | 1996 | テクノカウボーイ                     |                    |
| 10 | 1997 | 花開蝶来                             | 室山哲也           |
| 11 | 1998 | 生命上陸                             | 室山哲也           |
| 12 | 1999 | Jump To The Future                   | 室山哲也           |
| 13 | 2000 | ミレニアムメッセージ                 | 吉田立, 川野芳水   |
| 14 | 2001 | Happy Birthday 39                    |                    |
| 15 | 2002 | プロジェクトBOX                      |                    |
| 16 | 2003 | 鼎                                   | 藤川大之, 川野芳水 |
| 17 | 2004 | マーズラッシュ                       |                    |
| 18 | 2005 | 大運動会                             |                    |
| 19 | 2006 | ふるさと自慢特急便                   |                    |
| 20 | 2007 | 風林火山 ロボット騎馬戦              |                    |
| 21 | 2008 | ROBO－EVOLUTION 生命大進化           | 出田 恵三          |
| 22 | 2009 | DANCIN' COUPLE                       | 出田 恵三          |
| 23 | 2010 | 激走! ロボ力車                       | 出田 恵三          |
| 24 | 2011 | ロボ・ボウル                         |                    |
| 25 | 2012 | ベスト・ペット                       |                    |
| 26 | 2013 | Shall We Jump?                       |                    |
| 27 | 2014 | 出前迅速                             |                    |
| 28 | 2015 | 輪花繚乱                             |                    |
| 29 | 2016 | ロボット・ニューフロンティア         |                    |
| 30 | 2017 | 大江戸ロボット忍法帳                 |                    |
| 31 | 2018 | Bottle-Flip Cafe                     |                    |
| 32 | 2019 | らん♪ RUN Laundry                    |                    |
| 33 | 2020 | はぴ☆ロボ自慢                        |                    |
| 34 | 2021 | 超絶機巧(すごロボ)                   |                    |
| 35 | 2022 | ミラクル☆フライ ～空へ舞いあがれ！～ |                    |
| 36 | 2023 | もぎもぎ！フルーツＧＯラウンド       |                    |

## 番組
全国大会の模様については、12月ごろに総合テレビで放送される。また、旧BS2やNHK BSプレミアム（旧 BShi）でも放送されることがある。こちらは総合テレビの放送内容に比べ放送時間が長く、会場中の映像が多い、全試合を取り上げた完全版・全試合版として製作されることがある。
2000年には開局間もないBSハイビジョンにて、2003年、2004年には教育テレビにて全国大会の生中継が行われた。
地区大会の模様は全国大会前にローカル放送が行われる（原則、同日同時刻に各NHK放送局に対応する地区大会が放送される）。そして、全国大会終了後の11～12月にかけて、主にミッドナイトチャンネル枠で各地区大会の放送がおよそ1、2週間連続して行われる（編成日程にもよるが、毎日1-2地区）。

### 全国大会地上波番組ナレーション
| 回 | 年   | 大会名                               | ナレーター                             |
| -- | ---- | ------------------------------------ | -------------------------------------- |
| 1  | 1988 | 乾電池カー・スピードレース           | 徳田章                                 |
| 2  | 1989 | オクトパスフットボール               | 合田敏行                               |
| 3  | 1990 | ニュートロンスター                   | 合田敏行、大島智子                     |
| 4  | 1991 | ホットタワー                         | 合田敏行、大島智子                     |
| 5  | 1992 | ミステリーサークル                   | 合田敏行、小牧ユカ                     |
| 6  | 1993 | ステップダンス                       | 合田敏行、榊原郁恵                     |
| 7  | 1994 | スペースフライヤー                   | 徳田章、生稲晃子                       |
| 8  | 1995 | ドリームタワー                       | 山瀬まみ、タージン                     |
| 9  | 1996 | テクノカウボーイ                     | 阿部渉、三井ゆり                       |
| 10 | 1997 | 花開蝶来                             | 山口勝、三井ゆり                       |
| 11 | 1998 | 生命上陸                             | バッキー木場                           |
| 12 | 1999 | Jump To The Future                   | バッキー木場                           |
| 13 | 2000 | ミレニアムメッセージ                 | 山口勝                                 |
| 14 | 2001 | Happy Birthday 39                    | 阿部渉、清水圭、山田まりや             |
| 15 | 2002 | プロジェクトBOX                      | 野沢雅子                               |
| 16 | 2003 | 鼎                                   | 神谷明                                 |
| 17 | 2004 | マーズラッシュ                       | 柴田祐規子、松本和也                   |
| 18 | 2005 | 大運動会                             | 阿部渉                                 |
| 19 | 2006 | ふるさと自慢特急便                   | 鎌倉千秋                               |
| 20 | 2007 | 風林火山 ロボット騎馬戦              | 中條誠子、松本和也                     |
| 21 | 2008 | ROBO－EVOLUTION 生命大進化           | 田中信夫                               |
| 22 | 2009 | DANCIN' COUPLE                       | 劇団ひとり                             |
| 23 | 2010 | 激走! ロボ力車                       | 戸田恵子                               |
| 24 | 2011 | ロボ・ボウル                         | 小山力也                               |
| 25 | 2012 | ベスト・ペット                       | 三石琴乃                               |
| 26 | 2013 | Shall We Jump?                       | 多比良健、三輪秀香                     |
| 27 | 2014 | 出前迅速                             | 服部伴蔵門                             |
| 28 | 2015 | 輪花繚乱                             | 名塚佳織、大河元気、二宮直輝           |
| 29 | 2016 | ロボット・ニューフロンティア         | 真地勇志（声の出演：神谷明、植竹香菜） |
| 30 | 2017 | 大江戸ロボット忍法帳                 |                                        |
| 31 | 2018 | Bottle-Flip Cafe                     | 上田麗奈                               |
| 32 | 2019 | らん♪ RUN Laundry                    | 上田麗奈                               |
| 33 | 2020 | はぴ☆ロボ自慢                        | 上田麗奈                               |
| 34 | 2021 | 超絶機巧(すごロボ)                   | 三石琴乃                               |
| 35 | 2022 | ミラクル☆フライ ～空へ舞いあがれ！～ | 坂本真綾                               |
| 36 | 2023 | もぎもぎ！フルーツＧＯラウンド       | 武井壮                                 |

## 特筆すべき記録
- 最長競技時間
第1回　全国大会予選　東京高専　シャクトリマシーン・ラクンダー　23分55秒
以降のルールで制限時間が設定されるようになった。

- 最重量ロボット
第1回　全国大会予選　長岡高専　ダム号 121kg
以降のルールで最大重量が設定されるようになった。

- 最も競技場を塗り汚してルールを塗り替えた
第4回　九州地区予選　大分高専　スプレもん　対戦相手チームの箱の色を液体塗料を塗り垂らして自チームの色に変更するアイデアを実現
以降のルールで競技フィールドを汚してはいけない反則が設定されるようになった。ルールによっては失格・敗退となる。

- 番組制作を困らせたロボット(全く同じロボットで出場した学校)
第28回 四国地区大会 香川高専(詫間) Eclipse,Force 第29回 九州沖縄地区大会 大分高専 極雅,烈覇 四国地区大会 香川高専(詫間) Eclipse II,Noah
番組では片方のチームは機構紹介が省かれ意気込みが重点的に語られた。第30回以降では同じ学校でのアイデアの重複を禁止、アイデアシートの時点で重複していると判断されれば警告が入り、それでも改善されない場合は出場禁止というルールになった